# Bobby Fischer
Vous lisez un « bon article » labellisé en 2011.
Pour les articles homonymes, voir Fischer.
Robert James Fischer, dit Bobby Fischer est un joueur d'échecs américain né le 9 mars 1943 à Chicago (États-Unis) et mort le 17 janvier 2008 à Reykjavik (Islande), naturalisé islandais en 2005.
Champion des États-Unis à quatorze ans en janvier 1958, Fischer devint, en 1972, champion du monde en remportant, sur fond de guerre froide, le « match du siècle » à Reykjavik face au joueur soviétique Boris Spassky.
Fischer contribua de façon décisive, par ses revendications (parfois excessives) lors des tournois, à l'amélioration de la condition de joueur d'échecs professionnel, tant du point de vue financier que de l'organisation matérielle des tournois. Sa victoire sensationnelle en finale du championnat du monde d'échecs 1972, mettant un coup d'arrêt à la domination soviétique dans le championnat du monde des échecs depuis 1948, en fit une icône dans son pays, lui apportant la reconnaissance du public américain et la médiatisation à travers le monde, bien qu'après 1990 il fît des déclarations controversées qui ternirent sa réputation.
Après s'être retiré de toutes les compétitions en 1972, Fischer disputa en 1992, à Sveti Stefan et à Belgrade, pendant les guerres de Yougoslavie, un match revanche contre son adversaire de 1972, Boris Spassky, en violation de l'embargo proclamé par le département d'État américain. Menacé de poursuites par son pays, il termina sa vie en exil et multiplia les déclarations antisémites, antichrétiennes et anti-américaines après 1990. Il vécut d'abord en Hongrie (de 1993 à 1999), puis au Japon (de janvier 2000 à mars 2005) et enfin en Islande (de 2005 à 2008).

## Années de formation

### Famille
La mère de Bobby Fischer, Regina Wender (1913-1997), est une Américaine d'ascendance juive allemande. Née en Suisse, elle fut éduquée à Saint-Louis (Missouri). En 1932, à 19 ans, diplômée du college, elle partit à Berlin pour retrouver son frère qui y était stationné en tant que marin de l’US Navy et elle fut recrutée comme secrétaire par le généticien américain Hermann Joseph Muller. En 1933, elle fit la connaissance de Hans Gerhardt Leibschner qui avait changé son nom en Fischer pour avoir un nom à consonance moins juive. Gerhardt Fischer, né à Berlin en 1909, était un biophysicien allemand et un assistant du professeur Muller. Le professeur encouragea Regina à poursuivre ses études et à le suivre à Léningrad où il avait un poste et à Moscou. En 1933, Regina et Gerhardt quittèrent l'Allemagne nazie et partirent à Moscou où ils se marièrent en octobre de cette année (ou en 1938). Regina Fischer devint étudiante de l'Institut de médecine de Moscou de 1933 à 1938. En 1939, pour fuir l'antisémitisme qui se développait en URSS, Regina partit en France avec leur fille Joan née en 1938 puis elle alla aux États-Unis, mais sans son mari qui partit au Chili, son entrée sur le territoire des États-Unis lui étant refusée du fait de sa nationalité allemande.
Lorsque Bobby Fischer naquit à Chicago en mars 1943, Gerhardt et Regina Fischer étaient séparés depuis 1939. Regina Fischer demanda le divorce en 1945, deux ans après la naissance de son fils, alors qu'elle habitait Moscow dans l'Idaho. Elle avait inscrit Gerhardt Fischer comme père de Robert James en dépit du fait qu'il n'avait jamais mis les pieds aux États-Unis. En 2002, une enquête menée par deux journalistes du Philadelphia Inquirer a montré que le père biologique de Fischer serait plutôt le physicien juif hongrois Paul Nemenyi qui avait émigré aux États-Unis la même année que Regina Fischer en 1939. Quand le physicien participait au projet Manhattan en tant qu'ingénieur à Washington, le FBI soupçonna Nemenyi d'être communiste et Regina d'être une espionne russe. En effet, Regina avait étudié à l'Institut de médecine de Moscou, où elle avait passé cinq ans avant d'émigrer aux États-Unis après son mariage. Le FBI tint un dossier sur Regina. Elle avait fait la connaissance de Nemenyi au Colorado, en 1942, et, après la naissance de Bobby en mars 1943, le physicien lui envoya chaque mois une somme d'argent. Les versements continuèrent jusqu'à la mort de Nemenyi, en 1952.
Bobby ne vit jamais Gerhardt Fischer puisque ses parents étaient séparés à sa naissance selon le dossier que tenait le FBI. Gerhardt ne pouvait venir aux États-Unis du fait de sa nationalité allemande. Il s'installa au Chili où il se fit appeler Gerardo Fischer. Il n'envoya aucune pension pour aider sa femme et sa fille. En juillet 1958, inquiet pour son fils et sa fille qui étaient à Moscou tandis que la situation internationale était tendue, il écrivit à son ancienne femme lui demandant ce qu'elle comptait faire. En 1974, Gerardo, sa nouvelle femme et ses enfants furent brièvement emprisonnés en Amérique du Sud, du fait de leurs engagements politiques. Libérés, ils partirent en France et Gerhardt demanda l'aide financière de son ancienne femme. Contacté, Bobby Fischer refusa alors d'aborder le sujet de son père. En 1990, le champion américain vint en Europe et vécut plusieurs mois en Allemagne. Son père résidait à cette époque à Berlin mais Bobby Fischer ne le rencontra pas.

### Enfance et études
Pendant et après la Seconde Guerre mondiale, Regina vivait seule avec ses enfants. Elle changea souvent de résidence pour trouver un emploi et exerça plusieurs métiers, dont celui de soudeuse dans les chantiers navals de Portland dans l'Oregon. En 1948, Regina, qui avait trouvé un emploi d'institutrice, et ses deux enfants déménagèrent d'abord dans le sud de Los Angeles, puis à Phoenix et à Mobile dans l'Arizona, une ville isolée au milieu du désert. C'est la mère de Bobby qui s'occupait de son éducation et de celle de Joan, son aînée de six ans, ainsi que de sept autres enfants venus des ranchs alentour. Les Fischer s'installèrent un an plus tard, au début de l'année 1949, à Manhattan dans New York puis, à l'automne 1950, à Brooklyn où Regina voulait terminer ses études de médecine à l'université de New York et obtenir un diplôme d'infirmière.
Regina Fischer inscrivit son fils à l'école juive de Brooklyn, avant de le retirer quelques semaines plus tard et l'inscrire à plusieurs écoles publiques différentes de Brooklyn. De 1952 à 1956, Fischer étudia à la Woodward Community School, une école d'environ 150 élèves où il fut accepté grâce à son QI élevé de 180. Dans cette école, il pouvait pratiquer les échecs et développa un intérêt pour le baseball. Puis, en septembre 1956, il entra à Erasmus Hall High School (en), une école secondaire de Brooklyn avec plus de 5 000 élèves. Parmi les élèves de son institution (Erasmus Hall), figurait Barbra Streisand qui raconterait plus tard qu'elle le trouvait à la fois solitaire, un peu spécial mais très attirant,.

### Débuts aux échecs (1949 à 1954)
Un jour de mars 1949, Joan, pour distraire son petit frère, lui acheta un Monopoly, un jacquet et un jeu d'échecs au bazar du coin. Les deux enfants apprirent seuls les règles à l'aide du feuillet joint au jeu. Ce n'était au début qu'un jeu comme les autres pour Bobby. Néanmoins, la lecture pendant les vacances d'été de 1949 d'un livre contenant des parties d'échecs commentées changea la donne. Regina, sa mère, a raconté que lorsqu'il lisait ce livre, il était inutile d'essayer de lui adresser la parole. Après les vacances, l'échiquier fut remisé pendant un an avant que Bobby Fischer ne réclame à sa mère de lui acheter un nouvel échiquier à l'automne 1950.
À l'automne 1950, la famille de Bobby quitta Manhattan pour s'installer à Brooklyn. En novembre, la mère de Bobby écrivit au responsable de la rubrique échecs du Brooklyn Eagle indiquant qu'elle cherchait des adversaires de son âge pour son fils de sept ans et demi et, en janvier 1951, Hermann Helms (en) l'invita dans une lettre à prendre contact avec le secrétaire du club d'échecs de Brooklyn et d'amener Bobby Fischer à la bibliothèque publique de Brooklyn pour affronter Max Pavey (en) (qui avait été champion de l'État de New York) lors d'une séance de partie simultanée disputée le 18 janvier 1951. Bobby Fischer a raconté que sa défaite contre Pavey le motiva beaucoup. Une semaine après, Regina inscrivit son fils au Brooklyn YMCA Chess and Checker Club et au club d'échecs pour adultes de Brooklyn. Il vint tous les vendredis soir au club de Brooklyn, dont il était le seul enfant parmi les membres, et y multiplia les parties. Au début il perdait toutes ses parties.
Le président du club d'échecs de Brooklyn (fondé après la Guerre de sécession), Carmine Nigro, un musicien de profession, fut le premier professeur et entraîneur de Bobby Fischer de 1951 à 1955. Il ne faisait pas payer à la mère de Bobby Fischer les leçons d'accordéon ou d'échecs qu'il donnait à son fils. Fischer disait que Nigro n'était peut-être pas le meilleur joueur du monde mais qu'il était un très bon professeur qui fut un facteur décisif dans ses progrès. En 1966, dans sa chronique de la revue Boy's Life, Fischer écrivit qu'un des plus grands frissons de sa carrière fut de remporter le premier prix du championnat des enfants du club d'échecs du YMCA (en 1952), une médaille qu'il gagna grâce à sa victoire dans la partie qui l'opposait au fils de Carmine Nigro.
En juillet 1952, Fischer apparaît dans une photographie publiée par le Brooklyn Public Library News Bulletin. Fischer passait son temps après ses cours à étudier à la bibliothèque publique de Brooklyn (située à la Grand Army Plaza). À la fin de l'année, il commença à lire toutes les publications des bibliothèques portant sur les échecs. Le week-end, Nigro emmenait Bobby Fischer disputer des parties en plein air au Washington Square Park dans Greenwich Village.
Fischer participa à son premier championnat du club de Brooklyn (pour adultes) avant d'avoir dix ans : en 1953, il finit cinquième du championnat du club,. Au début, Fischer ne remportait aucun de ses tournois. Il finit troisième-cinquième ex æquo du championnat annuel du club de Brooklin 1954-1955, avant ses douze ans (décembre 1954-février 1955). En juin 1954, Fischer put assister au match USA-URSS qui avait lieu à l'hôtel Roosevelt à Manhattan et voir les meilleurs joueurs soviétiques et américains.

### Premiers tournois en dehors de Brooklyn (1955)
Au début 1955, le nom de Fischer apparut dans la revue Chess Review parmi les participants d'un tournoi d'échecs par correspondance. Son classement parmi les joueurs d'échecs par correspondance américains diminua progressivement, ce qui indique qu'il abandonnait le jeu par correspondance,.
Fin mai 1955, Fischer participa à son premier tournoi organisé par la fédération américaine. Il fut emmené par Carmine Nigro au championnat américain amateur à Lake Mohegan (un hameau situé à cheval sur la ville de Yorktown et celle de Cortlandt, dans l'État de New York). Le championnat amateur, qui avait lieu pendant le week-end du Memorial Day, du 20 au 22 mai, est rapporté par le numéro du 5 juin 1955 de Chess Life et le numéro de juin de  Chess Review. Il avait 75 participants et était ouvert à tous les joueurs non classés ou avec un classement inférieur à 2 300 points. Ce fut Carmine Nigro qui paya l'inscription de Fischer au tournoi et sa licence auprès de la fédération américaine. Fischer termina le tournoi au-delà de la trente-deuxième place.
En juillet 1955, Fischer partit en train pour Lincoln dans le Nebraska, seulement accompagné de Charles Kalme (1939-2002), pour disputer le championnat junior des États-Unis 1955. Il se classa 11e-21e ex æquo (vingtième au départage sur vingt-cinq participants) avec la moitié des points tandis que Kalme remportait le tournoi. Le championnat réunissait les joueurs de moins de 21 ans et Fischer reçut un prix comme plus jeune participant du tournoi (il était le seul joueur âgé de moins de 13 ans). À la différence de José Raúl Capablanca et Samuel Reshevsky qui affrontaient les meilleurs joueurs adultes lorsqu'ils avaient huit ans, Fischer ne fut donc pas un enfant prodige (il n'eut aucun résultat important avant ses treize ans). En revanche, ses progrès de tournoi en tournoi à partir de l'année 1956 furent très rapides.
Pendant l'été 1955 (fin juin ou en août), Bobby, n'ayant plus de rivaux dignes de ce nom dans le club de Brooklyn, s'inscrivit alors au club d'échecs de Manhattan qui était ouvert tous les soirs de la semaine. Il en devint le plus jeune membre (le club n'accordait habituellement pas de carte de membre aux joueurs de moins de 18 ans). Le club de Manhattan était fréquenté par les meilleurs joueurs du pays et organisait le championnat des États-Unis depuis les années 1930.
En octobre 1955, le nom de Bobby Fischer apparut dans un article du New York Times relatant les résultats du tournoi du Washington Square disputé en plein air. Le titre de l'article disait : « Eastman vainqueur à Washington Square, un garçon de douze ans près des premiers ». Fischer avait terminé quinzième (le tournoi avait 66 participants). Il reçut un prix comme plus jeune joueur du tournoi. En janvier 1956, il marqua 5 points sur 7 lors du championnat open du « grand New York » ((en) Greater New York Open) et termina cinquième ex æquo (Fischer remporta le premier prix des joueurs de la classe B).

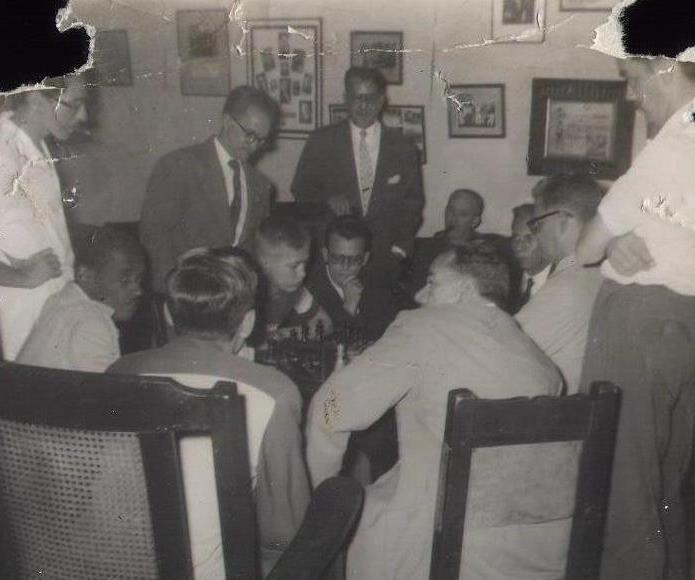
Bobby Fischer, à La Havane en février 1956.

En 1956, Fischer fut enrôlé dans l'équipe du club d'échecs indépendant « Log Cabin », basé à West Orange. Avec ce club, il participa à une tournée de deux semaines en Floride et à La Havane en février-mars 1956 . Fischer disputa également le tournoi open du club l'année suivante, en février 1957.

## Du championnat des États-Unis au championnat du monde (1956 à 1972)

### Champion des États-Unis à quatorze ans (1956-1957)
En juin 1956, Bobby Fischer fit la connaissance de son deuxième entraîneur John William (Jack) Collins (le premier avait été Carmine Nigro). Il retrouvait Collins dans son appartement situé pas très loin du collège Erasmus Hall High School où Fischer allait entrer à la fin de l'été de 1956. Pendant les vacances d'été, le week-end du 4 juillet, Bobby devint, à sa deuxième tentative, le plus jeune vainqueur du championnat junior des États-Unis, ce qui constituait son premier réel succès (le tournoi avait lieu à Philadelphie). Puis, du 16 au 28 juillet, il s'essaya au championnat open adulte des États-Unis à Oklahoma City et se classa quatrième, ex æquo avec trois autres joueurs, sans perdre une partie. Au mois d'octobre, il fut invité au plus fort tournoi américain de l'année 1956 : le troisième trophée Rosenwald (Lessing Rosenwald était le sponsor de la fédération américaine). Il termina huitième avec moins de la moitié des points de ce tournoi remporté par Samuel Reshevsky. Sa victoire spectaculaire contre Donald Byrne lors de la huitième ronde fit le tour du monde (elle fut publiée par les revues soviétiques) et attira l'attention des journalistes sur Bobby Fischer. Lors des vacances de Thanksgiving, en novembre 1956, il termina deuxième ex æquo du championnat open des États de l'Est ((en) Eastern states open) à Washington, D.C. sans concéder la moindre défaite.
L'année suivante, les 9 et 10 mars 1957, pendant son quatorzième anniversaire, Fischer affronta l'ancien champion du monde Max Euwe dans un match exhibition en deux parties ; Fischer perdit 0,5 à 1,5 (une partie nulle et une défaite). Le 13 juin 1957, à New York, Samuel Reshevsky, le numéro un américain, disputa une partie simultanée à l'aveugle sur dix échiquiers au Club d'échecs de Manhattan. Reshevsky remporta six parties et en perdit quatre, dont une contre Fischer,.
En juillet, il conserva son titre de champion national junior en ne concédant qu'une partie nulle mais la fédération américaine décida d'envoyer William Lombardy au championnat du monde d'échecs junior (moins de 20 ans) 1957 qui se tiendrait à Toronto. En août 1957, Fischer réussit à conquérir le championnat open des États-Unis à Cleveland sans perdre une partie, devançant grâce à un meilleur départage le champion des États-Unis Arthur Bisguier ; puis il finit ses vacances scolaires en devenant le champion de l'État du New Jersey (fin août-début septembre) en ne concédant qu'une seule partie nulle (marquant 6,5 points sur 7).
À la fin de l'année 1957, Fischer fut invité à participer au quatrième trophée Rosenwald organisé du 17 décembre au 8 janvier. Ce tournoi était également le championnat des États-Unis 1957-1958 et aussi le tournoi zonal qualificatif pour le tournoi interzonal, première étape dans la sélection du challenger pour le championnat du monde d'échecs. À quatorze ans, Bobby Fischer remporta le championnat national sans perdre une partie avec huit victoires et cinq nulles.

### Grand maître à quinze ans (1958)

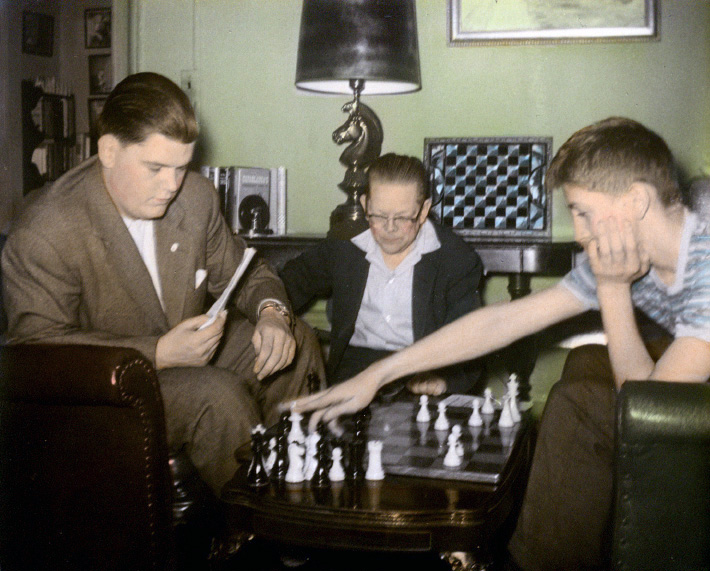
Fischer (à droite) avec William Lombardy (à gauche) et leur entraîneur Jack Collins.

La fédération américaine avait reçu en juillet 1957 une lettre de la section des échecs d'URSS qui invitait Fischer à visiter l'Union soviétique et qui proposait d'assurer les frais du séjour sur place (mais pas les voyages aller et retour). Pour collecter les fonds nécessaires au voyage à Moscou, Fischer apparut en 1958 dans l'émission de télévision J'ai un secret. En posant des questions, les participants du jeu devaient essayer de découvrir qu'il était le champion d'échecs des États-Unis. Fischer réussit à garder son secret et empocha un chèque. En juin-juillet 1958, accompagné de sa sœur, il séjourna pendant trois semaines dans le meilleur hôtel de Moscou mais il fut très déçu car il voulait rencontrer les champions du monde Mikhaïl Botvinnik et Vassily Smyslov, ce qui n'était pas prévu. Seul le futur champion du monde Tigran Petrossian accepta de l'affronter dans quelques parties en blitz. En tant que champion des États-Unis, Fischer estimait avoir droit à plus de reconnaissance.
En janvier 1958, Bobby Fischer était devenu champion des États-Unis (adultes) à l'âge de 14 ans. Grâce à ce titre, il était qualifié pour participer au tournoi interzonal qui constitue l'étape suivante vers le titre de champion du monde. Le tournoi avait lieu à Portorož, en Yougoslavie, en août-septembre 1958 et, dans l'intervalle, Fischer fut invité par la fédération yougoslave à disputer deux matchs contre Matulović et Janošević. Cependant, personne n'était prêt à parier sur la qualification du jeune Fischer (les six premiers du tournoi interzonal étant qualifiés pour le tournoi des candidats). Ce fut donc une surprise lorsqu'il termina cinquième ex æquo de cette compétition. Grâce à ce succès, il se vit conférer le titre de grand maître international (GMI) à la fin de l'année. Il avait quinze ans et demi ; ce record de précocité ne fut battu qu'en 1991 par Judit Polgár.

### Arrêt des études à seize ans (1959)
En septembre 1958, Fischer effectua sa rentrée scolaire à Erasmus Hall, avec quelques jours de retard et l'établissement lui décerna un prix pour sa performance au tournoi interzonal. Un journaliste russe interviewa Fischer après son succès et remarqua qu'il avait une bibliothèque de 80 livres d'échecs dont plus de la moitié en russe. En décembre 1958-janvier 1959, Fischer remporta pour la deuxième fois le championnat des États-Unis,.
La sœur de Fischer, Joan Fischer (née en 1938), qui avait accompagné Bobby Fischer lors de son voyage en Europe, se maria en 1958 avec un ingénieur, Russell Targ.
En mars 1959, dès qu'il eut seize ans, Fischer quitta l'école secondaire. Plus tard, il déclara que le moment qu'il préférait à l'école était la sonnerie qui indiquait la fin des cours. Dans une interview donnée en août 1961, il dit : « On n'apprend rien à l'école. C'est juste une perte de temps. (…) Ils donnent trop de devoirs scolaires. On ne devrait pas avoir de devoirs à faire. Cela n'intéresse personne. Les professeurs sont stupides. Il ne devrait pas y avoir de femmes. Elles ne savent pas enseigner. Et on ne devrait obliger personne à aller à l'école. Si tu ne veux pas y aller, tu n'y vas pas, c'est tout. C'est ridicule. Je ne me souviens de rien que j'ai appris à l'école. (…) J'ai gaspillé deux années et demie à Erasmus High. Je n'ai rien aimé. Tu dois te mêler avec tous ces enfants stupides. Les professeurs sont même plus idiots que les enfants. Ils parlent de haut aux enfants. La moitié d'entre eux sont fous. S'ils m'avaient laissé choisir, je serais parti avant d'avoir eu seize ans. » Cette interview fit beaucoup de tort à l'image de Fischer dans les médias lorsqu'elle parut en janvier 1962.
À partir de 1960, les relations entre Bobby et sa mère se dégradèrent. À seize ans, il avait quitté l'école contre l'avis de sa mère qui pensait qu'il consacrait trop de temps aux échecs. Regina Fischer s'était inscrite au Comité pour l'action non violente (CNVA), un mouvement pour la paix. Elle participa à une marche pour la paix de huit mois, prévue en décembre 1960, qui devait aller de San Francisco à Moscou. Elle rencontra un professeur d'anglais et partit s'installer avec lui en Angleterre. Elle ne réapparut dans la vie de son fils qu'en 1972 et mourut en 1997.

### Tournoi des candidats et tournois internationaux disputés en 1959
En avril 1959, libéré de l'école, Fischer partit en Argentine et au Chili pour disputer deux tournois. Il termina troisième ex æquo du tournoi de Mar del Plata et quatrième ex æquo à Santiago du Chili. Ces tournois furent remportés par Miguel Najdorf, Ludek Pachman (ex æquo) et Borislav Ivkov. Aucun joueur soviétique ne participait à ces tournois. Lors du tournoi de Zurich de mai 1959 (tournoi anniversaire du club de Zurich), il battit pour la première fois un joueur soviétique, le grand maître Paul Keres, et finit 3e ex æquo avec Keres derrière Mikhaïl Tal et Svetozar Gligorić.
En septembre et octobre, il prit comme secondant Bent Larsen lors du tournoi des candidats au championnat du monde de Bled, Zagreb et Belgrade et termina premier joueur non soviétique à la cinquième place ex æquo avec Gligoric, derrière les quatre joueurs soviétiques Tal, Keres, Petrossian et Smyslov, mais devant Olafsson et Benko. Il marqua :
- 0 / 4 contre le futur champion du monde Tal ;
- 1 / 4 contre le futur champion du monde Petrossian (+0 –2 =2) ;
- 2 / 4 contre Keres (+2 –2 =0), Smyslov (+1 –1 =2) et Gligoric (+1 –1 =2) ;
- 2,5 / 4 contre Olafsson (+2 –1 =1) ;
- 3 / 4 contre Benko (+2 –0 =2).

À l'issue du tournoi des candidats et sur les conseils de Pal Benko, Bobby Fischer changea son apparence vestimentaire et, à partir du championnat des États-Unis 1959-1960, il n'apparut plus qu'en costume et cravate dans les tournois. Il portait un soin particulier à ses vêtements. Tous ses costumes et ses chaussures étaient faits sur mesure en Europe ou en Argentine et il jugeait les gens qu'il rencontrait sur la façon dont ils s'habillaient.
Avant le championnat des États-Unis de décembre 1959-janvier 1960, Fischer commit son premier éclat. Le tirage au sort des appariements pour les parties du championnat, décidant dans quel ordre les joueurs s'affronteraient et qui jouerait avec pièces blanches lors de chaque ronde, avait lieu avant le début du tournoi. Il avait été effectué en privé alors qu'un règlement de la Fédération internationale des échecs stipulait qu'il devait avoir lieu en public. La fédération américaine reconnut son erreur et promit que les tirages au sort suivants auraient lieu en public mais Fischer refusa de défendre son titre si le tirage au sort n'était pas recommencé en public. La controverse fut relayée par le New York Times. Devant le refus de la fédération américaine, qui menaçait de le remplacer par un autre joueur. Fischer céda et défendit avec succès son titre de champion.

### Premiers succès hors des États-Unis (1960-1961)

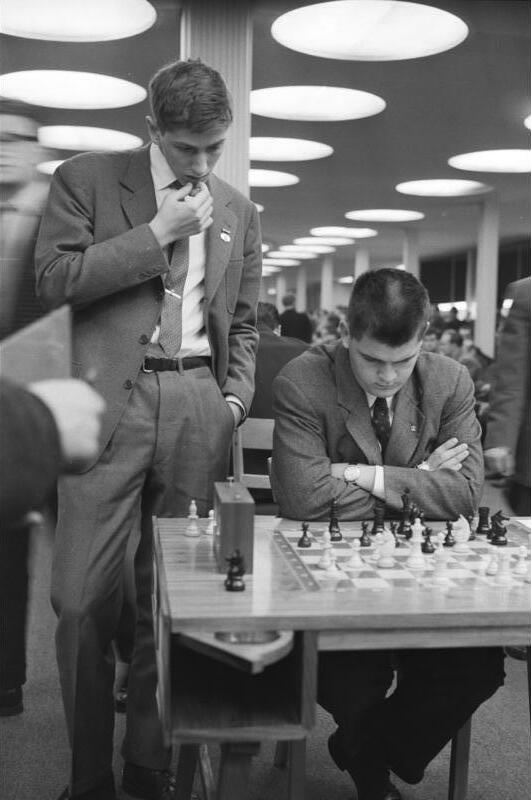
Bobby Fischer à l'olympiade de Leipzig en 1960.

En 1960, après son troisième titre de champion des États-Unis (1959-1960), Fischer remporta ses deux premiers tournois internationaux : Reykjavik (tournoi à trois joueurs) et, ex æquo avec Boris Spassky, le tournoi de Mar del Plata, au printemps.
À l'automne 1960, à l'olympiade de Leipzig, Fischer remporta la médaille de bronze individuelle au premier échiquier de l'équipe des États-Unis et la médaille d'argent par équipes. En janvier 1961, il gagna son quatrième titre de champion des États-Unis, toujours sans perdre de partie et avec deux points d'avance sur Lombardy et trois points d'avance sur Reshevsky. Pendant l'été (en juillet-août), il disputa un match contre l'ancien prodige américain Samuel Reshevsky. Initialement prévu en seize parties, le match fut interrompu sur un score d'égalité (+2 –2 =7) à la suite d'un désaccord : la douzième partie avait été avancée à onze heures le dimanche matin par la mécène et organisatrice du match, Jacqueline Piatigorsky. Opposé à cet aménagement, Fischer ne se présenta pas à la rencontre et fut déclaré perdant par forfait. Il refusa de disputer une treizième partie si la douzième n'était pas rejouée. Reshevsky fut déclaré vainqueur du match et Fischer poursuivit la fédération américaine devant le tribunal. L'affaire se termina par un non-lieu mais le scandale fut relayé dans les médias (presse, radio et télévision) et ternit l'image de Fischer.
En septembre 1961, Fischer marqua 3,5 points sur 4 contre les quatre joueurs soviétiques qui participaient au tournoi de Bled (Slovénie) : il battit pour la première fois Mikhaïl Tal, Tigran Petrossian et Efim Geller et annula contre Paul Keres. Seul l'ancien champion du monde (1960-1961) Tal le devança au tableau final. À la fin de l'année, Fischer ne participa pas au championnat de 1961-1962 mais resta en Europe pour se préparer au tournoi interzonal qui devait avoir lieu à Stockholm de janvier à mars 1962.

### Coup d'arrêt à Curaçao (1962)

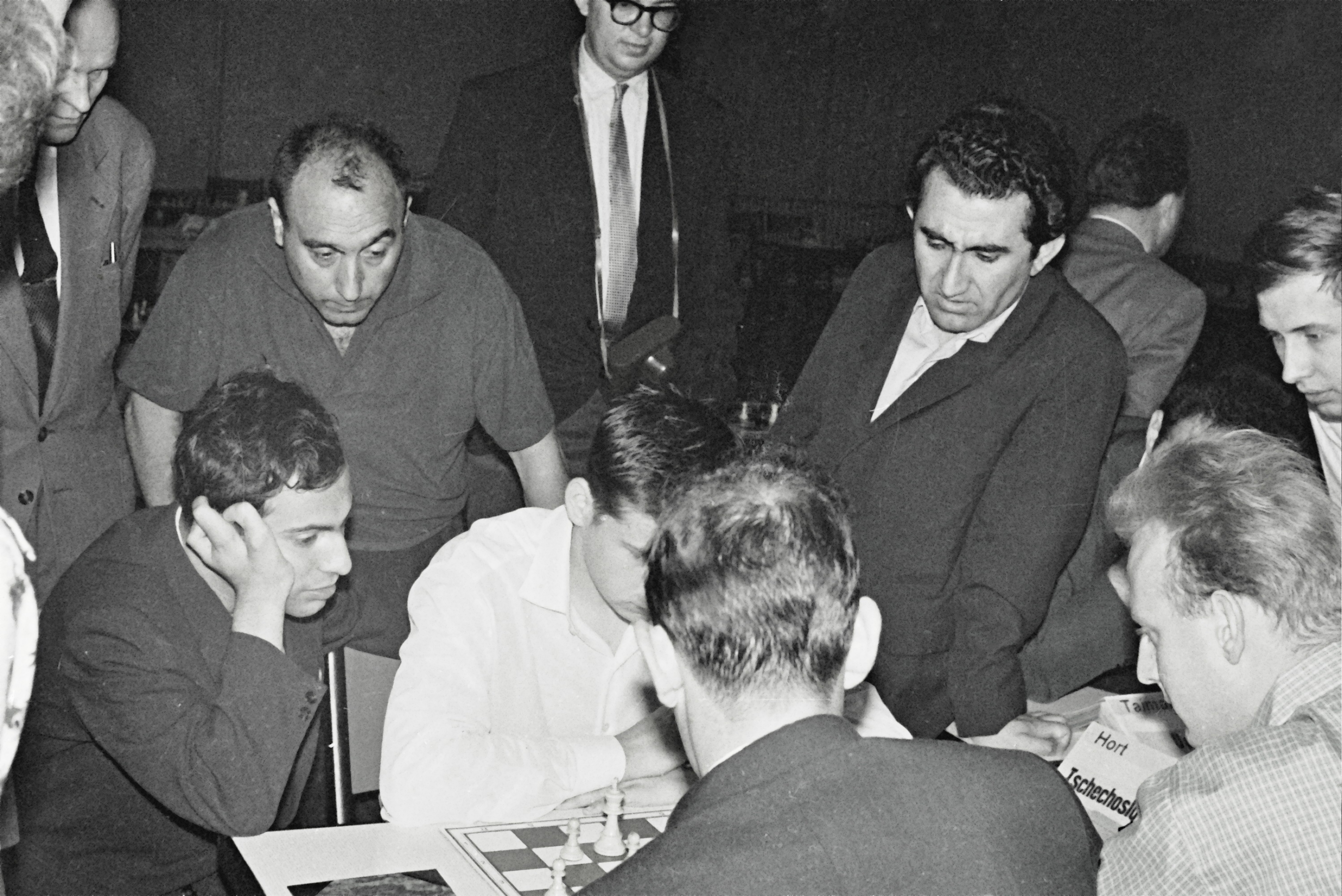
Mikhaïl Tal (assis à gauche) et Tigran Petrossian (debout à droite) au championnat d'Europe par équipes 1961.

En mars 1962, Fischer remporta le tournoi interzonal de Stockholm avec 17,5 points sur 22 et deux points et demi d'avance sur les Soviétiques Tigran Petrossian, Efim Geller et Viktor Kortchnoï. Fischer était le premier joueur à devancer les Soviétiques dans un tournoi majeur d'échecs depuis 1946. En 1959, il avait déjà été, dès l'âge de 16 ans, candidat au titre mondial. À sa deuxième tentative au tournoi des candidats de mai et juin 1962, il n'eut pas la réussite escomptée. À Curaçao, il commença le tournoi par deux défaites et finit quatrième avec seulement 14 points sur 27.
Il marqua :
- 1,5 / 4 contre le futur champion du monde Petrossian (+0 –1 =3), contre Geller (+1 –2 =1) et contre Kortchnoï (+1 –2 =1) ;
- 2 / 4 contre Kérès (+1 –1 =2) ;
- 2,5 / 4 contre Benko (+2 –1 =1) ;
- 2 / 3 contre l'ancien champion du monde Tal (+1 –0 =2) qui, malade, avait abandonné lors du dernier tour du tournoi ;
- 3 / 4 contre Filip (+2 –0 =2).

Après le tournoi, il dénonça la collusion entre les trois premiers du tournoi, Tigran Petrossian, Paul Keres et Efim Geller, qui auraient conclu de courtes parties nulles entre eux pour préserver leur énergie contre lui. En 1965, la FIDE changea les règles du cycle de qualification en organisant des matches par élimination directe plutôt qu'un tournoi toutes rondes.

### Premier retrait des compétitions internationales (1963 à 1965)
En août 1962, après son échec au tournoi des candidats, Fischer publia un article dans Sports Illustrated, où il accusait les Soviétiques de comploter pour conserver le titre de champion du monde et écarter les joueurs des autres nations. En 1963, il décida de ne pas participer à la coupe Piatigorsky qui avait lieu à Los Angeles en été — le tournoi fortement doté fut remporté par Petrossian et Keres. En 1964, il boycotta les compétitions internationales organisées par la Fédération internationale : tournoi interzonal et olympiade d'échecs de 1964. Pour gagner de l'argent, Fischer commença à animer une chronique dans le magazine américain Chess Life en 1963. La même année, il participa à quelques tournois open aux États-Unis qu'il remporta facilement. Cependant le seul tournoi de haut niveau qu'il disputa entre février 1963 et août 1965 fut le championnat des États-Unis 1963-1964 qu'il remporta en marquant 100 % des points (ne concédant aucune partie nulle ni aucune défaite, 11 points marqués sur 11). Entre février et mai 1964, il effectua une tournée de parties simultanées qu'il faisait payer 250 dollars par séance. De septembre à décembre 1964, Fischer donna des conférences au club d'échecs de Manhattan (Manhattan Chess Club). À la fin de l'année 1964, le championnat des États-Unis 1964-1965 n'eut pas lieu pour des raisons financières.

### Retour avorté dans le circuit des tournois (1965 à 1968)
La Fédération internationale (FIDE) répondit aux accusations de Fischer en remplaçant le tournoi des candidats par des matchs éliminatoires. En août–septembre 1965, Fischer effectua son retour dans les tournois internationaux, disputant le tournoi mémorial Capablanca de La Havane. Les États-Unis avaient interdit à Fischer de se rendre à Cuba et il joua toutes ses parties par télex depuis New York. Il termina deuxième du tournoi de La Havane remporté par l'ancien champion du monde Vassily Smyslov. Il marqua un point sur trois contre les trois joueurs soviétiques (une victoire contre Smyslov et des défaites contre Geller et Kholmov). En 1966, il termina second, après Spassky, au tournoi de Santa Monica et marqua 1,5 point sur 4 (une défaite et trois parties nulles) contre les joueurs soviétiques finalistes du championnat du monde d'échecs 1966, Boris Spassky et Tigran Petrossian.
En 1967, après avoir remporté le championnat des États-Unis pour la huitième fois (du 11 décembre 1966 au 1er janvier 1967), Fischer revint en Europe et termina premier des tournois de Monaco (mars-avril) et de Skopje (août-septembre). Dans les deux tournois, il concéda encore la défaite contre Efim Geller. En novembre 1967, il se retira du tournoi interzonal de qualification de Sousse en Tunisie, qu'il dominait largement (sept victoires et trois parties nulles après dix parties), parce qu'il refusait d'affronter consécutivement plusieurs joueurs soviétiques sans avoir de jour de repos et parce qu'il demandait à ne pas disputer de parties le samedi, pratiquant le sabbat selon les préceptes de l'Église universelle de Dieu (Radio Church of God, puis Worldwide Church of God) à laquelle il donnait 10 % de ses gains.
En 1968, brouillé par les conditions de son exclusion lors du tournoi interzonal de 1967, Fischer ne participa qu'à deux tournois (Netanya en Israël et Vinkovci en Croatie).

### Deuxième arrêt des compétitions (1968-1969)
En octobre 1968, Fischer refusa de participer à l'olympiade de Lugano car les conditions de jeu (bruit et éclairage) ne lui convenaient pas. La même année, il quitta New York et déménagea à Los Angeles.
En 1969, l'éditeur Simon et Schuster publia le recueil de parties de Fischer My 60 Memorable Games, mais celui-ci ne disputa aucune compétition. En novembre 1969, Bobby Fischer refusa de participer au championnat américain de 1969. Le championnat, qui était un tournoi zonal, fut remporté par Samuel Reshevsky (huitième titre) devant William Addison et Pal Benko. Les trois premiers étaient qualifiés pour tournoi interzonal de 1970, première étape du cycle des candidats pour le championnat du monde 1972.

### La conquête du championnat du monde (1970 à 1972)

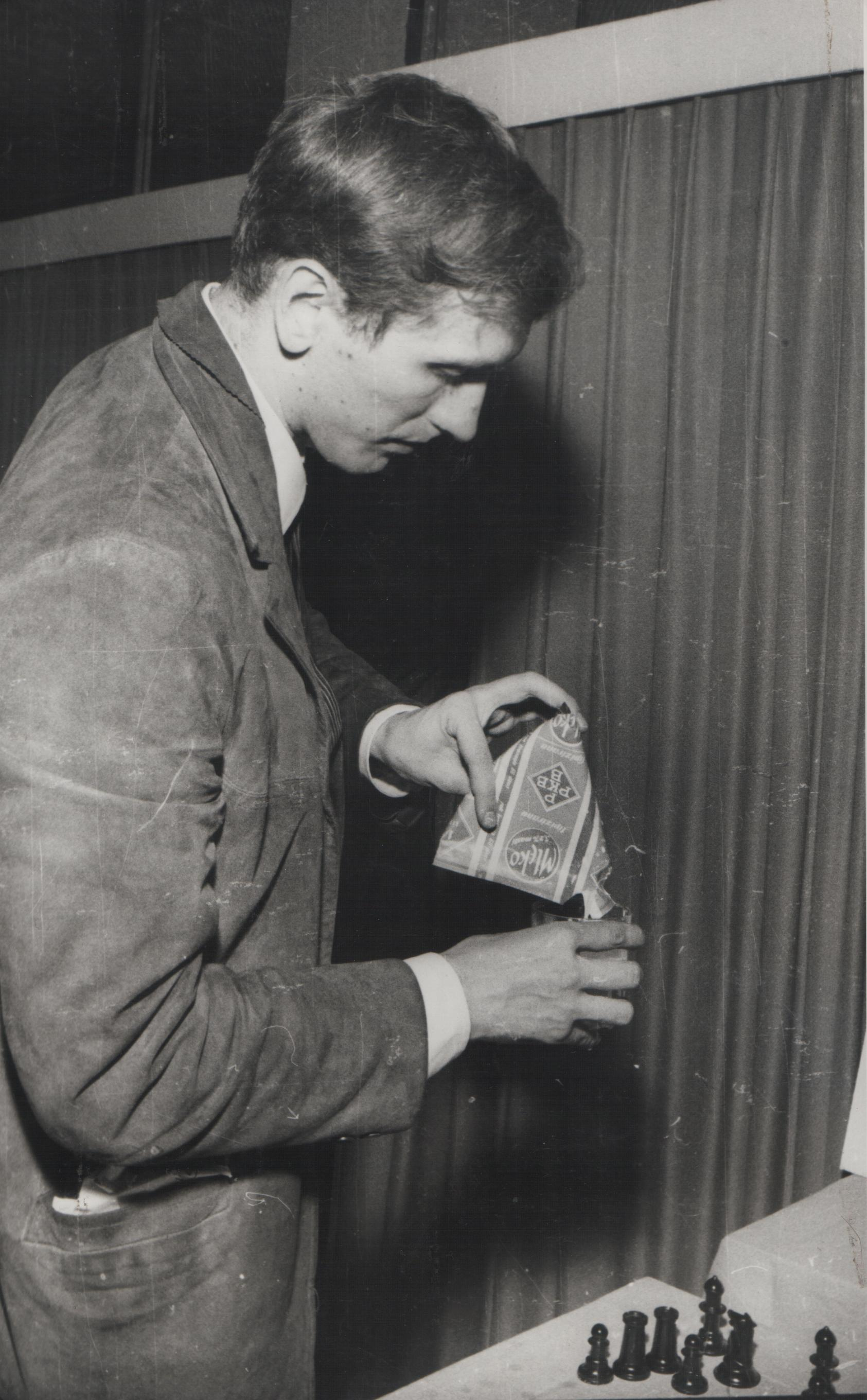
Bobby Fischer lors du match URSS - Reste du monde de 1970 à Belgrade.

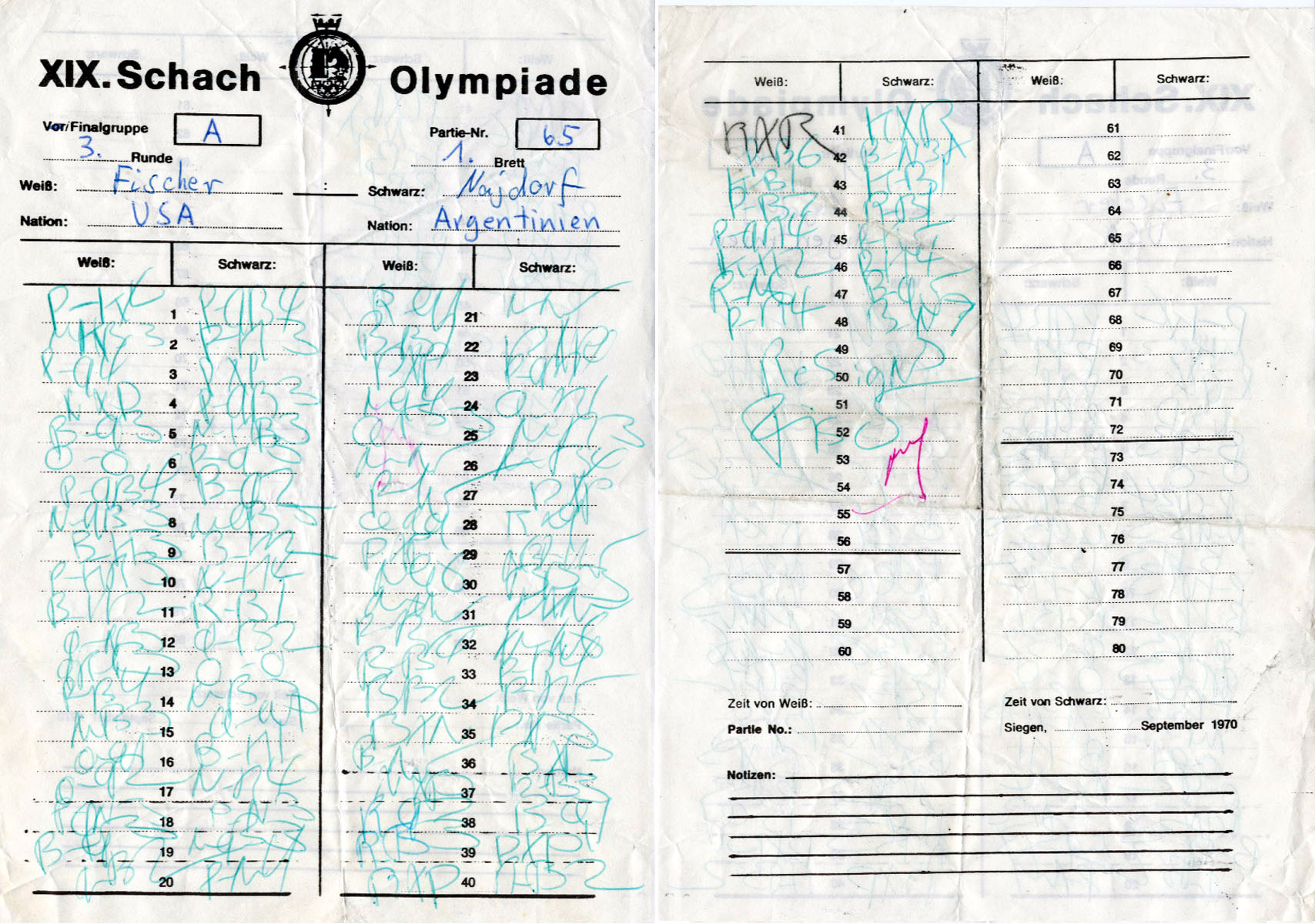
Feuille de la partie Fischer-Najdorf disputée à l'olympiade de Siegen en 1970.

En mars 1970, Fischer revint à la compétition pour disputer le match URSS - Reste du monde qui avait lieu à Belgrade. Il accepta de jouer au deuxième échiquier et battit l'ancien champion du monde Tigran Petrossian : 3-1 (+2 –0 =2). Il enchaîna en remportant le tournoi blitz de Herceg Novi (devant Mikhaïl Tal, Viktor Kortchnoï et Tigran Petrossian), puis le tournoi de Rovinj–Zagreb (tournoi de la paix) et celui de Buenos Aires, devançant à chaque fois largement tous ses adversaires.
À la fin de l'année, Fischer, qui n'avait pas disputé le championnat des États-Unis de 1969 qualificatif pour le championnat du monde, fut repêché grâce au désistement volontaire de dernière minute de son compatriote Pal Benko, pour disputer le tournoi de qualification interzonal de Palma de Majorque qui se tenait du 9 novembre au 12 décembre. Après un très bon départ (5,5 points sur 6 possibles), il subit une petite baisse de régime : deux nulles, puis une défaite contre le Danois Bent Larsen lors de la neuvième ronde, suivies de deux parties nulles. Mais Fischer se ressaisit sur la fin en remportant ses sept dernières parties (dont l'ultime par forfait) pour gagner le tournoi avec 3,5 points d'avance sur ses plus proches poursuivants. Dans ce tournoi, il renouvela sa performance du tournoi de Bled 1961 en marquant 3,5 points sur 4 contre les quatre participants soviétiques de l'interzonal : seul Polougaïevski parvint à annuler sa partie tandis que Smyslov, Geller et Taïmanov perdirent contre Fischer.

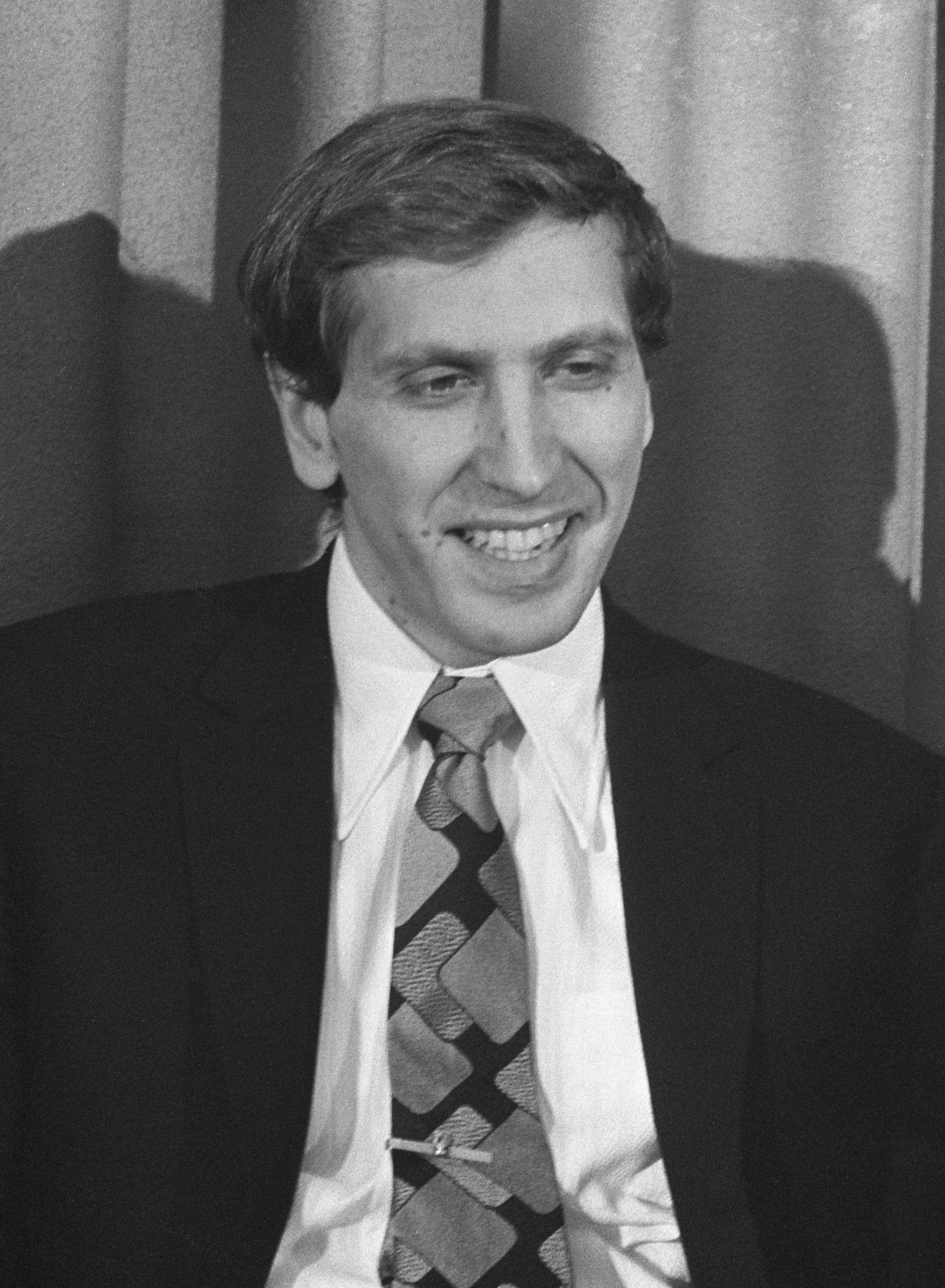
Bobby Fischer en 1972.

Par la suite, au cours des matchs éliminatoires pour le Championnat du monde (le « tournoi des candidats »), le champion américain écrasa le Soviétique Mark Taïmanov par le score de 6 à 0 au mois de mai 1971 à Vancouver au Canada, puis écrasa le Danois Bent Larsen sur le même score de 6 à 0, malgré la conviction du maître danois de sa victoire, en juillet 1971, à Denver aux États-Unis. Le dernier match de qualification l'opposa à l'ancien champion du monde Tigran Petrossian, joueur réputé pour sa solidité en défense, à Buenos Aires au mois de septembre 1971. Après un début de match équilibré (une défaite de chaque côté et trois parties nulles), Fischer aligna quatre victoires et vainquit l'ancien champion du monde par 6,5 à 2,5. Avant de perdre la deuxième partie du match contre Petrossian, Fischer avait établi une série de 20 victoires consécutives (dont une par forfait) contre des GMI (sans aucune partie nulle) en parties officielles, un record inégalé à ce niveau.
À l'issue d'un match mémorable en Islande, surnommé le « match du siècle », qui tint le public en haleine, autant pour les parties que pour les péripéties hors compétition (menace de Fischer de ne pas participer, son forfait à la deuxième partie, ses exigences sur le placement des caméras ou l'absence de contact avec le public, etc.), il devint champion du monde à l'été 1972, en battant le Russe Boris Spassky, champion du monde sortant qu'il n'avait jamais vaincu auparavant. Ce succès, largement médiatisé, mit temporairement fin à 24 ans d'hégémonie soviétique sur le monde des échecs, et fut un tournant dans la compétition entre les États-Unis et l'URSS en pleine guerre froide.
Avec 2 785 « points Elo » au classement de la Fédération internationale des échecs de juillet 1972, Fischer devint le joueur qui avait atteint le classement Elo le plus élevé de l'histoire avant l'arrivée de Garry Kasparov dans les années 1980.

## Réclusion et exil (1973 à 2008)

### Fischer et l'Église universelle de Dieu

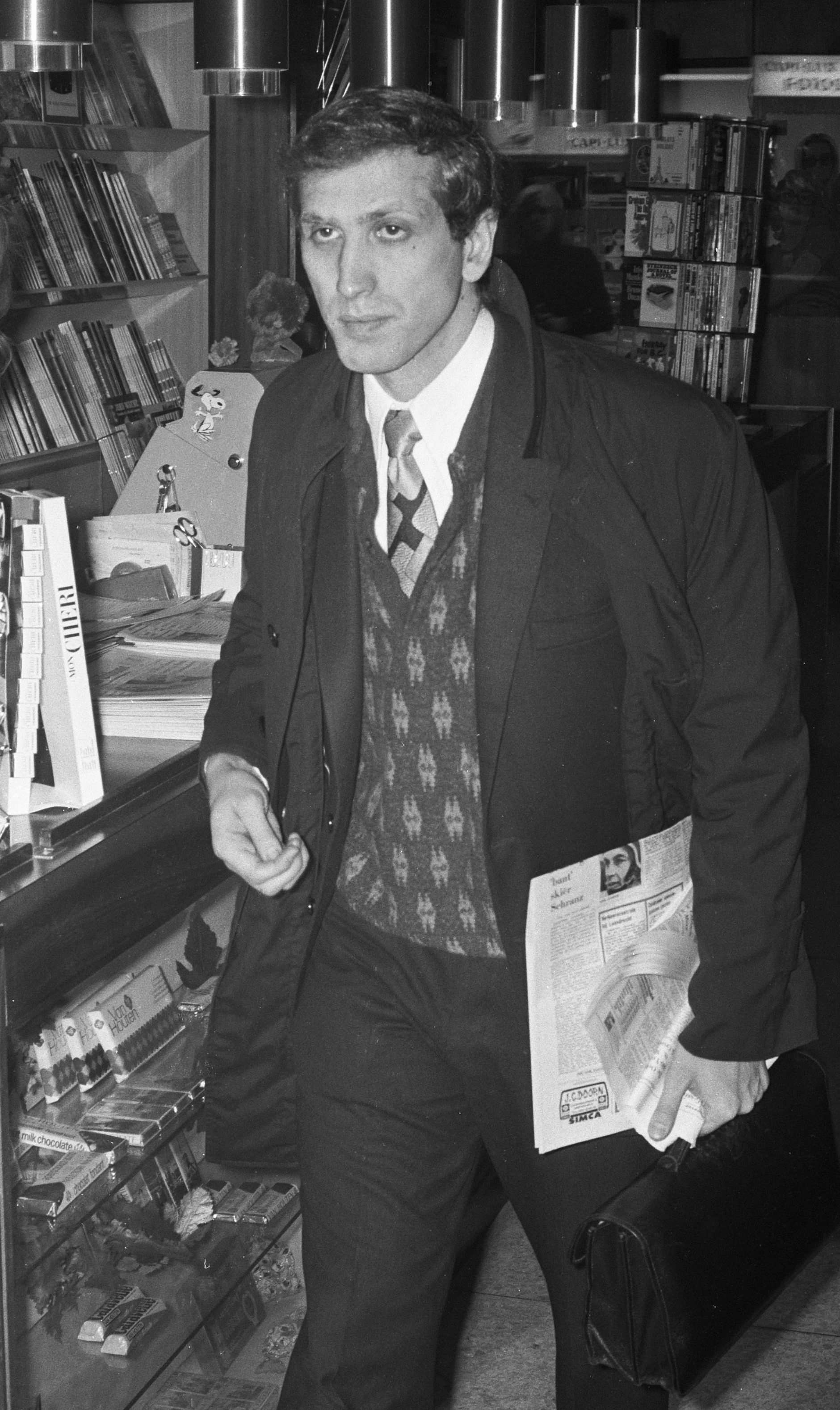
Bobby Fischer à Amsterdam en 1972.

En 1972-1973, Bobby Fischer fit don d'un tiers de l'argent gagné à Reykjavik à l'Église universelle de Dieu (Worldwide Church of God). Bien qu'il ne fût pas un membre de ce mouvement religieux, car il avait refusé d'être baptisé, il vécut dans un appartement loué à un prix modeste par cette communauté. Il refusait de suivre les préceptes et interdits de l'Église universelle qu'il trouvait ridicules. Cependant, il bénéficia de ses largesses : un jet privé, une limousine avec chauffeur, des invitations à des dîners et des billets de concerts. Un ancien champion d'haltérophilie, membre du mouvement, Harry Sneider, lui fit suivre un entraînement en natation, haltérophilie, football et tennis. En août 1973, le gestionnaire financier et conseiller de l'Église universelle de Dieu, Stanley Rader, organisa une conférence de presse où Bobby Fischer était présent. Rader déclara que Fischer annoncerait bientôt son retour sur l'échiquier mais qu'il refuserait toute offre pour disputer un match avec un montant inférieur à un million de dollars. Il affirma qu'ils étaient « en train d'organiser une série de simultanées et de matchs pour l'année prochaine ». Fischer répondit brièvement à une question lui demandant ce qu'il avait fait pendant la dernière année : « J'ai lu des livres, je me suis entretenu et ai regardé quelques parties, ce genre de choses. » Il avait accès à la bibliothèque de l'Église qui contenait des livres sur la religion et la théologie. En 1973, il déménagea à Los Angeles pour fuir les journalistes.
Fischer s'éloigna progressivement de l'Église universelle de Dieu. Son fondateur, Herbert W. Armstrong, avait prédit qu'une Troisième Guerre mondiale détruirait les États-Unis en 1972 et que ses membres trouveraient un refuge dans la ville de Pétra en Jordanie. Il avait annoncé le retour du Messie pour 1972 ou 1975. Fischer fit part publiquement de ses critiques envers l'Église universelle, déclarant dans une interview : « La vraie preuve pour moi furent ces (fausses) prophéties… qui me montrent qu'il (Armstrong) est un inqualifiable bonimenteur… Je me suis dit : cela ne semble pas juste, j'ai donné tout mon argent. Tout le monde me disait pendant des années (que 1972 serait une année où l'Église universelle serait un lieu sûr) et maintenant il sous-entend ne l'avoir jamais dit, alors que je me rappelle l'avoir entendu dire des centaines de fois. […] En aucun cas, il ne pourrait être le vrai prophète de Dieu. Ou Dieu est un masochiste et aime être ridiculisé, ou Herbert Armstrong est un faux prophète ».

### Perte du titre mondial (1973-1975)

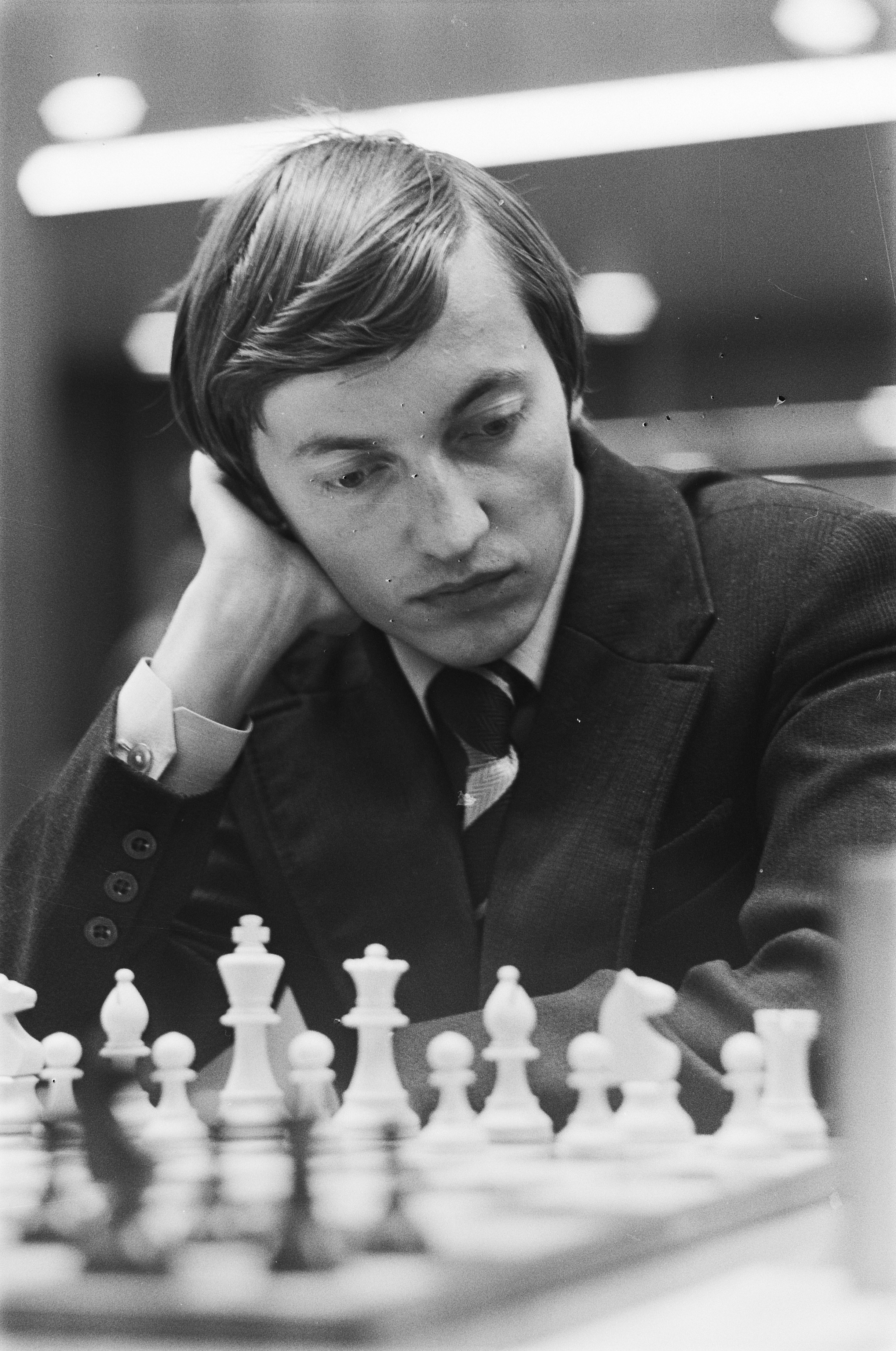
Anatoli Karpov en 1976.

En 1973 et 1974, Fischer refusa les nombreuses offres de contrats qui lui étaient faites :
- enregistrer des disques sur la façon de jouer aux échecs, pour un million de dollars américains[87] ;
- disputer un match contre Spassky à Las Vegas pour un million de dollars ou au Texas pour 1,5 million de dollars ;
- écrire un livre sur le championnat du monde pour une « petite fortune » ;
- réaliser une série de films qui auraient été diffusés dans le monde entier ;
- réaliser divers spots de publicité (par exemple, une marque de soda lui proposa plus d'un million de dollars[88]).

L'offre la plus intéressante, qui parvint en 1974, provenait du gouvernement zaïrois et proposait cinq millions de dollars américains pour organiser un championnat du monde contre Anatoli Karpov pendant un mois dans ce pays. Bobby Fischer refusa sous prétexte que le match aurait été trop court et que le double du montant proposé avait été dépensé en une seule nuit lors de la venue de Mohamed Ali pour son match contre George Foreman. Parmi toutes les propositions, Fischer n'accepta qu'une seule offre : pour vingt mille dollars, en 1973, il accepta de faire une apparition en tant qu'invité d'honneur au premier tournoi international des Philippines où ses dépenses furent payées ; il résida pendant un mois dans un hôtel près de Manille.
Pendant vingt ans, Fischer ne disputa plus aucune partie officielle (tournoi ou match) après qu'il eut conquis ce titre mondial. En avril 1975, il perdit son titre par forfait pour avoir refusé les conditions du match dont le but était de remettre son titre en jeu contre son adversaire désigné, le jeune Soviétique Anatoli Karpov (contre qui il n'a jamais disputé la moindre partie). Fischer voulait que le titre revînt au premier joueur remportant dix parties, mais la discussion achoppa car Fischer proposait une clause qui stipulait qu'en cas d'égalité à 9 partout, le champion du monde conserverait son titre.
En 1976 et 1977, des négociations furent entreprises par Karpov et la fédération soviétique pour organiser un match contre Fischer indépendamment de la fédération internationale. Les tractations échouèrent car Fischer voulait que le match soit appelé « match pour le championnat du monde professionnel », à quoi s'opposaient les Soviétiques. Sur le point de signer un accord partiel qui reporterait à plus tard la question du nom, Fischer déclara à Florencio Campomanes, le président de la fédération des Philippines (et futur président de la Fédération internationale), qui était présent lors des négociations : « Je ne peux pas le faire en plusieurs fois. C'est tout maintenant ou rien du tout. »
Anatoli Karpov a résumé son impression dans une interview : « Oui, je l’ai rencontré [Bobby Fischer] à trois reprises : au Japon, en Espagne et à Washington. Nos relations étaient très bonnes mais je pense que c’est Florencio Campomanes qui le poussait à jouer le match. En ce qui me concerne, je voyais bien, après nos discussions, que [Fischer] n’avait pas trop envie de jouer. »

### Anti-christianisme et antisémitisme
En 1961, Bobby Fischer, à dix-huit ans, avait donné une interview au journaliste Ralph Ginzburg (l'interview avait été faite en août 1961 à New York et publiée en janvier 1962 dans Harper's Magazine). Il dit au journaliste : « J'ai lu un livre de Nietzsche récemment et il dit que la religion est juste là pour émousser les facultés des gens. Je suis d'accord. » Dans la même interview, le journaliste lui demanda s'il était correct de conjecturer que beaucoup des joueurs au plus haut niveau sont juifs. Fischer lui répondit : « Oui, il y a beaucoup trop de juifs dans le jeu d'échecs. Ils semblent avoir enlevé sa classe au jeu. Ils ne s'habillent pas bien, vous savez. C'est ce que je n'aime pas. » À la question suivante (« Vous êtes juif ? »), il répond qu'il est en partie juif (« Part Jewish. My mother is Jewish. »).
En 1973, parmi les nombreux livres que Fischer acheta dans une librairie de Los Angeles figurait Les Protocoles des sages de Sion. Il le lut, puis l'envoya à ses amis. Il écrivit dans une lettre à Pal Benko : « J'ai étudié attentivement Les Protocoles des sages de Sion. Je pense que ceux qui les dénoncent comme un faux, une contrefaçon, un canular, soit se trompent, soit les ignorent ou pourraient bien être des hypocrites. »
Lorsque Fischer remarqua que Stanley Rader et d'autres responsables de l'Église universelle étaient des juifs convertis, il devint antichrétien et rejeta l'Ancien et le Nouveau Testaments. Bobby Fischer lut Nature's Eternal Religion, un livre raciste, antichrétien et antisémite publié en 1973 par Ben Klassen, le fondateur de l'Église du créateur (Church of the Creator). Fischer écrivit dans une lettre à Jack Collins : « Le livre montre que le christianisme n'est qu'un canular des juifs et un moyen de plus pour les juifs dans leur conquête du monde. »
Il envoya à Collins un autre livre qu'il avait trouvé : Secret World Governement (1926) du comte Arthur Cherep-Spiridovich (1867-1926). Ce livre offrait la théorie d'une conspiration mondiale menée par les juifs et les accusait d'être des satanistes.
Dans une conférence de presse donnée en 1992, Fischer déclara :
« Le communisme soviétique est à la base un masque pour le bolchévisme qui est un masque pour le judaïsme. » Niant être un antisémite, il répondait que les Arabes étaient des sémites et qu'il n'était pas anti-arabe.

### Retraite et réclusion (1975 à 1989)
En 1975, après avoir renoncé au titre de champion du monde, Fischer fit une croisière de deux mois autour du monde. Pour ne pas être reconnu, il s'était laissé pousser la barbe ; il cessa par la suite de se couper les cheveux. De retour en Californie, il habita dans un appartement appartenant à des amis de l'Église universelle : Arthur et Claudia Mokarow. Claudia Mokarow lui servait de tampon et d'intermédiaire avec les journalistes qu'il évitait à tout prix. Fischer passait ses journées à lire des livres qui s'entassaient dans son appartement de Pasadena, à faire de l'exercice physique (des randonnées ou de la natation) et à étudier les échecs. Sa mère - qui vivait en Allemagne de l'Est - lui envoyait toutes les publications soviétiques sur les échecs.
À la fin des années 1970, Fischer avait épuisé l'argent reçu pour le match de 1972, il ne vivait plus que des droits d'auteur de ses livres (environ 6 000 dollars américains par an) et du chèque que la sécurité sociale envoyait chaque mois à l'adresse de sa mère qui vivait alors en dehors des États-Unis. Son loyer devenant trop cher, il changea deux fois de logement.
À partir de 1977, Fischer refusa de payer des impôts. Il était en conflit avec un journaliste, Brad Darrach, auteur de Bobby Fischer vs. the Rest of the World. Darrach avait signé un contrat qui l'autorisait à écrire des articles mais pas un livre. Dans une des conférences de presse de 1992, Fischer déclara :

« J'ai poursuivi une société appelée Time Incorporated. (…) J'ai passé deux ans au tribunal, (dépensé) beaucoup d'argent, beaucoup de mon temps. C'était à la cour fédérale. Puis le juge a dit « Vous n'avez pas d'affaire à juger. » (…) Donc je considère que le gouvernement des États-Unis et Time Incorporated ont engagé une conspiration criminelle pour me voler des centaines de millions de dollars, ce qui est la raison pour laquelle je n'ai pas déclaré mes revenus ni payé mes impôts au gouvernement fédéral et à l'État de Californie depuis 1976... plutôt depuis 1977. »

Craignant que le KGB ou le Mossad ne voulût l'empoisonner, il amenait toujours avec lui une valise contenant divers contre-poisons lorsqu'il mangeait dans un restaurant.
En 1982, Fischer publia un pamphlet intitulé I Was Tortured in the Pasadena Jailhouse! (J'ai été torturé dans les geôles de Pasadena !). Dans ce livre, il racontait les deux nuits qu'il avait passées en mai 1981 dans une prison, soupçonné dans un cambriolage de banque et refusant de donner son nom.
Les seules parties de Fischer publiées de 1973 à 1991 furent trois parties disputées en 1977 contre un ordinateur du MIT. Il ne joua aucune partie en public.
Depuis 1975 et l'abandon de son titre, sa personnalité bascula dans une paranoïa grandissante, notamment contre les juifs et les États-Unis qu'il accusait de comploter contre lui. Dans un de ses articles, Steve A. Furman a attribué le comportement de Bobby Fischer à une forme d'autisme, le syndrome d'Asperger, mais le joueur d'échecs et psychiatre islandais Magnus Skulason, qui connaissait le joueur, n'est pas d'accord avec ce diagnostic. Au cours d'une audience du Comité permanent de la justice et des droits de la personne, le Dr Louis Morissette cita Fischer comme exemple de « schizophrénie paranoïde ».

### Match revanche contre Spassky (1992)

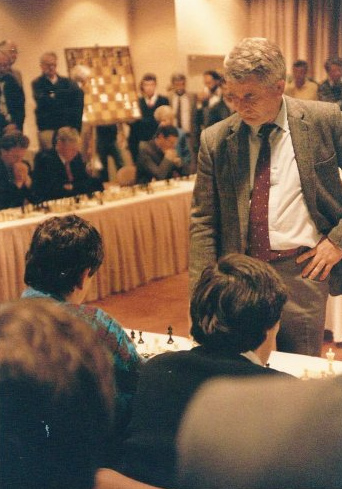
Boris Spassky en 1989.

Depuis 1972, Boris Spassky restait en contact avec Bobby Fischer. En 1976, Spassky avait épousé une diplomate française et s'était installé à Paris. Dans les années 1980, il jouait au premier échiquier de l'équipe de France lors des compétitions internationales par équipes. En 1988, lors d'un match de la Bundesliga (le championnat d'Allemagne par équipes), il rencontra Petra Sadler. Pensant que Fischer serait intéressé par elle, Spassky donna l'adresse du champion américain à la jeune femme, lui suggérant d'écrire à Fischer et de lui envoyer une photo. À la surprise de Sadler, Fischer lui téléphona et l'invita en Californie. Après un séjour de quelques semaines à Los Angeles, elle retourna en Allemagne. Fischer, qui était appauvri, ne put payer l'avion pour partir avec elle.
En 1990, Boris Spassky prit contact avec Fischer et l'informa que Bessel Kok était intéressé par l'organisation d'un match revanche Fischer-Spassky. Ce fut l'homme d'affaires qui paya le voyage et les frais du séjour des deux joueurs à Bruxelles. Le prix offert par Kok pour le match (2,5 millions de dollars américains) ne satisfaisait pas Fischer et les joueurs se séparèrent. Spassky retourna à Paris et Fischer, qui avait reçu de l'argent de Kok, partit en Allemagne où il retrouva Petra Sadler. Pendant un an, il vécut dans des hôtels, changeant continuellement d'emplacement pour éviter les journalistes qui le traquaient. Repéré par un journaliste du magazine Stern, Fischer retourna à Los Angeles.
En juillet 1992, Bobby Fischer, qui avait disparu complètement du monde échiquéen, réapparut pour annoncer un match revanche contre Spassky, 101e joueur mondial à ce moment-là. En 1991, le champion américain avait été contacté par une jeune joueuse hongroise de 17 ans, Zita Rajcsanyi, qui vint le voir à Los Angeles et découvrit son dénuement. De retour en Europe, elle utilisa les relations de son père, diplomate et membre de la FIDE et trouva un organisateur qui pourrait apporter 5 millions de dollars : Janos Kubat. Il avait avec lui le président de la Banque de Yougoslavie, Jedzimir Vasiljevic, un ami de Slobodan Milosevic.
Le match, disputé du 2 septembre au 5 novembre 1992 à Sveti Stefan sur la côte dalmate et à Belgrade, fut qualifié abusivement de « championnat du monde » par les organisateurs et par Fischer, ce dernier prétextant ne jamais avoir perdu son titre de 1972 sur l'échiquier. Ce match se tint en Yougoslavie alors en pleine guerre civile et sous embargo des États-Unis. Fischer remporta de nouveau le duel, 10 victoires à 5 et 15 parties nulles, et empocha 3,35 millions de dollars. Le perdant, Spassky, reçut 1,65 million de dollars. L'opinion des experts sur le match était que le meilleur joueur avait gagné mais que les deux joueurs vivaient toujours « dans l'époque romantique de 1972 ». Youri Averbakh écrivit : « Le Fischer d'aujourd'hui n'a clairement pas le niveau du Fischer de 1972. Il est inférieur dans l'exploitation de l'initiative, dans la concentration, la contre-attaque et finalement en technique. » Garry Kasparov déclara : « Dieu est redescendu sur Terre. » Néanmoins la première et la onzième parties du match furent classées respectivement quatrième et troisième meilleures parties par l'Informateur d'échecs, no 56.
Si, grâce à sa victoire, Fischer avait gagné plus de trois millions de dollars, il dut payer un lourd tribut : il fut alors poursuivi dans son propre pays pour violation de l'embargo et fraude fiscale ; il lui fut impossible de retourner aux États-Unis car il y risquait une peine de dix ans d'emprisonnement. Après le match, Fischer voulut épouser Zita Rajcsanyi mais elle rompit avec lui.

### Exil et clandestinité

#### En Hongrie (1993 à 1999)
Poursuivi par les États-Unis depuis 1992, Fischer séjourna plus ou moins clandestinement dans divers pays, aidé par des sympathisants. Il résida à Budapest de 1993 jusqu'en janvier 2000. Il vivait dans un hôtel où il lisait des publications négationnistes et préparait des livres : un pamphlet sur la manière dont les divers éditeurs l'avaient volé et un livre anti-américain où il exposerait sa haine des juifs. Résidant en Hongrie, il visita l'Italie, l'Allemagne, l'Autriche, la Suisse (pour renouveler son passeport et voir son banquier), le Japon (pour des raisons commerciales), les Philippines et l'Argentine (pour promouvoir les échecs aléatoires Fischer Random).
Fischer se brouilla avec László Polgár et sa famille (les sœurs Polgar) car ils avaient accepté de donner une partie simultanée à l'ambassade des États-Unis, son propre pays qui le poursuivait.
La mère de Fischer, Regina Fischer, mourut en juillet 1997 et sa sœur Joan en 1998, d'un infarctus. Fischer ne put assister aux deux enterrements qui avaient lieu aux États-Unis.
Fischer fut remarqué notamment pour des déclarations antisémites très controversées. En janvier 1999, il déclarait à la radio, dans sa première interview depuis le match de 1992 : « Comme l'écrivait Adolf Hitler dans Mein Kampf, les Juifs ne sont pas les victimes, ce sont les agresseurs ! »

#### Japon et Philippines (2000 à 2003)
En janvier 2000, Fischer quitta Budapest pour le Japon. Il arriva à Tokyo avec un permis de séjour de trois mois, sur l'invitation de la présidente de la fédération japonaise, Miyoko Watai (en). Il l'avait rencontrée pour la première fois lors d'un voyage au Japon en 1973. Âgée de deux ans de moins que lui et championne du Japon dans les années 1970, elle était une admiratrice du champion américain et l'hébergea.
De 2000 à 2003, Fischer effectua quinze allers et retours entre le Japon et les Philippines. Il eut une liaison avec une jeune Philippine d'origine chinoise, Justine Ong, qui changea son nom en Marilyn Young. Quelques mois plus tard, elle lui annonça qu'elle était enceinte et mit le nom de Bobby Fischer comme père sur l'acte de naissance de l'enfant, ce que Fischer accepta même s'il n'était pas certain d'être le père de la fille qu'elle avait appelée Jinky Young.
Depuis le Japon, Fischer fit quelques brèves apparitions médiatiques. En août 2000, on apprenait qu'il avait été arrêté pendant dix-huit jours pour des accusations de drogue « inventées de toutes pièces ». Le 11 septembre 2001, quelques heures après les attentats de New York et Washington, interrogé par Pablo Mercado, il s'emporta sur les ondes de Radio Bombo aux Philippines :

« C'est une formidable nouvelle, il est temps que ces putains de Juifs se fassent casser la tête. Il est temps d'en finir avec les États-Unis une bonne fois pour toutes. […] Je dis : mort aux États-Unis ! Que les États-Unis aillent se faire foutre ! Que les Juifs aillent se faire foutre ! Les Juifs sont des criminels. […] Ce sont les pires menteurs et salauds ! On récolte ce qu'on a semé. Ils ont enfin ce qu'ils méritent. C'est un jour merveilleux. »

#### Arrestation au Japon (2004)
En 1997, Fischer avait fait renouveler son passeport jusqu'en 2007. En octobre 2003, du fait de ses nombreux allers et retours entre les Philippines et le Japon, il dut faire ajouter des pages à son passeport. Fischer en fit la demande à l'ambassade des États-Unis à Berne en Suisse car il ne pouvait pas y être arrêté. Six semaines plus tard, en décembre 2003, le ministère de la Justice américain lui envoya une lettre à son hôtel de Berne indiquant qu'une révocation de son passeport était en cours. Fischer ne reçut pas l'avertissement car il était reparti au Japon où il vivait depuis 2000.
Le 13 juillet 2004, alors qu'il tentait de s'envoler pour Manille, Fischer fut arrêté à l'aéroport de Tokyo-Narita parce que son passeport américain avait été annulé à son insu ; il fut placé pendant neuf mois dans le centre de détention pour étrangers d'Ushiku (département d'Ibaraki) au nord-est de Tokyo dans l’attente de son extradition. C'est pendant son séjour en prison qu'il reçut la visite de son garde du corps, Saemi Pàlsson, dont il n’avait pas eu de nouvelles depuis 22 ans.
En septembre 2004, Miyoko Watai (en), la présidente de la Fédération japonaise d'échecs (en) avec laquelle il vivait, accepta de l'épouser pour annihiler la procédure d'extradition,.

### Citoyenneté islandaise (2005)
En décembre 2004, Bobby Fischer demanda l'asile politique à l'Islande, lieu de la conquête de son titre de champion du monde. Il obtint la citoyenneté islandaise le 22 février 2005 et put rejoindre ce pays le 24 mars. Le Département d'État américain se déclara déçu. Sa femme, Miyoko Watai, qui avait lancé une campagne internationale de soutien, accompagna Fischer en Islande.

### Dernières années à Reykjavik (2006 à 2008)

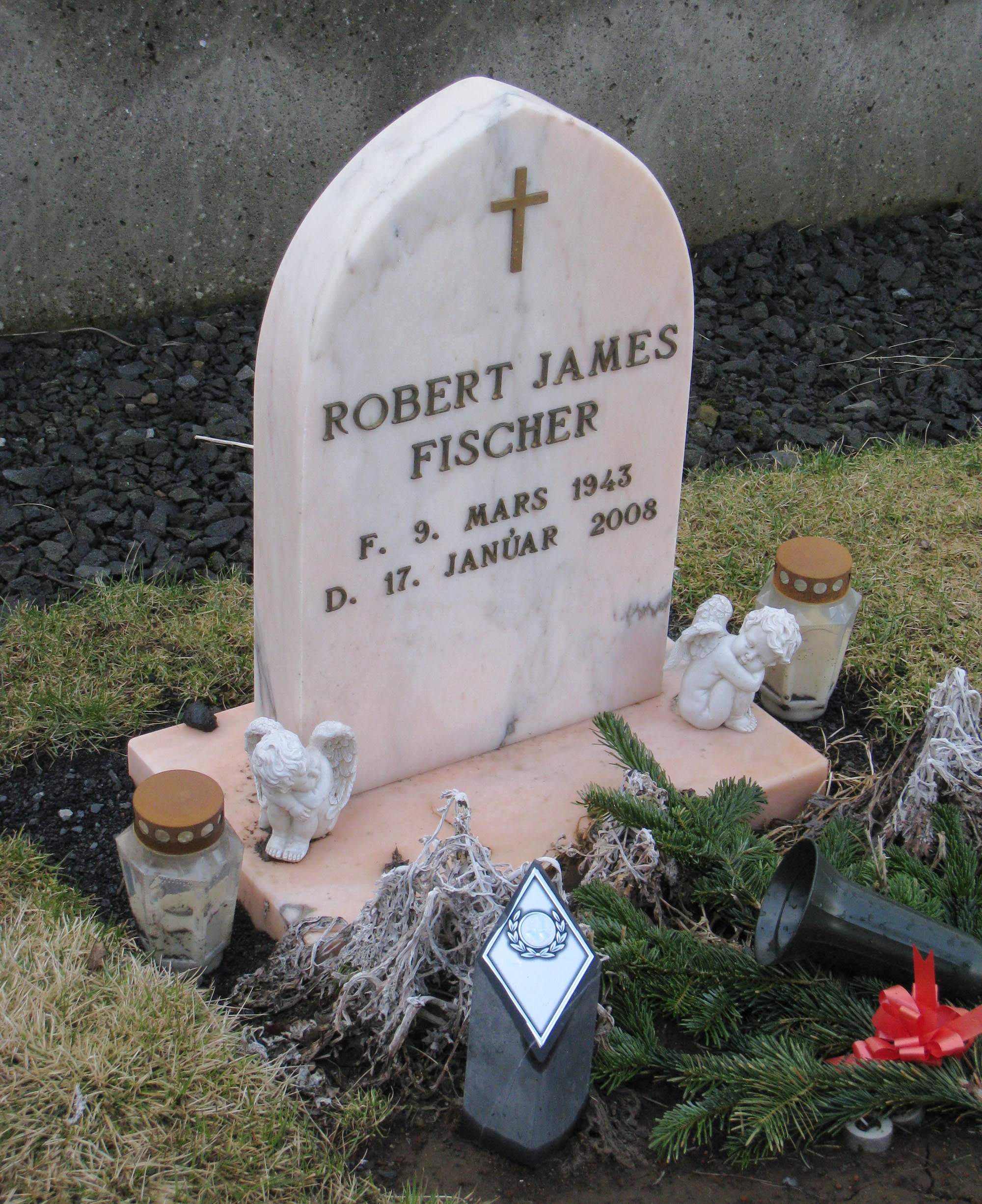
Tombe de Fischer à Laugardælir (Islande).

Par principe, suivant les enseignements de l'Église universelle de Dieu, Fischer refusait de prendre des médicaments. En octobre 2007, lorsque ses problèmes urinaires commencèrent à être douloureux, il refusa de suivre une dialyse pour nettoyer son sang.
Il mourut en Islande le 17 janvier 2008 à 64 ans, des suites de son insuffisance rénale. Il fut remarqué à l'époque qu'il vécut autant d'années qu'un échiquier compte de cases.
À sa mort, l'ancien champion du monde Garry Kasparov déclara que « Fischer peut tout simplement être considéré comme le fondateur des échecs professionnels et sa domination, bien que de très courte durée, a fait de lui le plus grand de tous les temps ».

### Héritage et exhumation (2010-2011)
En août 2010, plus d'un an après la mort de Fischer, fut procédé à l'exhumation de son corps pour un test d'ADN. Celui-ci montra qu'il n'était pas le père biologique de Jinky Young, la fille qu'il avait reconnue aux Philippines.
En mars 2011, une cour islandaise reconnut la validité du mariage de Fischer et de Miyoko Watai, qui hérita en conséquence de plus de deux millions de dollars aux dépens des neveux de Fischer (les enfants que sa sœur Joan Fischer avait eus avec Russell Targ).
Il est cité dans l'affaire des Panama Papers en avril 2016.

## Palmarès

### Premières parties
La plus ancienne partie de Fischer qui a été transcrite et conservée est une partie amicale contre Dan Meyers disputée vers janvier 1953. On connaît aussi deux parties amicales gagnées par Fischer en 1954 et notées par son adversaire Jacob Altusky.
Parmi les parties de Bobby Fischer disputées en tournoi individuel ou match par équipe (parties amicales ou parties d'entraînement exclues) qui ont été publiées, seulement une partie par correspondance, quinze parties « classiques » complètes, ainsi que quelques ouvertures de parties, datent des débuts de Bobby Fischer jusqu'au championnat junior de juillet 1956 :
- une seule partie (défaite) de Fischer jouée par correspondance, dont le résultat fut annoncé dans le numéro d'août 1955 de Chess Review, a été retrouvée (Bobby Fischer abandonna cette partie contre Anthony Conger au douzième coup dans une position difficile)[21] ;
- une partie du championnat amateur de mai 1955 (6 rondes) face à Albert B. Humphrey contre lequel Fischer fit nulle dans la sixième ronde (le 22 mai)[25]. Selon Karsten Müller, les comptes-rendus du championnat amateur de 1955 ne donnent aucune mention des résultats de Fischer dans le tournoi[132]. Son score est inconnu de Frank Brady[26] mais il indique que Fischer finit le tournoi avec un score faible (« a minus score », moins de 3 points sur 6[133]. Wade et O'Connell indiquent que Fischer finit au-delà de la 32e place sur 75 participants (on sait également que la partie contre Stanford Greene se ternina par la nulle)[134] ;
- six parties du championnat junior américain disputé du 15 au 24 juillet 1955 (10 rondes, la table du tournoi est connue)[135] : quatre furent publiées dans le bulletin du tournoi, puis deux apparurent ultérieurement (la dernière partie connue fut publiée en 2016, on connaît aussi les sept premiers coups — l'ouverture — d'une autre partie)[136] ;
- aucune partie du championnat du Grand New York (Greater New York Open) de janvier 1956 (7 rondes) n'a été conservée mais la table du tournoi a été retrouvée en 2010 avec les noms de tous les adversaires de Fischer ainsi que les résultats des parties[137] (on connaît aussi toutes ces informations pour les championnats juniors de 1955 et 1956 ainsi que pour le championnat amateur de mai 1956) ;
- deux parties de matchs par équipes lors de la tournée de Fischer avec son club de « Log Cabin », du 18 février au 2 mars 1956 sont publiées dans le livre de John Donaldson (une partie jouée contre le Cubain Juan Florido à La Havane, l'autre disputée contre Albert Jenkins à Clinton en Caroline du Nord)[138] ;
- aucune partie du Tournoi des réserves A[note 2] du Manhattan Chess Club disputé en avril 1956 (10 rondes) n'a été retrouvée mais Aben Rudy, qui finit premier ex æquo avec Fischer, se souvient des premiers coups de l'ouverture de leurs deux parties qui se terminèrent par la nulle[139] ;
- trois parties du championnat amateur américain disputé du 25 au 27 mai 1956 (6 rondes) : pendant longtemps seule la défaite face à Edmund Nash lors la cinquième ronde était connue, mais deux autres parties sont apparues et une partie non publiée se trouve dans une collection privée[140] ;
- trois parties du championnat junior américain disputé du 1er au 7 juillet 1956 (10 rondes)[141].

Le premier tournoi de Fischer dont on a conservé toutes ses parties est le championnat open des États-Unis de 1956 disputé du 17 au 28 juillet 1956 (12 rondes).
Les premières parties de Fischer publiées dans la presse furent :
- la victoire en 24 coups contre Dale Ruth lors du championnat open des États-Unis de 1956, publiée par Isaac Kashdan dans le numéro du 5 août du Los Angeles Times[142] ;
- la victoire en 19 coups contre Peter Lapiken lors du championnat open des États-Unis de 1956, parue dans le numéro du 5 août de Chess Life et reprise dans le numéro de septembre de Chess Review[21] ;
- la victoire en 29 coups contre Carl Grossguth lors du championnat des États-Unis junior de 1956, parue dans le numéro du 20 août 1956 de Chess Life[141].

### 1953 à janvier 1958: premières compétitions
| Année | Vainqueur | Autres tournois |
| ----- | --- | --- |
| 1953  | | Championnat du club d'échecs de Brooklyn (5e) |
| 1955  | | (décembre 1954 - février 1955), Championnat du club d'échecs de Brooklyn (3e-5e),Tournoi par correspondance Chess Review, section 55-P-32 : 1 / 6 (début 1955, tournoi remporté par S. Frankel : 5,5 /6)Championnat amateur des États-Unis : score négatif (moins de 3 / 6) (21-22 mai, Lake Mohegan, tournoi à 6 rondes avec 75 joueurs) (victoire de Clinton L. Parmalee)Tournoi de juin du Washington Square Park (15e ex æquo) : 4,5 / 8 (New York, tournoi à huit rondes et 32 joueurs) |
| 1955  | Tournois des groupes C et B, du club d'échecs de Manhattan (New York) (26 novembre) Simultanée au club de Yorktown Heights : 12 / 12 | Championnat des États-Unis junior (11e-21e) : 5 / 10 (+2 −2 =6) (juillet, Lincoln (Nebraska), 25 joueurs, victoire de Kalme : 9 / 10)Tournoi d'automne du Washington Square Park (15e) (New York, seconde manifestation) : 4,5 / 8 (+2 −1 =5), (tournoi de plein air, 66 joueurs,, victoire de Charles Eastman devant Joe Livingston et Charles Becker) |
| 1956  | (février-mars, Floride et La Havane) Matchs avec l'équipe de West Orange contre des équipes locales : 5,5 / 6Simultanée à La Havane (26 février) : 11 / 12 (+10 =2) Simultanée à Jersey City (29 mars) : 19,5 / 21, (+19 -1 =1) Tournoi des réserves A du Manhattan Chess Club (avril, ex æquo avec Aben Rudy) : 7,5 / 10 (avril-mai) Tournoi d'équipes métropolitaines de New York, Ligue A, : 4,5 / 5 (+4 =1) (dans l'équipe des Réserves A de Manhattan) | Championnat open du Grand New York (5e-7e) : 5 / 7 (+5 −2 =0) (20-26 janvier, 52 joueurs, victoire de Lombardy et Mengarini (Fischer remporte le 1er prix des joueurs de la classe B.) Championnat amateur des États-Unis (11e-23e) : 4 / 6 (+3 −1 =2) (25-27 mai, Asbury Park, 88 joueurs, victoire de John Hudson au départage devant Harry Lyman et J. N. Cotter,) (Fischer remporte le 1er prix des joueurs de la classe B,) |
| 1956  | Championnat des États-Unis junior (Philadelphie) (1-7 juillet) : 8,5 / 10 (+8 −1 =1) (septembre) Simultanée à Montréal : 18,5 / 19 (novembre) Simultanée à Long Island : 11,5 / 12 Championnat rapid transit du club de Manhattan (décembre, tournoi blitz, 10 s par coup) : 10/10 | Championnat de blitz junior des États-Unis (2e de la finale) : 4 / 5 (Philadelphie, 4 juillet, victoire de Feuerstein, 3e : Lombardy)Championnat open des États-Unis (4e-8e) : 8,5 / 12 (+5 =7) (Oklahoma City, 16-28 juillet, victoire de Bisguier et Sherwin)Championnat open du Canada (8e-12e) : 7 / 10 (+6 −2 =2) (Montréal, 25-août-2 sept., victoire de Evans et Lombardy) Troisième trophée Rosenwald (8e-9e) : 4,5 / 11 (+2 −4 =5) (New York, 7-24 octobre, victoire de Reshevsky devant Bisguier Tournoi open des États de l'Est (2e-5e) : 5,5 / 7 (+4 =3) (Washington, D.C., 23-25 novembre, 56 joueurs, victoire de Berliner devant Feuerstein, Lombardy et Rossolimo)  |
| 1957  | Tournoi de consolation du championnat du Manhattan Chess Club (mars-avril, ex æquo avec Aben Rudy)Ligue métropolitaine : 5 / 5 (mai-juin 1957, tournoi par équipes) | Championnat du Manhattan Chess Club 1956-1957 Quatrième de la demi-finale (section 2) : 2,5 / 5 (+2 −2 =1) (New York, 6 joueurs, victoire de Max Pavey) (décembre 1956- février 1957)Open de Log Cabin (West Orange) (6e-11e) : 4 / 6 (+4 −2 =0) (22-24 février, 61 joueurs, victoire de Wanetick au départage devant Feuerstein, Santasiere, Green et Fuster) (New York) Match contre Max Euwe : 0,5–1,5 (+0 −1 =1) (match exhibition, 9-10 mars 1957)Open Log Cabin rapide 50-50 : 4 / 5 (+3, =2, 31 mars, 50 min)Open New Western (Milwaukee) (6e-12e) : 6 / 8 (+5 −1 =2) (4-7 juillet, 122 joueurs, tournoi remporté par D. Byrne et Evans devant Berliner, Popel et Tautvesis) |
| 1957  | Championnat des États-Unis junior (San Francisco, 8-14 juillet 1957) : 8,5 / 9Championnat de blitz junior américain (San Francisco)Championnat open des États-Unis : 10 / 12 (+8 =4) (Cleveland, août, 1er au départage devant Bisguier) (Fischer gagna par forfait lors de la 1re ronde) Championnat open de l'État du New Jersey : 6,5 / 7 (East Orange, 30 août-2 septembre, 81 joueurs) (New York, août-septembre) Match d'entraînement contre le Dr Beninson : 3,5 - 1,5 (+2 =3) Match contre Cardoso : 6–2 (+5 −1 =2) (New York, match exhibition, 6-26 septembre) | Open Central-nord (Milwaukee) (6e-16e) : 5 / 7 (+4 −1 =2) (29 novembre-1er décembre 1957, 93 joueurs) (victoire de Popel et Kalme devant D. Byrne, Sedalczek et Brasker) |
| 1957  | Championnat des États-Unis : 10,5 / 13 (+8 =5) (17 décembre 1957 - 7 janvier 1958) | |

### 1958 à 1962: premiers tournois en Europe et en Amérique du Sud
Au printemps 1959, à seize ans, Fischer quitta l'école et se consacra entièrement à sa carrière de joueur d'échecs.
Après sa défaite contre Max Euwe lors d'un match exhibition disputé en 1957, les seules compétitions où Fischer termina avec un score « négatif » (plus de défaites que de victoires) furent le tournoi des candidats de 1959 (12,5 points sur 28 et 0 à 4 contre Mikhaïl Tal) et le tournoi international de Buenos Aires 1960 où il finit treizième-seizième ex æquo parmi les vingt participants avec 8,5 points sur 19.
| Année | Vainqueur ou ex æquo | Deuxième à treizième |
| ----- | --- | --- |
| 1958  | (Belgrade) Matchs de préparation (juillet 1958) Match contre Janošević (12-13 juillet) : 1–1 (0-0, =2) Match contre Matulovic : 2,5–1,5 (+2 −1 =1) (Belgrade, 18-26 juillet), New York (tournoi blitz) : 13 / 15 (+12 −1 =2) (ex æquo avec Mednis)Championnat des États-Unis 1958-1959 : 8,5 / 11 (+6 =5) | Tournoi interzonal (5e-6e) : 12 / 20 (+6 −2 =12) (Portoroz, victoire de Tal devant Gligoric) (5 août-10 septembre) |
| 1959  | Championnat des États-Unis 1959-1960 : 9 / 11 (+7 =4) | Tournoi de Mar del Plata (3e-4e) : 10 / 14 (+8 −2 =4) (victoire de Najdorf et Pachman devant Ivkov)Santiago du Chili (4e-6e) : 7,5 / 12 (+7 −4 =1) (victoire de Ivkov et Pachman devant Pilnik)Zurich (3e-4e) : 10,5 / 15 (+8 −2 =5) (victoire de Tal devant Gligoric et Keres) Tournoi des candidats (Yougoslavie) (5e-6e) (Bled-Zagreb-Belgrade) : 12,5 / 28 (+8 −11 =9) (victoire de Tal devant Keres, Petrossian et Smyslov) |
| 1960  | Mar del Plata : 13,5 / 15 (+13 −1 =1) (mars-avril, ex æquo avec Spassky) | Buenos Aires (13e-16e) : 8,5 / 19 (+3 −5 =11) (victoire de Kortchnoï et Reshevsky devant Szabo |
| 1960  | Reykjavik : 3,5 / 4 (devant Johannsson et Olafsson) (tournoi à deux tours et trois joueurs)(Berlin-Ouest) Match Berlin - États-Unis, victoire contre Darga : 1-0(Londres) Partie exhibition en consultation contre Penrose et Clarke : ½-½ (nulle) (partie commentée radiodiffusée par la BBC en 1961)    | Olympiade de Leipzig (3e) : 13 / 18 (8 / 11 en finale) (médaille de bronze au premier échiquier, +10 −2 =6) (médaille d'or remportée par Robatsch devant Tal) |
| 1960  | Championnat des États-Unis 1960-1961 : 9 / 11 (+7 =4) | |
| 1961  | (juillet-août, New York-Los Angeles) Match contre Reshevsky : 5,5–5,5 (+2 −2 =7) | Tournoi de Bled (2e) : 13,5 / 19 (+8 =11) (septembre-octobre, victoire de Tal) |
| 1962  | Tournoi interzonal (Stockholm) : 17,5 / 22 (+13 =9) (janvier-mars 1962)(Copenhague, été 1962) Partie exhibition par radio contre Larsen (1-0)(Varsovie) Match États-Unis-Pologne (septembre ou octobre 1962, victoire contre Silwa)Championnat des États-Unis 1962-1963 : 8 / 11 (+6 −1 =4)               | Tournoi des Candidats (4e) : 14 / 27 (+8 −7 =12) (Curaçao, mai-juin) (victoire de Petrossian devant Keres et Geller)Olympiade de Varna (8e) : 11 / 17 (5,5 / 11 en finale) (médaille d'or remportée par Olafsson) (16 septembre-9 octobre) |

### 1963 à 1968
Après 1962, Fischer termina premier ou deuxième de toutes les compétitions auxquelles il participa. En 1963, Fischer boycotta la coupe Piatigorsky disputée en juillet à Los Angeles. En 1964, il effectua une tournée de simultanées aux États-Unis et refusa de participer à l'interzonal d'Amsterdam et à l'olympiade de Tel Aviv. En 1968, Fischer refusa de participer à l'olympiade de Lugano et au championnat des États-Unis. En 1969, il publia son recueil de parties et fut absent des compétitions dont le championnat des États-Unis. En octobre 1967, Fischer se retira de l'interzonal de Sousse après seulement dix parties (+7 =3) (tournoi remporté par Larsen).
| Année      | Seul vainqueur | Autres compétitions |
| ---------- | --- | --- |
| 1963       | (4-7 juillet) Western Open de Bay City : 7,5 / 8Open de l'État de New York (Poughkeepsie) : 7 / 7 (30 août-2 septembre)                                                                                                   | |
| 1963- 1964 | Championnat des États-Unis : 11 / 11 | |
| 1964       | États-Unis et Canada : tournée de simultanées : 94 % des points et plus de 2 000 parties disputées de février à mai 1964Pas de championnat américain disputé fin 1964                                                     | |
| 1965       | décembre 1965 : Championnat des États-Unis : 8,5 / 11 (+8 −2 =1) | La Havane (2e-4e) : 15 / 21 (+12 −3 =6) (par télex depuis New York) (tournoi remporté par Smyslov devant Geller et Ivkov)                                                 |
| 1966       | décembre 1966 : Championnat des États-Unis : 9,5 / 11 (+8 =3) | Santa Monica (2e) : 11 / 18 (+7 −3 =8) (Coupe Piatigorsky, victoire de Spassky)Olympiade de La Havane (2e) : 15 / 17 (+14 −1 =2) (médaille d'or remportée par Petrossian) |
| 1967       | Monaco (mars-avril) : 7 / 9 (6 −1 =2) (devant Smyslov, Geller, Larsen et Gligoric)Manille (partie simultanée à la pendule) : 7,5 / 8Skopje (août-septembre) : 14,5 / 18 (+13 −2 =3) (devant Geller, Matulovic et Kholmov) | Sousse (tournoi interzonal) : 8,5 / 10 (+ 7 =3) (octobre-novembre, Fischer abandonne le tournoi après 10 rondes)                                                          |
| 1968       | Netanya (juin-juillet) : 11,5 / 13 (+10 =3)Vinkovci (septembre) : 11 / 13 (+9 =4) (devant Hort, Gheorghiu et Ivkov)(New York) Partie contre Saidy : 1-0 (ligue métropolitaine, novembre 1968)                             | |

### 1970 à 1972 et 1992: l'ascension vers le championnat du monde
| Année | Seul vainqueur | Autres compétitions |
| ----- | --- | --- |
| 1970  | (Belgrade) Match URSS - Reste du monde (29 mars-4 avril) Match contre Petrossian (2e échiquier) : 3-1 (+2 −0 =2)Herceg Novi (tournoi de blitz) : 19 / 22 (+17 −1 =4) Rovinj-Zagreb (avril-mai) : 13 / 17 (+10 −1 =6) (11e tournoi de la paix) (devant Hort, Gligoric, Smyslov, Kortchnoï et Petrossian)  | |
| 1970  | Buenos Aires (juillet-août) : 15 / 17 (+13 =4) (devant Toukmakov, Panno, Gheorghiu, Najdorf, Reshevsky, Smyslov et Mecking) (Siegen) Partie exhibition contre Ulf Andersson : 1-0 Tournoi interzonal (octobre-novembre) (Palma de Majorque) : 18,5 / 23 (+15 −1 =7) (dont une partie gagnée par forfait) | (septembre 1970) Olympiade de Siegen (2e) : 10 / 13 (+8 −1 =4) (médaille d'or remportée par Spassky)                                                         |
| 1971  | Tournoi des candidats : (Vancouver) Quart de finale contre Taïmanov (6-0), (Denver) Demi-finale des candidats contre Larsen (6-0) (Buenos Aires) Finale contre Petrossian : 6,5–2,5 (+5 −1 =3)(New York) Tournoi de blitz du Manhattan Chess Club (remporté devant Soltis et R. Byrne) : 21,5 / 22       | |
| 1972  | Championnat du monde contre Spassky (Reykjavik) : 12,5-8,5 (+7 −3 =11) (dont une partie perdue par forfait) | |
|       | | |
| 1992  | Match d'entraînement contre Gligoric à Sveti Stefan : 7,5-2,5 (+6 −1 =3) Match revanche contre Spassky à Sveti Stefan et Belgrade : 17,5 - 12,5 (+10 −5 =15) | Match d'entraînement contre Gligoric à Sveti Stefan : 7,5-2,5 (+6 −1 =3) Match revanche contre Spassky à Sveti Stefan et Belgrade : 17,5 - 12,5 (+10 −5 =15) |

### Championnats des États-Unis (1957 à 1967)
Lorsque Fischer commença sa carrière, il n'y avait pas eu de championnat des États-Unis organisé depuis juin 1954. En 1956, il termina 4e-8e du championnat open des États-Unis, puis 8e-9e (+2 =5 -4) du troisième trophée Rosenwald qui rassemblait les meilleurs joueurs américains mais ne comptait pas encore comme championnat des États-Unis. L'année suivante, il remporta le championnat open des États-Unis 1957 devant le champion des États-Unis en titre, Arthur Bisguier, puis le quatrième trophée Lessing-Rosenwald (1957-1958) organisé à New York, qui compta comme championnat des États-Unis.
En 1957, ainsi que lors des éditions suivantes, à chaque fois que Fischer participa au championnat, il gagna le titre avec au moins un point d'avance sur le deuxième (c'est-à-dire avec une différence du nombre de victoires par rapport au nombre de défaites de deux de plus que les autres participants). En 1956, Fischer avait perdu contre le champion des États-Unis de 1954, Arthur Bisguier, à la première ronde du trophée Rosenwald de 1956 ; par la suite il annula leur partie au championnat open de 1957, puis il remporta les treize parties qu'ils disputèrent.
| Année                                                         | Score et pourcentage | Score et pourcentage | Score et pourcentage | Deuxième et troisième | Principaux adversaires battus | Parties perdues |
| ------------------------------------------------------------- | --- | --- | --- | --- | --- | --- |
| 1957-1958                                                     | 10,5 / 13 | (+8 =5) | 81 % | 2e : Reshevsky (9,5 / 13) ; 3e : Sherwin | Sherwin, Lombardy, Mednis, Bisguier | |
| 1958-1959                                                     | 8,5 / 11 | (+6 =5) | 77 % | 2e : Reshevsky (7,5 / 11) ; 3e : Sherwin | Reshevsky, Sherwin, Bisguier, Mednis | |
| 1959-1960                                                     | 9 / 11 | (+7 =4) | 82 % | 2e : R. Byrne (8 / 11) ; 3e : Reshevsky | Benko, Bisguier, Mednis | |
| 1960-1961                                                     | 9 / 11 | (+7 =4) | 82 % | 2e : Lombardy (7 / 11) ; 3e : Weinstein | Lombardy, Weinstein, Bisguier, Sherwin | |
| 1961-1962                                                     | En 1961, Fischer rencontra Reshevsky dans un match terminé par l'égalité. Fischer ne participa pas au championnat 1961-1962 qui fut remporté par Larry Evans. | En 1961, Fischer rencontra Reshevsky dans un match terminé par l'égalité. Fischer ne participa pas au championnat 1961-1962 qui fut remporté par Larry Evans. | En 1961, Fischer rencontra Reshevsky dans un match terminé par l'égalité. Fischer ne participa pas au championnat 1961-1962 qui fut remporté par Larry Evans. | En 1961, Fischer rencontra Reshevsky dans un match terminé par l'égalité. Fischer ne participa pas au championnat 1961-1962 qui fut remporté par Larry Evans. | En 1961, Fischer rencontra Reshevsky dans un match terminé par l'égalité. Fischer ne participa pas au championnat 1961-1962 qui fut remporté par Larry Evans. | En 1961, Fischer rencontra Reshevsky dans un match terminé par l'égalité. Fischer ne participa pas au championnat 1961-1962 qui fut remporté par Larry Evans. |
| 1962-1963                                                     | 8 / 11 | (+6 =4 -1) | 73 % | 2e : Bisguier (7 / 11) ; 3e : Addison, Evans et Reshevsky | Bisguier, Addison, Reshevsky, Sherwin | Edmar Mednis |
| 1963-1964                                                     | 11 / 11 | (+11 =0) | 100 % | 2e : Evans (7 / 11) ; 3e : Benko | Evans, Benko, Saidy, Reshevsky, R. Byrne, Bisguier, Addison, Mednis                                                                                           | |
| Aucun championnat des États-Unis ne fut disputé en 1964-1965. | | | | | | |
| 1965 (décembre)                                               | 8,5 / 11 | (+8 =1 -2) | 77 % | 2e-3e : R. Byrne et Reshevsky (7,5 / 11) | Benko, Evans, Bisguier | Robert Byrne, Samuel Reshevsky |
| 1966 (décembre)                                               | 9,5 / 11 | (+8 =3) | 86 % | 2e : Evans (7,5 / 11) ; 3e : Benko et Sherwin | Benko, Sherwin, Bisguier, Reshevsky (9e), D. Byrne | |
| Total                                                         | 74 / 90 | 61 victoires, 26 nulles et trois défaites | 61 victoires, 26 nulles et trois défaites | 61 victoires, 26 nulles et trois défaites | 61 victoires, 26 nulles et trois défaites | 61 victoires, 26 nulles et trois défaites |

En 1962, lors de la première ronde du championnat de 1962-1963, Bobby Fischer subit sa première défaite en championnat depuis 1957 contre Edmar Mednis. Avant la dernière ronde, Bisguier et Fischer restaient à égalité avec 7 points sur 10 ; cependant les deux joueurs ne s'étaient pas encore rencontrés. En dernière ronde, Bisguier gâcha une position prometteuse, perdant la partie et le titre de champion des États-Unis.
En 1963-1964, Bobby Fischer remporta toutes ses parties ; en 1965, il en perdit deux.
Après sa huitième victoire en 1966, Fischer considéra que le nombre de participants et de rondes au championnat des États-Unis ou l'argent proposé au vainqueur étaient insuffisants et cessa de participer au championnat.

### Tournois internationaux individuels (1956 à 1970)
La liste ne comprend pas les championnats opens des États-Unis de 1956 et 1957 où Fischer ne rencontra que des joueurs affiliés à la fédération américaine.
| Année | Lieu(x)                | Pays                | Tournoi                    | Classement           | Score     | Victoires | Nulles | Défaites | Vainqueur(s)           |
| ----- | ---------------------- | ------------------- | -------------------------- | -------------------- | --------- | --------- | ------ | -------- | ---------------------- |
| 1956  | Montréal               | Canada              | Championnat open du Canada | 8e-12e               | 7 / 10    | 6         | 2      | 2        | Evans et Lombardy      |
| 1958  | Portorož               | Yougoslavie         | Tournoi interzonal         | 5e-6e                | 12 / 20   | 6         | 12     | 2        | Tal                    |
| 1959  | Mar del Plata          | Argentine           |                            | 3e-4e                | 10 / 14   | 8         | 4      | 2        | Najdorf et Pachman     |
| 1959  | Santiago               | Chili               |                            | 4e-6e                | 7,5 / 12  | 7         | 1      | 4        | Ivkov et Pachman       |
| 1959  | Zurich                 | Suisse              | Tournoi jubilé             | 3e-4e                | 10,5 / 15 | 8         | 5      | 2        | Tal                    |
| 1959  | Bled, Zagreb, Belgrade | Yougoslavie         | Tournoi des candidats      | 5e-6e                | 12,5 / 28 | 8         | 9      | 11       | Tal                    |
| 1960  | Mar del Plata          | Argentine           |                            | Covainqueur          | 13,5 / 15 | 13        | 1      | 1        | Spassky et Fischer     |
| 1960  | Buenos Aires           | Argentine           |                            | 13e-16e              | 8,5 / 19  | 3         | 11     | 9        | Korcthnoï et Reshevsky |
| 1960  | Reykjavik              | Islande             | Tournoi à 3 joueurs        | Vainqueur            | 3,5 / 4   | 3         | 1      | 0        | Fischer                |
| 1961  | Bled                   | Yougoslavie         |                            | Deuxième             | 13,5 / 19 | 8         | 11     | 0        | Tal                    |
| 1962  | Stockholm              | Suède               | Tournoi interzonal         | Vainqueur            | 17,5 / 22 | 13        | 9      | 0        | Fischer                |
| 1962  | Curaçao                | Pays-Bas (Antilles) | Tournoi des candidats      | 4e                   | 14 / 27   | 8         | 12     | 7        | Petrossian             |
| 1965  | La Havane              | Cuba                | Mémorial Capablanca        | 2e-4e                | 15 / 21   | 12        | 6      | 3        | Smyslov                |
| 1966  | Santa Monica           | États-Unis          | Coupe Piatigorsky          | Deuxième             | 11 / 18   | 7         | 8      | 3        | Spassky                |
| 1967  | Monte-Carlo            | Monaco              |                            | Vainqueur            | 7 / 9     | 6         | 2      | 1        | Fischer                |
| 1967  | Skopje                 | Yougoslavie         |                            | Vainqueur            | 14,5 / 18 | 13        | 3      | 2        | Fischer                |
| 1967  | Sousse                 | Tunisie             | Tournoi interzonal         | Se retire du tournoi | 8,5 / 10  | 7         | 3      | 0        | Larsen                 |
| 1968  | Netanya                | Israël              |                            | Vainqueur            | 11,5 / 13 | 10        | 3      | 0        | Fischer                |
| 1968  | Vinkovci               | Yougoslavie         |                            | Vainqueur            | 11 / 13   | 9         | 4      | 0        | Fischer                |
| 1970  | Herceg Novi            | Yougoslavie         | Tournoi de blitz           | Vainqueur            | 19 / 22   | 17        | 4      | 1        | Fischer                |
| 1970  | Rovinj-Zagreb          | Yougoslavie         | Tournoi de la paix         | Vainqueur            | 13 / 17   | 10        | 6      | 1        | Fischer                |
| 1970  | Buenos Aires           | Argentine           |                            | Vainqueur            | 15 / 17   | 13        | 4      | 0        | Fischer                |
| 1970  | Palma                  | Espagne             | Tournoi interzonal         | Vainqueur            | 18,5 / 23 | 15        | 7      | 1        | Fischer                |

### Olympiades d'échecs

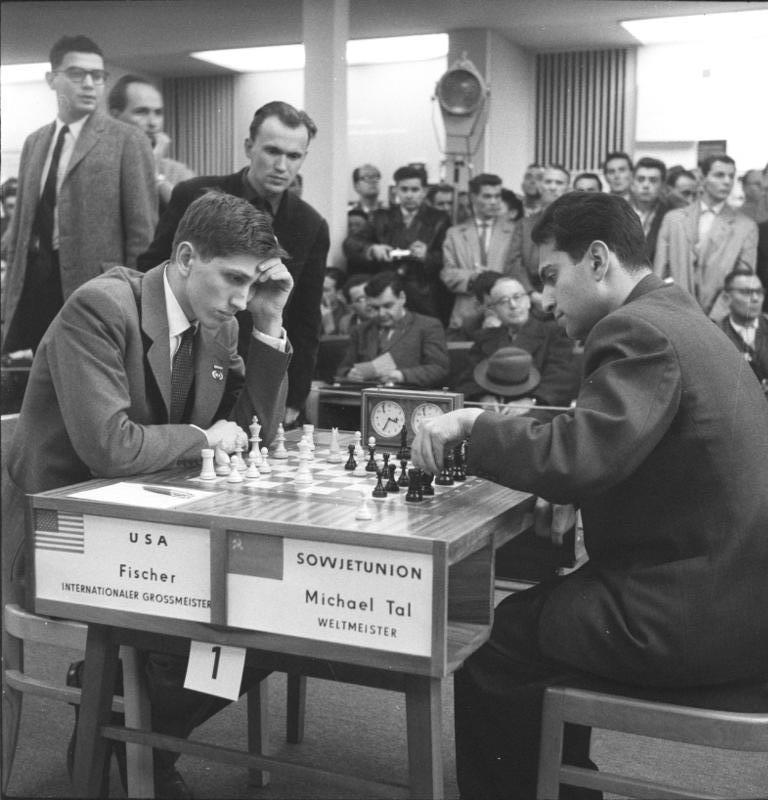
Fischer face à Mikhaïl Tal lors de l'olympiade de 1960.

Aux olympiades, Fischer a gagné deux médailles d'argent (en 1966 et 1970) et une médaille de bronze (en 1960) individuelles et deux médailles d'argent par équipes (en 1960 et 1966).
Ses affrontements contre le premier échiquier de l'équipe d'URSS étaient à chaque fois l'attraction des olympiades :
- en 1960, il affrontait le nouveau champion du monde Mikhaïl Tal ; la partie fut une nulle très disputée ;
- en 1962, contre le Soviétique Mikhaïl Botvinnik, il gagne un pion dès l'ouverture (défense Grünfeld), mais la victoire lui échappe au cours de l'ajournement[note 31]. Cette partie est la seule que Fischer joua jamais contre Botvinnik. Les analyses de Fischer occupent 14 pages dans son ouvrage Mes 60 meilleures parties. Une armée d'analystes soviétiques s'est escrimée à prouver que Botvinnik tenait la nulle dans toutes les variantes d'une position très complexe (finale Tours et pions).
- en 1966, le champion du monde Tigran Petrossian se défila et laissa jouer Boris Spassky à sa place. La partie se termina par la nulle ;
- en 1970, Fischer rencontrait à nouveau Boris Spassky qui était devenu champion du monde en 1969 ; Fischer utilisa une nouvelle fois la défense Grünfeld avec les Noirs et il perdit la partie.

| Année                                                                                                | Lieu      | Classement individuel | Score               | Classement de l'équipe des États-Unis | Notes | Parties perdues                                                        |
| --- | --------- | --------------------- | ------------------- | ------------------------------------- | --- | ---------------------------------------------------------------------- |
| 1960                                                                                                 | Leipzig   | médaille de bronze    | 13 / 18 (+10 −2 =6) | Deuxième                              | Médaille d'or remportée par Robatsch devant Tal. Reshevsky était absent. | C. Muñoz (Équateur) S. Gligoric (Yougoslavie)                          |
| 1962                                                                                                 | Varna     | huitième              | 11 / 17 (+8 −3 =6)  | Quatrième                             | Médaille d'or remportée par Olafsson devant Penrose. Reshevsky et Lombardy étaient absents. Fischer marqua 5,5 sur 6 lors des préliminaires mais ne marqua que 5,5 sur 11 en finale. | V. Ciocâltea (Roumanie) J. Donner (Pays-Bas) S. Gligoric (Yougoslavie) |
| En 1964, Fischer boycotta l'olympiade de Tel-Aviv. Sans Fischer, les États-Unis terminèrent sixième. |           |                       |                     |                                       | |                                                                        |
| 1966                                                                                                 | La Havane | médaille d'argent     | 15 / 17 (+14 −1 =2) | Deuxième                              | Médaille d'or remportée par Petrossian Reshevsky et Lombardy étaient absents. Fischer et Spassky firent match nul.                                                                   | F. Gheorghiu (Roumanie)                                                |
| En 1968, Fischer boycotta l'olympiade de Lugano. Sans Fischer, les États-Unis terminèrent quatrième. |           |                       |                     |                                       | |                                                                        |
| 1970                                                                                                 | Siegen    | médaille d'argent     | 10 / 13 (+8 −1 =4)  | Quatrième                             | Médaille d'or remportée par Spassky. Reshevsky, Evans, Benko, Lombardy et Mednis complétaient l'équipe américaine.                                                                   | B. Spassky (URSS)                                                      |

### Matchs
| Année | Adversaire          | Lieu(x)                  | Match                            | Gains | Nulles | Défaites | Résultat     | Marque   |
| ----- | ------------------- | ------------------------ | -------------------------------- | ----- | ------ | -------- | ------------ | -------- |
| 1957  | Max Euwe            | New York                 | Match exhibition en deux parties | 0     | 1      | 1        | Match perdu  | 0,5–1,5  |
| 1957  | Dan Jacobo Beninson | New York                 | Match d'entraînement             | 2     | 3      | 0        | Victoire     | 3,5–1,5  |
| 1957  | Rodolfo Cardoso     | New York                 |                                  | 5     | 2      | 1        | Victoire     | 6–2      |
| 1958  | Dragoljub Janošević | Belgrade                 | Match d'entraînement             | 0     | 2      | 0        | Égalité      | 1–1      |
| 1958  | Milan Matulović     | Belgrade                 |                                  | 2     | 1      | 1        | Victoire     | 2,5–1,5  |
| 1961  | Samuel Reshevsky    | New York et Los Angeles  | Match en 16 parties              | 2     | 7      | 2        | Match arrêté | 5,5–5,5  |
| 1970  | Tigran Petrossian   | Belgrade                 | Match URSS - Reste du monde      | 2     | 2      | 0        | Victoire     | 3–1      |
| 1971  | Mark Taïmanov       | Vancouver                | Quart de finale des candidats    | 6     | 0      | 0        | Victoire     | 6–0      |
| 1971  | Bent Larsen         | Denver                   | Demi-finale des candidats        | 6     | 0      | 0        | Victoire     | 6–0      |
| 1971  | Tigran Petrosian    | Buenos Aires             | Finale des candidats             | 5     | 3      | 1        | Victoire     | 6,5–2,5  |
| 1972  | Boris Spassky       | Reykjavik                | Championnat du monde             | 7     | 11     | 3        | Victoire     | 12,5–8,5 |
| 1992  | Svetozar Gligorić   | Sveti Stefan             | Match d'entraînement             | 6     | 3      | 1        | Victoire     | 7,5–2,5  |
| 1992  | Boris Spassky       | Sveti Stefan et Belgrade | Match revanche non officiel      | 10    | 15     | 5        | Victoire     | 10–5     |

### Compétitions blitz et rapides

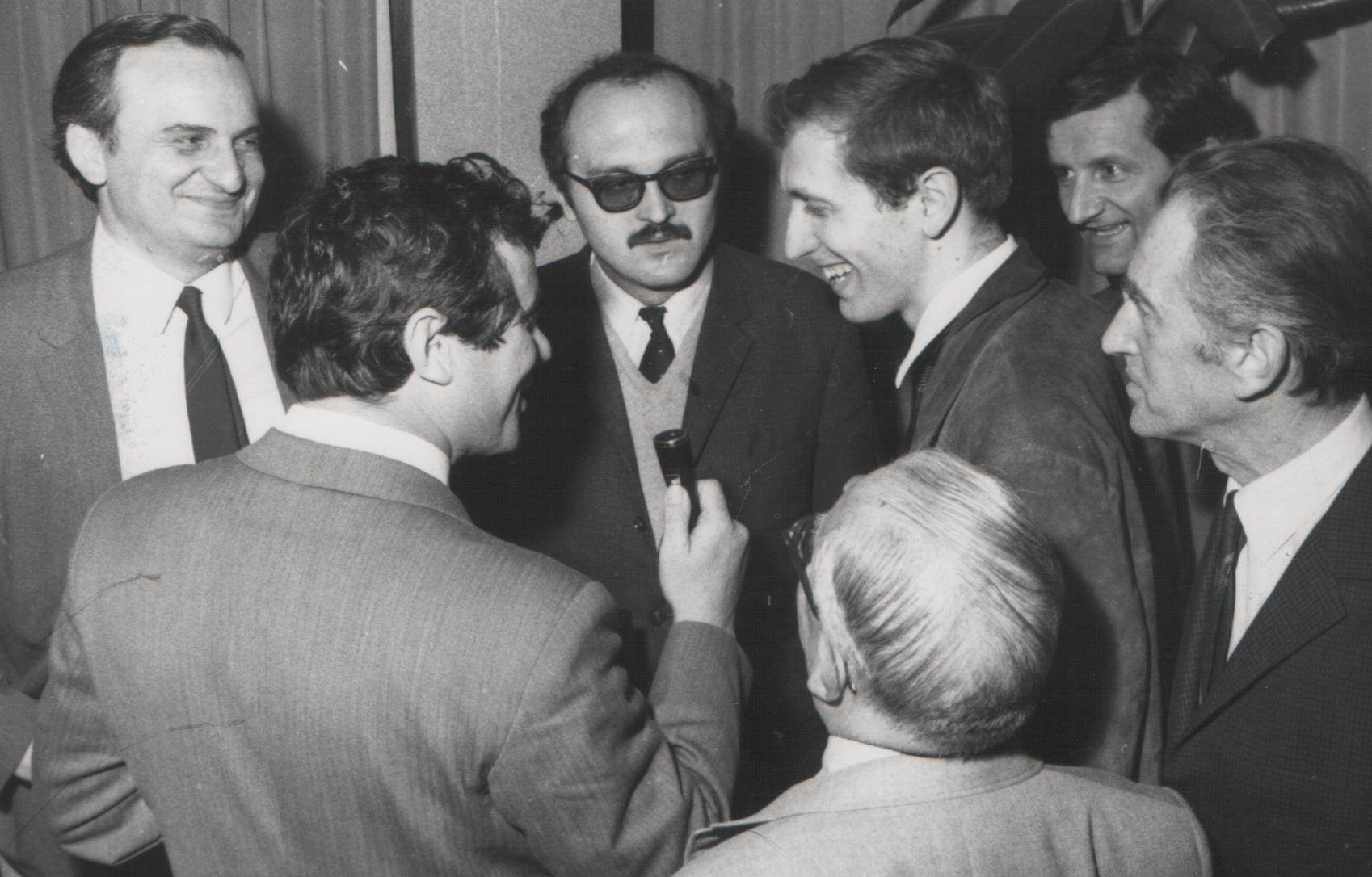
Bobby Fischer interviewé à Belgrade en 1970.

Le 17 juillet 1955, Fischer finit troisième du tournoi préliminaire, groupe B, du Championnat rapid transit junior des États-Unis avec 3 points sur 5 (+3 −2) à Lincoln, tournoi de blitz (moins de 10s par coup) remporté par Robert Cross devant Ronald Gross. En juillet 1956, il finit à la deuxième place du championnat rapid transit junior avec 4 points sur 5 (victoire de Feuerstein). L'année suivante, il remporta le titre de champion junior rapid transit en juillet 1957.
En 1956 et 1957, Fischer disputa les tournois rapides 50-50 de Log Cabin à West Orange (chaque joueur disposait de 50 minutes pour disputer la partie). Si son résultat en 1956 est inconnu (cinq rondes), on sait que le 31 mars 1957, il marqua 4 points sur 5 (+3 =2, , classement inconnu),.
Fin 1956, 1958 et 1971 il gagna le championnat rapid transit (blitz) du club d'échecs de Manhattan.

### Résultats contre les meilleurs joueurs des années 1950 et 1960
Le score global de Fischer dans les parties à cadence normale (les parties en blitz ne sont pas comptées) contre les meilleurs joueurs soviétiques et occidentaux fut le suivant (les joueurs sont classés selon le nombre de parties disputées contre Fischer) :
- 31 / 45 (+17 –11 =28) contre Boris Spassky, y compris la partie perdue par forfait en 1972

(+0 –3 =2 avant le match de 1972)
(+7 –3 =11 lors du match de 1972)
(+10 –5 =15 lors du match de 1992)
- 15,5 / 27 (+8 –4 =15) contre Tigran Petrossian (dont quatre victoires consécutives en 1971)

(+3 –3 =12 avant le match de 1971)
(+5 –1 =3 lors du match de 1971)
- 15,5 / 26 (+9 –4 =13) contre Samuel Reshevsky

(+2 –2 =7 lors du match de 1961)
- 11,5 / 18 (+8 –3 =7) contre Pal Benko
- 9 / 16 (+6 –4 =6) contre Svetozar Gligorić avant 1990
 (dont cinq victoires consécutives de 1966 à 1970)

(+1 –4 =6 avant 1966)
(+6 –1 =3 dans un match d'entraînement en 1992)
- 13,5 / 15 (+13 –1 =1) contre Arthur Bisguier
- 10,5 / 13 (+10 –2 =1) contre Bent Larsen

(+4 –2 =1 avant le match de 1971)
(6-0 lors du match de 1971)
- 9 / 12 (+8 –2 =2) contre Fridrik Olafsson
- 4,5 / 11 (+2 –4 =5) contre Mikhaïl Tal (dont quatre parties perdues consécutivement en 1959, dernière partie disputée en 1962)
- 4 / 10 (+3 –5 =2) contre Efim Geller
 (dont trois défaites consécutives en 1965-1967)
- 5,5 / 10 (+4 –3 =3) contre Paul Keres (dernière partie disputée en 1962)
- 6 / 10 contre Borislav Ivkov (+4 –2 =4)
- 5 / 9 contre Robert Byrne (+2 –1 =6)
- 5,5 / 9 contre Vassily Smyslov (+3 –1 =5)
- 6 / 9 contre Miguel Najdorf (+4 –1 =4)
- 6,5 / 9 contre Lajos Portisch (+4 –0 =5)
- 7 / 9 contre Rodolfo Cardoso (+6 –1 =2)

(+5 –1 =2 lors du match de 1957)
- 4 / 8 (+2 –2 =4)
  - contre Viktor Kortchnoï
  - contre Ludek Pachman
- 5 / 8 contre Wolfgang Uhlmann (+3 –1 =4)
- 5,5 / 8
  - contre Wolfgang Unzicker (+4 –1 =3)
  - contre Miroslav Filip (+3 –0 =5)
- 7,5 / 8 (+7 –0 =1)
  - contre Mark Taïmanov (6-0 lors du match de 1971)
  - contre James Sherwin (de 1957 à 1966)
- 5 / 7 contre Milan Matulović (+4 –1 =2)

(+2 –1 =1 lors d'un match en 1958)
- 5,5 / 7 (+5 –1 =1) contre Edmar Mednis (défaite en 1962)
- 6 / 7 contre Donald Byrne (+5 –0 =2)
- 6,5 / 7 (+6 –0 =1) contre Anthony Saidy
- 4 / 6
  - contre Johannes Donner (+3 –1 =2)
  - contre Larry Evans (+2 –0 =4)
- 5 / 6 contre William Addison (+4 –0 =2)
- 2,5 / 5 (+1 –1 =3) contre Arthur Feuerstein (défaite en 1956)
- 4 / 5 (+3 –0 =2) contre László Szabó
- 2 / 4 (+1 –1 =2) contre Florin Gheorghiu (défaite en 1966)
- 2,5 / 4
  - contre Victor Ciocâltea (+2 –1 =1, défaite en 1962)
  - contre Vlastimil Hort (+1 –0 =3)
  - contre Aleksandar Matanović (+1 –0 =3)
- 3 / 4 (+3 –1 =0) contre René Letelier (défaite en 1959)
- 3,5 / 4 (+3 –0 =1)
  - contre William Lombardy
  - contre Hans Berliner
  - contre Héctor Rossetto
- 4 / 4
  - contre Dragoljub Minić
  - contre Mario Bertok
- 1 / 3  contre Dragoljub Janošević

(deux nulles lors d'un match d'entrainement en 1958 et une défaite en 1967)
- 1,5 / 3 (+1 –1 =1) contre
  - Max Euwe (en 1957 et 1960)
  - Charles Kalme (défaite en 1957)
- 2 / 3
  - contre Albéric O'Kelly de Galway (+1 –0 =2)
  - contre Bruno Parma (+1 –0 =2)
  - contre Raúl Sanguineti (+2 –1 =0, défaite en 1959)
  - contre Bernardo Wexler (+2 –1 =0, défaite en 1960)
- 2,5 / 3 (deux victoires et une partie nulle)
  - contre Óscar Panno
  - contre Karl Robatsch
  - contre Nicolas Rossolimo
  - contre Robert Wade
- 3 / 3 contre Theodor Ghițescu
- 0,5 / 2 : une nulle et une défaite (+0 –1 =1)
  - contre Anthony Santasiere (défaite en 1957)
- 1 / 2 : 
  - contre David Bronstein (+0 –0 =2)
  - contre Ratmir Kholmov (+1 –1 =0)
  - contre Erich Eliskases (+1 –1 =0)
  - contre Eliot Hearst (+1 –1 =0)
- 1,5 / 2 : une victoire et une partie nulle contre
  - Arnold Denker, Leonid Stein
  - Henrique Mecking,  Mijo Udovčić
  - Daniel Yanofsky, Arturo Pomar,
  - Klaus Darga
- 2 / 2 : deux victoires contre
  - Duncan Suttles, Jorge Rubinetti
  - Mato Damjanović, Miguel Cuéllar Gacharná
  - István Bilek, Bernard Zuckerman, Herman Pilnik
- une partie perdue (+0 –1 =0) contre
  - Vlatko Kovačević (en 1970)
  - Maurice Fox (en 1956)
  - Dieter Keller (en 1959)
  - Carlos Jauregui (en 1959)
  - César Muñoz (en 1960)
- une partie nulle (+0 –0 =1) contre
  - Youri Averbakh, Mikhaïl Botvinnik
  - Lev Polougaïevski, Robert Hübner
  - Walter Browne, Yair Kraidman
  - Lubomir Kavalek, Ljuben Popov
  - Rudolf Teschner, Milorad Knežević
  - Jonathan Penrose, Oleg Neikirch
- une victoire (+1 –0 =0) contre
  - Vladimir Toukmakov, Ulf Andersson, Miguel Quinteros,
  - Bojan Kurajica, Dražen Marović, Hans Ree,
  - Moshe Czerniak, Samuel Schweber, Ortvin Sarapu,
  - Guillermo García González, Rudolf Marić, Péter Dely
  - Enver Bukić, Győző Forintos, Nikolai Minev
  - László Bárczay, Wolfgang Pietzsch, Georgi Tringov
  - Bogdan Śliwa, Julio Bolbochán, Petar Trifunović
  - Milko Bobotsov, Carlos Guimard, Andreas Dückstein

Ainsi, Mikhaïl Tal et Efim Geller furent les adversaires les plus difficiles pour Fischer. Boris Spassky était aussi un adversaire qu'il respectait : avant le match de 1972, Spassky avait un score de trois victoires, deux parties nulles et aucune défaite contre lui.

### Un retour aux échecs sur Internet? (2001)
Le 9 septembre 2001, le joueur britannique Nigel Short, numéro 1 anglais, annonçait dans l'édition dominicale du Daily Telegraph avoir joué, depuis un an, de nombreuses parties sur la plate-forme de parties d'échecs en ligne de l'Internet Chess Club (ICC) contre un mystérieux joueur, utilisant le pseudonyme de Fischer et les avoir très majoritairement perdues. Nigel Short faisait part de sa « certitude, à 99 % », après analyse des parties, que son adversaire était bel et bien Bobby Fischer, estimant que le joueur d'échecs avait montré à cette occasion qu'il était probablement « plus fort en parties rapides que Garry Kasparov ». Plusieurs analystes se sont alors penchés sur les parties de Fischer sur l'ICC, et leurs conclusions sont divisées. Si certains estiment qu'il aurait pu effectivement s'agir de Bobby Fischer, d'autres rejettent catégoriquement l'hypothèse, arguant que certains coups ne semblent pas du tout correspondre au style de jeu du joueur américain. Le niveau de jeu élevé de « Fischer » pourrait provenir de l'assistance d'un ordinateur.
Interrogé en janvier 2002 par la radio, Bobby Fischer a infirmé publiquement l'hypothèse qu'il aurait joué aux échecs sur internet,.
Fischer rappelait dans ses interviews qu'il ne jouait plus que des parties en échecs aléatoires Fischer (Fischer Random Chess) : « The Old chess is dead. » (les vieux échecs sont morts)

## Style échiquéen

### Quelques avis éclairés
Bobby Fischer définissait son style comme « éclectique », alors qu'il est souvent qualifié de joueur au style classique par opposition à Emanuel Lasker, Aaron Nimzowitsch ou Mikhaïl Tal.
Fischer est renommé pour son sens aigu d'analyse des variantes, comme l'atteste son texte (quasiment dépourvu de toute appréciation verbale) dans son livre Mes 60 meilleures parties. Selon Carlos Almarza-Mato, cette force tactique était l'arme principale de Fischer. Mais Anthony Saidy a écrit qu'« une partie de Fischer est une construction logique où les moments tactiques découlent naturellement d'une stratégie exacte ». Saidy a ajouté que Fischer « traitait rationnellement le milieu de jeu, un peu dans le style de Capablanca jeune, et ses attaques étincelantes étaient celles d'un Alekhine ». Selon Carlos Almarza-Mato, le style de Fischer est « dynamique » avant tout. Selon John Nunn, le maître-mot caractérisant le style de Fischer est le pragmatisme : chercher la meilleure chance de succès avant tout, quel que soit le type de position auquel cela mène.

### Exemples de fins de parties
Cet article utilise la notation algébrique pour décrire des coups du jeu d'échecs.
|   | a | b | c | d | e | f | g | h |   |
| 8 | Tour noire sur case blanche a8 · Dame noire sur case blanche e8 · Tour noire sur case noire f8 · Roi noir sur case noire h8 · Pion noir sur case noire a7 · Pion noir sur case blanche b7 · Pion noir sur case blanche f7 · Fou noir sur case noire g7 · Pion noir sur case blanche h7 · Pion noir sur case blanche c6 · Cavalier noir sur case noire d6 · Dame blanche sur case blanche h5 · Pion noir sur case noire d4 · Pion blanc sur case blanche e4 · Cavalier blanc sur case noire c3 · Fou blanc sur case blanche d3 · Pion blanc sur case blanche h3 · Pion blanc sur case blanche a2 · Pion blanc sur case noire b2 · Pion blanc sur case blanche c2 · Pion blanc sur case blanche g2 · Tour blanche sur case noire a1 · Tour blanche sur case blanche f1 · Roi blanc sur case noire g1 | Tour noire sur case blanche a8 · Dame noire sur case blanche e8 · Tour noire sur case noire f8 · Roi noir sur case noire h8 · Pion noir sur case noire a7 · Pion noir sur case blanche b7 · Pion noir sur case blanche f7 · Fou noir sur case noire g7 · Pion noir sur case blanche h7 · Pion noir sur case blanche c6 · Cavalier noir sur case noire d6 · Dame blanche sur case blanche h5 · Pion noir sur case noire d4 · Pion blanc sur case blanche e4 · Cavalier blanc sur case noire c3 · Fou blanc sur case blanche d3 · Pion blanc sur case blanche h3 · Pion blanc sur case blanche a2 · Pion blanc sur case noire b2 · Pion blanc sur case blanche c2 · Pion blanc sur case blanche g2 · Tour blanche sur case noire a1 · Tour blanche sur case blanche f1 · Roi blanc sur case noire g1 | Tour noire sur case blanche a8 · Dame noire sur case blanche e8 · Tour noire sur case noire f8 · Roi noir sur case noire h8 · Pion noir sur case noire a7 · Pion noir sur case blanche b7 · Pion noir sur case blanche f7 · Fou noir sur case noire g7 · Pion noir sur case blanche h7 · Pion noir sur case blanche c6 · Cavalier noir sur case noire d6 · Dame blanche sur case blanche h5 · Pion noir sur case noire d4 · Pion blanc sur case blanche e4 · Cavalier blanc sur case noire c3 · Fou blanc sur case blanche d3 · Pion blanc sur case blanche h3 · Pion blanc sur case blanche a2 · Pion blanc sur case noire b2 · Pion blanc sur case blanche c2 · Pion blanc sur case blanche g2 · Tour blanche sur case noire a1 · Tour blanche sur case blanche f1 · Roi blanc sur case noire g1 | Tour noire sur case blanche a8 · Dame noire sur case blanche e8 · Tour noire sur case noire f8 · Roi noir sur case noire h8 · Pion noir sur case noire a7 · Pion noir sur case blanche b7 · Pion noir sur case blanche f7 · Fou noir sur case noire g7 · Pion noir sur case blanche h7 · Pion noir sur case blanche c6 · Cavalier noir sur case noire d6 · Dame blanche sur case blanche h5 · Pion noir sur case noire d4 · Pion blanc sur case blanche e4 · Cavalier blanc sur case noire c3 · Fou blanc sur case blanche d3 · Pion blanc sur case blanche h3 · Pion blanc sur case blanche a2 · Pion blanc sur case noire b2 · Pion blanc sur case blanche c2 · Pion blanc sur case blanche g2 · Tour blanche sur case noire a1 · Tour blanche sur case blanche f1 · Roi blanc sur case noire g1 | Tour noire sur case blanche a8 · Dame noire sur case blanche e8 · Tour noire sur case noire f8 · Roi noir sur case noire h8 · Pion noir sur case noire a7 · Pion noir sur case blanche b7 · Pion noir sur case blanche f7 · Fou noir sur case noire g7 · Pion noir sur case blanche h7 · Pion noir sur case blanche c6 · Cavalier noir sur case noire d6 · Dame blanche sur case blanche h5 · Pion noir sur case noire d4 · Pion blanc sur case blanche e4 · Cavalier blanc sur case noire c3 · Fou blanc sur case blanche d3 · Pion blanc sur case blanche h3 · Pion blanc sur case blanche a2 · Pion blanc sur case noire b2 · Pion blanc sur case blanche c2 · Pion blanc sur case blanche g2 · Tour blanche sur case noire a1 · Tour blanche sur case blanche f1 · Roi blanc sur case noire g1 | Tour noire sur case blanche a8 · Dame noire sur case blanche e8 · Tour noire sur case noire f8 · Roi noir sur case noire h8 · Pion noir sur case noire a7 · Pion noir sur case blanche b7 · Pion noir sur case blanche f7 · Fou noir sur case noire g7 · Pion noir sur case blanche h7 · Pion noir sur case blanche c6 · Cavalier noir sur case noire d6 · Dame blanche sur case blanche h5 · Pion noir sur case noire d4 · Pion blanc sur case blanche e4 · Cavalier blanc sur case noire c3 · Fou blanc sur case blanche d3 · Pion blanc sur case blanche h3 · Pion blanc sur case blanche a2 · Pion blanc sur case noire b2 · Pion blanc sur case blanche c2 · Pion blanc sur case blanche g2 · Tour blanche sur case noire a1 · Tour blanche sur case blanche f1 · Roi blanc sur case noire g1 | Tour noire sur case blanche a8 · Dame noire sur case blanche e8 · Tour noire sur case noire f8 · Roi noir sur case noire h8 · Pion noir sur case noire a7 · Pion noir sur case blanche b7 · Pion noir sur case blanche f7 · Fou noir sur case noire g7 · Pion noir sur case blanche h7 · Pion noir sur case blanche c6 · Cavalier noir sur case noire d6 · Dame blanche sur case blanche h5 · Pion noir sur case noire d4 · Pion blanc sur case blanche e4 · Cavalier blanc sur case noire c3 · Fou blanc sur case blanche d3 · Pion blanc sur case blanche h3 · Pion blanc sur case blanche a2 · Pion blanc sur case noire b2 · Pion blanc sur case blanche c2 · Pion blanc sur case blanche g2 · Tour blanche sur case noire a1 · Tour blanche sur case blanche f1 · Roi blanc sur case noire g1 | Tour noire sur case blanche a8 · Dame noire sur case blanche e8 · Tour noire sur case noire f8 · Roi noir sur case noire h8 · Pion noir sur case noire a7 · Pion noir sur case blanche b7 · Pion noir sur case blanche f7 · Fou noir sur case noire g7 · Pion noir sur case blanche h7 · Pion noir sur case blanche c6 · Cavalier noir sur case noire d6 · Dame blanche sur case blanche h5 · Pion noir sur case noire d4 · Pion blanc sur case blanche e4 · Cavalier blanc sur case noire c3 · Fou blanc sur case blanche d3 · Pion blanc sur case blanche h3 · Pion blanc sur case blanche a2 · Pion blanc sur case noire b2 · Pion blanc sur case blanche c2 · Pion blanc sur case blanche g2 · Tour blanche sur case noire a1 · Tour blanche sur case blanche f1 · Roi blanc sur case noire g1 | 8 |
| 7 | Tour noire sur case blanche a8 · Dame noire sur case blanche e8 · Tour noire sur case noire f8 · Roi noir sur case noire h8 · Pion noir sur case noire a7 · Pion noir sur case blanche b7 · Pion noir sur case blanche f7 · Fou noir sur case noire g7 · Pion noir sur case blanche h7 · Pion noir sur case blanche c6 · Cavalier noir sur case noire d6 · Dame blanche sur case blanche h5 · Pion noir sur case noire d4 · Pion blanc sur case blanche e4 · Cavalier blanc sur case noire c3 · Fou blanc sur case blanche d3 · Pion blanc sur case blanche h3 · Pion blanc sur case blanche a2 · Pion blanc sur case noire b2 · Pion blanc sur case blanche c2 · Pion blanc sur case blanche g2 · Tour blanche sur case noire a1 · Tour blanche sur case blanche f1 · Roi blanc sur case noire g1 | Tour noire sur case blanche a8 · Dame noire sur case blanche e8 · Tour noire sur case noire f8 · Roi noir sur case noire h8 · Pion noir sur case noire a7 · Pion noir sur case blanche b7 · Pion noir sur case blanche f7 · Fou noir sur case noire g7 · Pion noir sur case blanche h7 · Pion noir sur case blanche c6 · Cavalier noir sur case noire d6 · Dame blanche sur case blanche h5 · Pion noir sur case noire d4 · Pion blanc sur case blanche e4 · Cavalier blanc sur case noire c3 · Fou blanc sur case blanche d3 · Pion blanc sur case blanche h3 · Pion blanc sur case blanche a2 · Pion blanc sur case noire b2 · Pion blanc sur case blanche c2 · Pion blanc sur case blanche g2 · Tour blanche sur case noire a1 · Tour blanche sur case blanche f1 · Roi blanc sur case noire g1 | Tour noire sur case blanche a8 · Dame noire sur case blanche e8 · Tour noire sur case noire f8 · Roi noir sur case noire h8 · Pion noir sur case noire a7 · Pion noir sur case blanche b7 · Pion noir sur case blanche f7 · Fou noir sur case noire g7 · Pion noir sur case blanche h7 · Pion noir sur case blanche c6 · Cavalier noir sur case noire d6 · Dame blanche sur case blanche h5 · Pion noir sur case noire d4 · Pion blanc sur case blanche e4 · Cavalier blanc sur case noire c3 · Fou blanc sur case blanche d3 · Pion blanc sur case blanche h3 · Pion blanc sur case blanche a2 · Pion blanc sur case noire b2 · Pion blanc sur case blanche c2 · Pion blanc sur case blanche g2 · Tour blanche sur case noire a1 · Tour blanche sur case blanche f1 · Roi blanc sur case noire g1 | Tour noire sur case blanche a8 · Dame noire sur case blanche e8 · Tour noire sur case noire f8 · Roi noir sur case noire h8 · Pion noir sur case noire a7 · Pion noir sur case blanche b7 · Pion noir sur case blanche f7 · Fou noir sur case noire g7 · Pion noir sur case blanche h7 · Pion noir sur case blanche c6 · Cavalier noir sur case noire d6 · Dame blanche sur case blanche h5 · Pion noir sur case noire d4 · Pion blanc sur case blanche e4 · Cavalier blanc sur case noire c3 · Fou blanc sur case blanche d3 · Pion blanc sur case blanche h3 · Pion blanc sur case blanche a2 · Pion blanc sur case noire b2 · Pion blanc sur case blanche c2 · Pion blanc sur case blanche g2 · Tour blanche sur case noire a1 · Tour blanche sur case blanche f1 · Roi blanc sur case noire g1 | Tour noire sur case blanche a8 · Dame noire sur case blanche e8 · Tour noire sur case noire f8 · Roi noir sur case noire h8 · Pion noir sur case noire a7 · Pion noir sur case blanche b7 · Pion noir sur case blanche f7 · Fou noir sur case noire g7 · Pion noir sur case blanche h7 · Pion noir sur case blanche c6 · Cavalier noir sur case noire d6 · Dame blanche sur case blanche h5 · Pion noir sur case noire d4 · Pion blanc sur case blanche e4 · Cavalier blanc sur case noire c3 · Fou blanc sur case blanche d3 · Pion blanc sur case blanche h3 · Pion blanc sur case blanche a2 · Pion blanc sur case noire b2 · Pion blanc sur case blanche c2 · Pion blanc sur case blanche g2 · Tour blanche sur case noire a1 · Tour blanche sur case blanche f1 · Roi blanc sur case noire g1 | Tour noire sur case blanche a8 · Dame noire sur case blanche e8 · Tour noire sur case noire f8 · Roi noir sur case noire h8 · Pion noir sur case noire a7 · Pion noir sur case blanche b7 · Pion noir sur case blanche f7 · Fou noir sur case noire g7 · Pion noir sur case blanche h7 · Pion noir sur case blanche c6 · Cavalier noir sur case noire d6 · Dame blanche sur case blanche h5 · Pion noir sur case noire d4 · Pion blanc sur case blanche e4 · Cavalier blanc sur case noire c3 · Fou blanc sur case blanche d3 · Pion blanc sur case blanche h3 · Pion blanc sur case blanche a2 · Pion blanc sur case noire b2 · Pion blanc sur case blanche c2 · Pion blanc sur case blanche g2 · Tour blanche sur case noire a1 · Tour blanche sur case blanche f1 · Roi blanc sur case noire g1 | Tour noire sur case blanche a8 · Dame noire sur case blanche e8 · Tour noire sur case noire f8 · Roi noir sur case noire h8 · Pion noir sur case noire a7 · Pion noir sur case blanche b7 · Pion noir sur case blanche f7 · Fou noir sur case noire g7 · Pion noir sur case blanche h7 · Pion noir sur case blanche c6 · Cavalier noir sur case noire d6 · Dame blanche sur case blanche h5 · Pion noir sur case noire d4 · Pion blanc sur case blanche e4 · Cavalier blanc sur case noire c3 · Fou blanc sur case blanche d3 · Pion blanc sur case blanche h3 · Pion blanc sur case blanche a2 · Pion blanc sur case noire b2 · Pion blanc sur case blanche c2 · Pion blanc sur case blanche g2 · Tour blanche sur case noire a1 · Tour blanche sur case blanche f1 · Roi blanc sur case noire g1 | Tour noire sur case blanche a8 · Dame noire sur case blanche e8 · Tour noire sur case noire f8 · Roi noir sur case noire h8 · Pion noir sur case noire a7 · Pion noir sur case blanche b7 · Pion noir sur case blanche f7 · Fou noir sur case noire g7 · Pion noir sur case blanche h7 · Pion noir sur case blanche c6 · Cavalier noir sur case noire d6 · Dame blanche sur case blanche h5 · Pion noir sur case noire d4 · Pion blanc sur case blanche e4 · Cavalier blanc sur case noire c3 · Fou blanc sur case blanche d3 · Pion blanc sur case blanche h3 · Pion blanc sur case blanche a2 · Pion blanc sur case noire b2 · Pion blanc sur case blanche c2 · Pion blanc sur case blanche g2 · Tour blanche sur case noire a1 · Tour blanche sur case blanche f1 · Roi blanc sur case noire g1 | 7 |
| 6 | Tour noire sur case blanche a8 · Dame noire sur case blanche e8 · Tour noire sur case noire f8 · Roi noir sur case noire h8 · Pion noir sur case noire a7 · Pion noir sur case blanche b7 · Pion noir sur case blanche f7 · Fou noir sur case noire g7 · Pion noir sur case blanche h7 · Pion noir sur case blanche c6 · Cavalier noir sur case noire d6 · Dame blanche sur case blanche h5 · Pion noir sur case noire d4 · Pion blanc sur case blanche e4 · Cavalier blanc sur case noire c3 · Fou blanc sur case blanche d3 · Pion blanc sur case blanche h3 · Pion blanc sur case blanche a2 · Pion blanc sur case noire b2 · Pion blanc sur case blanche c2 · Pion blanc sur case blanche g2 · Tour blanche sur case noire a1 · Tour blanche sur case blanche f1 · Roi blanc sur case noire g1 | Tour noire sur case blanche a8 · Dame noire sur case blanche e8 · Tour noire sur case noire f8 · Roi noir sur case noire h8 · Pion noir sur case noire a7 · Pion noir sur case blanche b7 · Pion noir sur case blanche f7 · Fou noir sur case noire g7 · Pion noir sur case blanche h7 · Pion noir sur case blanche c6 · Cavalier noir sur case noire d6 · Dame blanche sur case blanche h5 · Pion noir sur case noire d4 · Pion blanc sur case blanche e4 · Cavalier blanc sur case noire c3 · Fou blanc sur case blanche d3 · Pion blanc sur case blanche h3 · Pion blanc sur case blanche a2 · Pion blanc sur case noire b2 · Pion blanc sur case blanche c2 · Pion blanc sur case blanche g2 · Tour blanche sur case noire a1 · Tour blanche sur case blanche f1 · Roi blanc sur case noire g1 | Tour noire sur case blanche a8 · Dame noire sur case blanche e8 · Tour noire sur case noire f8 · Roi noir sur case noire h8 · Pion noir sur case noire a7 · Pion noir sur case blanche b7 · Pion noir sur case blanche f7 · Fou noir sur case noire g7 · Pion noir sur case blanche h7 · Pion noir sur case blanche c6 · Cavalier noir sur case noire d6 · Dame blanche sur case blanche h5 · Pion noir sur case noire d4 · Pion blanc sur case blanche e4 · Cavalier blanc sur case noire c3 · Fou blanc sur case blanche d3 · Pion blanc sur case blanche h3 · Pion blanc sur case blanche a2 · Pion blanc sur case noire b2 · Pion blanc sur case blanche c2 · Pion blanc sur case blanche g2 · Tour blanche sur case noire a1 · Tour blanche sur case blanche f1 · Roi blanc sur case noire g1 | Tour noire sur case blanche a8 · Dame noire sur case blanche e8 · Tour noire sur case noire f8 · Roi noir sur case noire h8 · Pion noir sur case noire a7 · Pion noir sur case blanche b7 · Pion noir sur case blanche f7 · Fou noir sur case noire g7 · Pion noir sur case blanche h7 · Pion noir sur case blanche c6 · Cavalier noir sur case noire d6 · Dame blanche sur case blanche h5 · Pion noir sur case noire d4 · Pion blanc sur case blanche e4 · Cavalier blanc sur case noire c3 · Fou blanc sur case blanche d3 · Pion blanc sur case blanche h3 · Pion blanc sur case blanche a2 · Pion blanc sur case noire b2 · Pion blanc sur case blanche c2 · Pion blanc sur case blanche g2 · Tour blanche sur case noire a1 · Tour blanche sur case blanche f1 · Roi blanc sur case noire g1 | Tour noire sur case blanche a8 · Dame noire sur case blanche e8 · Tour noire sur case noire f8 · Roi noir sur case noire h8 · Pion noir sur case noire a7 · Pion noir sur case blanche b7 · Pion noir sur case blanche f7 · Fou noir sur case noire g7 · Pion noir sur case blanche h7 · Pion noir sur case blanche c6 · Cavalier noir sur case noire d6 · Dame blanche sur case blanche h5 · Pion noir sur case noire d4 · Pion blanc sur case blanche e4 · Cavalier blanc sur case noire c3 · Fou blanc sur case blanche d3 · Pion blanc sur case blanche h3 · Pion blanc sur case blanche a2 · Pion blanc sur case noire b2 · Pion blanc sur case blanche c2 · Pion blanc sur case blanche g2 · Tour blanche sur case noire a1 · Tour blanche sur case blanche f1 · Roi blanc sur case noire g1 | Tour noire sur case blanche a8 · Dame noire sur case blanche e8 · Tour noire sur case noire f8 · Roi noir sur case noire h8 · Pion noir sur case noire a7 · Pion noir sur case blanche b7 · Pion noir sur case blanche f7 · Fou noir sur case noire g7 · Pion noir sur case blanche h7 · Pion noir sur case blanche c6 · Cavalier noir sur case noire d6 · Dame blanche sur case blanche h5 · Pion noir sur case noire d4 · Pion blanc sur case blanche e4 · Cavalier blanc sur case noire c3 · Fou blanc sur case blanche d3 · Pion blanc sur case blanche h3 · Pion blanc sur case blanche a2 · Pion blanc sur case noire b2 · Pion blanc sur case blanche c2 · Pion blanc sur case blanche g2 · Tour blanche sur case noire a1 · Tour blanche sur case blanche f1 · Roi blanc sur case noire g1 | Tour noire sur case blanche a8 · Dame noire sur case blanche e8 · Tour noire sur case noire f8 · Roi noir sur case noire h8 · Pion noir sur case noire a7 · Pion noir sur case blanche b7 · Pion noir sur case blanche f7 · Fou noir sur case noire g7 · Pion noir sur case blanche h7 · Pion noir sur case blanche c6 · Cavalier noir sur case noire d6 · Dame blanche sur case blanche h5 · Pion noir sur case noire d4 · Pion blanc sur case blanche e4 · Cavalier blanc sur case noire c3 · Fou blanc sur case blanche d3 · Pion blanc sur case blanche h3 · Pion blanc sur case blanche a2 · Pion blanc sur case noire b2 · Pion blanc sur case blanche c2 · Pion blanc sur case blanche g2 · Tour blanche sur case noire a1 · Tour blanche sur case blanche f1 · Roi blanc sur case noire g1 | Tour noire sur case blanche a8 · Dame noire sur case blanche e8 · Tour noire sur case noire f8 · Roi noir sur case noire h8 · Pion noir sur case noire a7 · Pion noir sur case blanche b7 · Pion noir sur case blanche f7 · Fou noir sur case noire g7 · Pion noir sur case blanche h7 · Pion noir sur case blanche c6 · Cavalier noir sur case noire d6 · Dame blanche sur case blanche h5 · Pion noir sur case noire d4 · Pion blanc sur case blanche e4 · Cavalier blanc sur case noire c3 · Fou blanc sur case blanche d3 · Pion blanc sur case blanche h3 · Pion blanc sur case blanche a2 · Pion blanc sur case noire b2 · Pion blanc sur case blanche c2 · Pion blanc sur case blanche g2 · Tour blanche sur case noire a1 · Tour blanche sur case blanche f1 · Roi blanc sur case noire g1 | 6 |
| 5 | Tour noire sur case blanche a8 · Dame noire sur case blanche e8 · Tour noire sur case noire f8 · Roi noir sur case noire h8 · Pion noir sur case noire a7 · Pion noir sur case blanche b7 · Pion noir sur case blanche f7 · Fou noir sur case noire g7 · Pion noir sur case blanche h7 · Pion noir sur case blanche c6 · Cavalier noir sur case noire d6 · Dame blanche sur case blanche h5 · Pion noir sur case noire d4 · Pion blanc sur case blanche e4 · Cavalier blanc sur case noire c3 · Fou blanc sur case blanche d3 · Pion blanc sur case blanche h3 · Pion blanc sur case blanche a2 · Pion blanc sur case noire b2 · Pion blanc sur case blanche c2 · Pion blanc sur case blanche g2 · Tour blanche sur case noire a1 · Tour blanche sur case blanche f1 · Roi blanc sur case noire g1 | Tour noire sur case blanche a8 · Dame noire sur case blanche e8 · Tour noire sur case noire f8 · Roi noir sur case noire h8 · Pion noir sur case noire a7 · Pion noir sur case blanche b7 · Pion noir sur case blanche f7 · Fou noir sur case noire g7 · Pion noir sur case blanche h7 · Pion noir sur case blanche c6 · Cavalier noir sur case noire d6 · Dame blanche sur case blanche h5 · Pion noir sur case noire d4 · Pion blanc sur case blanche e4 · Cavalier blanc sur case noire c3 · Fou blanc sur case blanche d3 · Pion blanc sur case blanche h3 · Pion blanc sur case blanche a2 · Pion blanc sur case noire b2 · Pion blanc sur case blanche c2 · Pion blanc sur case blanche g2 · Tour blanche sur case noire a1 · Tour blanche sur case blanche f1 · Roi blanc sur case noire g1 | Tour noire sur case blanche a8 · Dame noire sur case blanche e8 · Tour noire sur case noire f8 · Roi noir sur case noire h8 · Pion noir sur case noire a7 · Pion noir sur case blanche b7 · Pion noir sur case blanche f7 · Fou noir sur case noire g7 · Pion noir sur case blanche h7 · Pion noir sur case blanche c6 · Cavalier noir sur case noire d6 · Dame blanche sur case blanche h5 · Pion noir sur case noire d4 · Pion blanc sur case blanche e4 · Cavalier blanc sur case noire c3 · Fou blanc sur case blanche d3 · Pion blanc sur case blanche h3 · Pion blanc sur case blanche a2 · Pion blanc sur case noire b2 · Pion blanc sur case blanche c2 · Pion blanc sur case blanche g2 · Tour blanche sur case noire a1 · Tour blanche sur case blanche f1 · Roi blanc sur case noire g1 | Tour noire sur case blanche a8 · Dame noire sur case blanche e8 · Tour noire sur case noire f8 · Roi noir sur case noire h8 · Pion noir sur case noire a7 · Pion noir sur case blanche b7 · Pion noir sur case blanche f7 · Fou noir sur case noire g7 · Pion noir sur case blanche h7 · Pion noir sur case blanche c6 · Cavalier noir sur case noire d6 · Dame blanche sur case blanche h5 · Pion noir sur case noire d4 · Pion blanc sur case blanche e4 · Cavalier blanc sur case noire c3 · Fou blanc sur case blanche d3 · Pion blanc sur case blanche h3 · Pion blanc sur case blanche a2 · Pion blanc sur case noire b2 · Pion blanc sur case blanche c2 · Pion blanc sur case blanche g2 · Tour blanche sur case noire a1 · Tour blanche sur case blanche f1 · Roi blanc sur case noire g1 | Tour noire sur case blanche a8 · Dame noire sur case blanche e8 · Tour noire sur case noire f8 · Roi noir sur case noire h8 · Pion noir sur case noire a7 · Pion noir sur case blanche b7 · Pion noir sur case blanche f7 · Fou noir sur case noire g7 · Pion noir sur case blanche h7 · Pion noir sur case blanche c6 · Cavalier noir sur case noire d6 · Dame blanche sur case blanche h5 · Pion noir sur case noire d4 · Pion blanc sur case blanche e4 · Cavalier blanc sur case noire c3 · Fou blanc sur case blanche d3 · Pion blanc sur case blanche h3 · Pion blanc sur case blanche a2 · Pion blanc sur case noire b2 · Pion blanc sur case blanche c2 · Pion blanc sur case blanche g2 · Tour blanche sur case noire a1 · Tour blanche sur case blanche f1 · Roi blanc sur case noire g1 | Tour noire sur case blanche a8 · Dame noire sur case blanche e8 · Tour noire sur case noire f8 · Roi noir sur case noire h8 · Pion noir sur case noire a7 · Pion noir sur case blanche b7 · Pion noir sur case blanche f7 · Fou noir sur case noire g7 · Pion noir sur case blanche h7 · Pion noir sur case blanche c6 · Cavalier noir sur case noire d6 · Dame blanche sur case blanche h5 · Pion noir sur case noire d4 · Pion blanc sur case blanche e4 · Cavalier blanc sur case noire c3 · Fou blanc sur case blanche d3 · Pion blanc sur case blanche h3 · Pion blanc sur case blanche a2 · Pion blanc sur case noire b2 · Pion blanc sur case blanche c2 · Pion blanc sur case blanche g2 · Tour blanche sur case noire a1 · Tour blanche sur case blanche f1 · Roi blanc sur case noire g1 | Tour noire sur case blanche a8 · Dame noire sur case blanche e8 · Tour noire sur case noire f8 · Roi noir sur case noire h8 · Pion noir sur case noire a7 · Pion noir sur case blanche b7 · Pion noir sur case blanche f7 · Fou noir sur case noire g7 · Pion noir sur case blanche h7 · Pion noir sur case blanche c6 · Cavalier noir sur case noire d6 · Dame blanche sur case blanche h5 · Pion noir sur case noire d4 · Pion blanc sur case blanche e4 · Cavalier blanc sur case noire c3 · Fou blanc sur case blanche d3 · Pion blanc sur case blanche h3 · Pion blanc sur case blanche a2 · Pion blanc sur case noire b2 · Pion blanc sur case blanche c2 · Pion blanc sur case blanche g2 · Tour blanche sur case noire a1 · Tour blanche sur case blanche f1 · Roi blanc sur case noire g1 | Tour noire sur case blanche a8 · Dame noire sur case blanche e8 · Tour noire sur case noire f8 · Roi noir sur case noire h8 · Pion noir sur case noire a7 · Pion noir sur case blanche b7 · Pion noir sur case blanche f7 · Fou noir sur case noire g7 · Pion noir sur case blanche h7 · Pion noir sur case blanche c6 · Cavalier noir sur case noire d6 · Dame blanche sur case blanche h5 · Pion noir sur case noire d4 · Pion blanc sur case blanche e4 · Cavalier blanc sur case noire c3 · Fou blanc sur case blanche d3 · Pion blanc sur case blanche h3 · Pion blanc sur case blanche a2 · Pion blanc sur case noire b2 · Pion blanc sur case blanche c2 · Pion blanc sur case blanche g2 · Tour blanche sur case noire a1 · Tour blanche sur case blanche f1 · Roi blanc sur case noire g1 | 5 |
| 4 | Tour noire sur case blanche a8 · Dame noire sur case blanche e8 · Tour noire sur case noire f8 · Roi noir sur case noire h8 · Pion noir sur case noire a7 · Pion noir sur case blanche b7 · Pion noir sur case blanche f7 · Fou noir sur case noire g7 · Pion noir sur case blanche h7 · Pion noir sur case blanche c6 · Cavalier noir sur case noire d6 · Dame blanche sur case blanche h5 · Pion noir sur case noire d4 · Pion blanc sur case blanche e4 · Cavalier blanc sur case noire c3 · Fou blanc sur case blanche d3 · Pion blanc sur case blanche h3 · Pion blanc sur case blanche a2 · Pion blanc sur case noire b2 · Pion blanc sur case blanche c2 · Pion blanc sur case blanche g2 · Tour blanche sur case noire a1 · Tour blanche sur case blanche f1 · Roi blanc sur case noire g1 | Tour noire sur case blanche a8 · Dame noire sur case blanche e8 · Tour noire sur case noire f8 · Roi noir sur case noire h8 · Pion noir sur case noire a7 · Pion noir sur case blanche b7 · Pion noir sur case blanche f7 · Fou noir sur case noire g7 · Pion noir sur case blanche h7 · Pion noir sur case blanche c6 · Cavalier noir sur case noire d6 · Dame blanche sur case blanche h5 · Pion noir sur case noire d4 · Pion blanc sur case blanche e4 · Cavalier blanc sur case noire c3 · Fou blanc sur case blanche d3 · Pion blanc sur case blanche h3 · Pion blanc sur case blanche a2 · Pion blanc sur case noire b2 · Pion blanc sur case blanche c2 · Pion blanc sur case blanche g2 · Tour blanche sur case noire a1 · Tour blanche sur case blanche f1 · Roi blanc sur case noire g1 | Tour noire sur case blanche a8 · Dame noire sur case blanche e8 · Tour noire sur case noire f8 · Roi noir sur case noire h8 · Pion noir sur case noire a7 · Pion noir sur case blanche b7 · Pion noir sur case blanche f7 · Fou noir sur case noire g7 · Pion noir sur case blanche h7 · Pion noir sur case blanche c6 · Cavalier noir sur case noire d6 · Dame blanche sur case blanche h5 · Pion noir sur case noire d4 · Pion blanc sur case blanche e4 · Cavalier blanc sur case noire c3 · Fou blanc sur case blanche d3 · Pion blanc sur case blanche h3 · Pion blanc sur case blanche a2 · Pion blanc sur case noire b2 · Pion blanc sur case blanche c2 · Pion blanc sur case blanche g2 · Tour blanche sur case noire a1 · Tour blanche sur case blanche f1 · Roi blanc sur case noire g1 | Tour noire sur case blanche a8 · Dame noire sur case blanche e8 · Tour noire sur case noire f8 · Roi noir sur case noire h8 · Pion noir sur case noire a7 · Pion noir sur case blanche b7 · Pion noir sur case blanche f7 · Fou noir sur case noire g7 · Pion noir sur case blanche h7 · Pion noir sur case blanche c6 · Cavalier noir sur case noire d6 · Dame blanche sur case blanche h5 · Pion noir sur case noire d4 · Pion blanc sur case blanche e4 · Cavalier blanc sur case noire c3 · Fou blanc sur case blanche d3 · Pion blanc sur case blanche h3 · Pion blanc sur case blanche a2 · Pion blanc sur case noire b2 · Pion blanc sur case blanche c2 · Pion blanc sur case blanche g2 · Tour blanche sur case noire a1 · Tour blanche sur case blanche f1 · Roi blanc sur case noire g1 | Tour noire sur case blanche a8 · Dame noire sur case blanche e8 · Tour noire sur case noire f8 · Roi noir sur case noire h8 · Pion noir sur case noire a7 · Pion noir sur case blanche b7 · Pion noir sur case blanche f7 · Fou noir sur case noire g7 · Pion noir sur case blanche h7 · Pion noir sur case blanche c6 · Cavalier noir sur case noire d6 · Dame blanche sur case blanche h5 · Pion noir sur case noire d4 · Pion blanc sur case blanche e4 · Cavalier blanc sur case noire c3 · Fou blanc sur case blanche d3 · Pion blanc sur case blanche h3 · Pion blanc sur case blanche a2 · Pion blanc sur case noire b2 · Pion blanc sur case blanche c2 · Pion blanc sur case blanche g2 · Tour blanche sur case noire a1 · Tour blanche sur case blanche f1 · Roi blanc sur case noire g1 | Tour noire sur case blanche a8 · Dame noire sur case blanche e8 · Tour noire sur case noire f8 · Roi noir sur case noire h8 · Pion noir sur case noire a7 · Pion noir sur case blanche b7 · Pion noir sur case blanche f7 · Fou noir sur case noire g7 · Pion noir sur case blanche h7 · Pion noir sur case blanche c6 · Cavalier noir sur case noire d6 · Dame blanche sur case blanche h5 · Pion noir sur case noire d4 · Pion blanc sur case blanche e4 · Cavalier blanc sur case noire c3 · Fou blanc sur case blanche d3 · Pion blanc sur case blanche h3 · Pion blanc sur case blanche a2 · Pion blanc sur case noire b2 · Pion blanc sur case blanche c2 · Pion blanc sur case blanche g2 · Tour blanche sur case noire a1 · Tour blanche sur case blanche f1 · Roi blanc sur case noire g1 | Tour noire sur case blanche a8 · Dame noire sur case blanche e8 · Tour noire sur case noire f8 · Roi noir sur case noire h8 · Pion noir sur case noire a7 · Pion noir sur case blanche b7 · Pion noir sur case blanche f7 · Fou noir sur case noire g7 · Pion noir sur case blanche h7 · Pion noir sur case blanche c6 · Cavalier noir sur case noire d6 · Dame blanche sur case blanche h5 · Pion noir sur case noire d4 · Pion blanc sur case blanche e4 · Cavalier blanc sur case noire c3 · Fou blanc sur case blanche d3 · Pion blanc sur case blanche h3 · Pion blanc sur case blanche a2 · Pion blanc sur case noire b2 · Pion blanc sur case blanche c2 · Pion blanc sur case blanche g2 · Tour blanche sur case noire a1 · Tour blanche sur case blanche f1 · Roi blanc sur case noire g1 | Tour noire sur case blanche a8 · Dame noire sur case blanche e8 · Tour noire sur case noire f8 · Roi noir sur case noire h8 · Pion noir sur case noire a7 · Pion noir sur case blanche b7 · Pion noir sur case blanche f7 · Fou noir sur case noire g7 · Pion noir sur case blanche h7 · Pion noir sur case blanche c6 · Cavalier noir sur case noire d6 · Dame blanche sur case blanche h5 · Pion noir sur case noire d4 · Pion blanc sur case blanche e4 · Cavalier blanc sur case noire c3 · Fou blanc sur case blanche d3 · Pion blanc sur case blanche h3 · Pion blanc sur case blanche a2 · Pion blanc sur case noire b2 · Pion blanc sur case blanche c2 · Pion blanc sur case blanche g2 · Tour blanche sur case noire a1 · Tour blanche sur case blanche f1 · Roi blanc sur case noire g1 | 4 |
| 3 | Tour noire sur case blanche a8 · Dame noire sur case blanche e8 · Tour noire sur case noire f8 · Roi noir sur case noire h8 · Pion noir sur case noire a7 · Pion noir sur case blanche b7 · Pion noir sur case blanche f7 · Fou noir sur case noire g7 · Pion noir sur case blanche h7 · Pion noir sur case blanche c6 · Cavalier noir sur case noire d6 · Dame blanche sur case blanche h5 · Pion noir sur case noire d4 · Pion blanc sur case blanche e4 · Cavalier blanc sur case noire c3 · Fou blanc sur case blanche d3 · Pion blanc sur case blanche h3 · Pion blanc sur case blanche a2 · Pion blanc sur case noire b2 · Pion blanc sur case blanche c2 · Pion blanc sur case blanche g2 · Tour blanche sur case noire a1 · Tour blanche sur case blanche f1 · Roi blanc sur case noire g1 | Tour noire sur case blanche a8 · Dame noire sur case blanche e8 · Tour noire sur case noire f8 · Roi noir sur case noire h8 · Pion noir sur case noire a7 · Pion noir sur case blanche b7 · Pion noir sur case blanche f7 · Fou noir sur case noire g7 · Pion noir sur case blanche h7 · Pion noir sur case blanche c6 · Cavalier noir sur case noire d6 · Dame blanche sur case blanche h5 · Pion noir sur case noire d4 · Pion blanc sur case blanche e4 · Cavalier blanc sur case noire c3 · Fou blanc sur case blanche d3 · Pion blanc sur case blanche h3 · Pion blanc sur case blanche a2 · Pion blanc sur case noire b2 · Pion blanc sur case blanche c2 · Pion blanc sur case blanche g2 · Tour blanche sur case noire a1 · Tour blanche sur case blanche f1 · Roi blanc sur case noire g1 | Tour noire sur case blanche a8 · Dame noire sur case blanche e8 · Tour noire sur case noire f8 · Roi noir sur case noire h8 · Pion noir sur case noire a7 · Pion noir sur case blanche b7 · Pion noir sur case blanche f7 · Fou noir sur case noire g7 · Pion noir sur case blanche h7 · Pion noir sur case blanche c6 · Cavalier noir sur case noire d6 · Dame blanche sur case blanche h5 · Pion noir sur case noire d4 · Pion blanc sur case blanche e4 · Cavalier blanc sur case noire c3 · Fou blanc sur case blanche d3 · Pion blanc sur case blanche h3 · Pion blanc sur case blanche a2 · Pion blanc sur case noire b2 · Pion blanc sur case blanche c2 · Pion blanc sur case blanche g2 · Tour blanche sur case noire a1 · Tour blanche sur case blanche f1 · Roi blanc sur case noire g1 | Tour noire sur case blanche a8 · Dame noire sur case blanche e8 · Tour noire sur case noire f8 · Roi noir sur case noire h8 · Pion noir sur case noire a7 · Pion noir sur case blanche b7 · Pion noir sur case blanche f7 · Fou noir sur case noire g7 · Pion noir sur case blanche h7 · Pion noir sur case blanche c6 · Cavalier noir sur case noire d6 · Dame blanche sur case blanche h5 · Pion noir sur case noire d4 · Pion blanc sur case blanche e4 · Cavalier blanc sur case noire c3 · Fou blanc sur case blanche d3 · Pion blanc sur case blanche h3 · Pion blanc sur case blanche a2 · Pion blanc sur case noire b2 · Pion blanc sur case blanche c2 · Pion blanc sur case blanche g2 · Tour blanche sur case noire a1 · Tour blanche sur case blanche f1 · Roi blanc sur case noire g1 | Tour noire sur case blanche a8 · Dame noire sur case blanche e8 · Tour noire sur case noire f8 · Roi noir sur case noire h8 · Pion noir sur case noire a7 · Pion noir sur case blanche b7 · Pion noir sur case blanche f7 · Fou noir sur case noire g7 · Pion noir sur case blanche h7 · Pion noir sur case blanche c6 · Cavalier noir sur case noire d6 · Dame blanche sur case blanche h5 · Pion noir sur case noire d4 · Pion blanc sur case blanche e4 · Cavalier blanc sur case noire c3 · Fou blanc sur case blanche d3 · Pion blanc sur case blanche h3 · Pion blanc sur case blanche a2 · Pion blanc sur case noire b2 · Pion blanc sur case blanche c2 · Pion blanc sur case blanche g2 · Tour blanche sur case noire a1 · Tour blanche sur case blanche f1 · Roi blanc sur case noire g1 | Tour noire sur case blanche a8 · Dame noire sur case blanche e8 · Tour noire sur case noire f8 · Roi noir sur case noire h8 · Pion noir sur case noire a7 · Pion noir sur case blanche b7 · Pion noir sur case blanche f7 · Fou noir sur case noire g7 · Pion noir sur case blanche h7 · Pion noir sur case blanche c6 · Cavalier noir sur case noire d6 · Dame blanche sur case blanche h5 · Pion noir sur case noire d4 · Pion blanc sur case blanche e4 · Cavalier blanc sur case noire c3 · Fou blanc sur case blanche d3 · Pion blanc sur case blanche h3 · Pion blanc sur case blanche a2 · Pion blanc sur case noire b2 · Pion blanc sur case blanche c2 · Pion blanc sur case blanche g2 · Tour blanche sur case noire a1 · Tour blanche sur case blanche f1 · Roi blanc sur case noire g1 | Tour noire sur case blanche a8 · Dame noire sur case blanche e8 · Tour noire sur case noire f8 · Roi noir sur case noire h8 · Pion noir sur case noire a7 · Pion noir sur case blanche b7 · Pion noir sur case blanche f7 · Fou noir sur case noire g7 · Pion noir sur case blanche h7 · Pion noir sur case blanche c6 · Cavalier noir sur case noire d6 · Dame blanche sur case blanche h5 · Pion noir sur case noire d4 · Pion blanc sur case blanche e4 · Cavalier blanc sur case noire c3 · Fou blanc sur case blanche d3 · Pion blanc sur case blanche h3 · Pion blanc sur case blanche a2 · Pion blanc sur case noire b2 · Pion blanc sur case blanche c2 · Pion blanc sur case blanche g2 · Tour blanche sur case noire a1 · Tour blanche sur case blanche f1 · Roi blanc sur case noire g1 | Tour noire sur case blanche a8 · Dame noire sur case blanche e8 · Tour noire sur case noire f8 · Roi noir sur case noire h8 · Pion noir sur case noire a7 · Pion noir sur case blanche b7 · Pion noir sur case blanche f7 · Fou noir sur case noire g7 · Pion noir sur case blanche h7 · Pion noir sur case blanche c6 · Cavalier noir sur case noire d6 · Dame blanche sur case blanche h5 · Pion noir sur case noire d4 · Pion blanc sur case blanche e4 · Cavalier blanc sur case noire c3 · Fou blanc sur case blanche d3 · Pion blanc sur case blanche h3 · Pion blanc sur case blanche a2 · Pion blanc sur case noire b2 · Pion blanc sur case blanche c2 · Pion blanc sur case blanche g2 · Tour blanche sur case noire a1 · Tour blanche sur case blanche f1 · Roi blanc sur case noire g1 | 3 |
| 2 | Tour noire sur case blanche a8 · Dame noire sur case blanche e8 · Tour noire sur case noire f8 · Roi noir sur case noire h8 · Pion noir sur case noire a7 · Pion noir sur case blanche b7 · Pion noir sur case blanche f7 · Fou noir sur case noire g7 · Pion noir sur case blanche h7 · Pion noir sur case blanche c6 · Cavalier noir sur case noire d6 · Dame blanche sur case blanche h5 · Pion noir sur case noire d4 · Pion blanc sur case blanche e4 · Cavalier blanc sur case noire c3 · Fou blanc sur case blanche d3 · Pion blanc sur case blanche h3 · Pion blanc sur case blanche a2 · Pion blanc sur case noire b2 · Pion blanc sur case blanche c2 · Pion blanc sur case blanche g2 · Tour blanche sur case noire a1 · Tour blanche sur case blanche f1 · Roi blanc sur case noire g1 | Tour noire sur case blanche a8 · Dame noire sur case blanche e8 · Tour noire sur case noire f8 · Roi noir sur case noire h8 · Pion noir sur case noire a7 · Pion noir sur case blanche b7 · Pion noir sur case blanche f7 · Fou noir sur case noire g7 · Pion noir sur case blanche h7 · Pion noir sur case blanche c6 · Cavalier noir sur case noire d6 · Dame blanche sur case blanche h5 · Pion noir sur case noire d4 · Pion blanc sur case blanche e4 · Cavalier blanc sur case noire c3 · Fou blanc sur case blanche d3 · Pion blanc sur case blanche h3 · Pion blanc sur case blanche a2 · Pion blanc sur case noire b2 · Pion blanc sur case blanche c2 · Pion blanc sur case blanche g2 · Tour blanche sur case noire a1 · Tour blanche sur case blanche f1 · Roi blanc sur case noire g1 | Tour noire sur case blanche a8 · Dame noire sur case blanche e8 · Tour noire sur case noire f8 · Roi noir sur case noire h8 · Pion noir sur case noire a7 · Pion noir sur case blanche b7 · Pion noir sur case blanche f7 · Fou noir sur case noire g7 · Pion noir sur case blanche h7 · Pion noir sur case blanche c6 · Cavalier noir sur case noire d6 · Dame blanche sur case blanche h5 · Pion noir sur case noire d4 · Pion blanc sur case blanche e4 · Cavalier blanc sur case noire c3 · Fou blanc sur case blanche d3 · Pion blanc sur case blanche h3 · Pion blanc sur case blanche a2 · Pion blanc sur case noire b2 · Pion blanc sur case blanche c2 · Pion blanc sur case blanche g2 · Tour blanche sur case noire a1 · Tour blanche sur case blanche f1 · Roi blanc sur case noire g1 | Tour noire sur case blanche a8 · Dame noire sur case blanche e8 · Tour noire sur case noire f8 · Roi noir sur case noire h8 · Pion noir sur case noire a7 · Pion noir sur case blanche b7 · Pion noir sur case blanche f7 · Fou noir sur case noire g7 · Pion noir sur case blanche h7 · Pion noir sur case blanche c6 · Cavalier noir sur case noire d6 · Dame blanche sur case blanche h5 · Pion noir sur case noire d4 · Pion blanc sur case blanche e4 · Cavalier blanc sur case noire c3 · Fou blanc sur case blanche d3 · Pion blanc sur case blanche h3 · Pion blanc sur case blanche a2 · Pion blanc sur case noire b2 · Pion blanc sur case blanche c2 · Pion blanc sur case blanche g2 · Tour blanche sur case noire a1 · Tour blanche sur case blanche f1 · Roi blanc sur case noire g1 | Tour noire sur case blanche a8 · Dame noire sur case blanche e8 · Tour noire sur case noire f8 · Roi noir sur case noire h8 · Pion noir sur case noire a7 · Pion noir sur case blanche b7 · Pion noir sur case blanche f7 · Fou noir sur case noire g7 · Pion noir sur case blanche h7 · Pion noir sur case blanche c6 · Cavalier noir sur case noire d6 · Dame blanche sur case blanche h5 · Pion noir sur case noire d4 · Pion blanc sur case blanche e4 · Cavalier blanc sur case noire c3 · Fou blanc sur case blanche d3 · Pion blanc sur case blanche h3 · Pion blanc sur case blanche a2 · Pion blanc sur case noire b2 · Pion blanc sur case blanche c2 · Pion blanc sur case blanche g2 · Tour blanche sur case noire a1 · Tour blanche sur case blanche f1 · Roi blanc sur case noire g1 | Tour noire sur case blanche a8 · Dame noire sur case blanche e8 · Tour noire sur case noire f8 · Roi noir sur case noire h8 · Pion noir sur case noire a7 · Pion noir sur case blanche b7 · Pion noir sur case blanche f7 · Fou noir sur case noire g7 · Pion noir sur case blanche h7 · Pion noir sur case blanche c6 · Cavalier noir sur case noire d6 · Dame blanche sur case blanche h5 · Pion noir sur case noire d4 · Pion blanc sur case blanche e4 · Cavalier blanc sur case noire c3 · Fou blanc sur case blanche d3 · Pion blanc sur case blanche h3 · Pion blanc sur case blanche a2 · Pion blanc sur case noire b2 · Pion blanc sur case blanche c2 · Pion blanc sur case blanche g2 · Tour blanche sur case noire a1 · Tour blanche sur case blanche f1 · Roi blanc sur case noire g1 | Tour noire sur case blanche a8 · Dame noire sur case blanche e8 · Tour noire sur case noire f8 · Roi noir sur case noire h8 · Pion noir sur case noire a7 · Pion noir sur case blanche b7 · Pion noir sur case blanche f7 · Fou noir sur case noire g7 · Pion noir sur case blanche h7 · Pion noir sur case blanche c6 · Cavalier noir sur case noire d6 · Dame blanche sur case blanche h5 · Pion noir sur case noire d4 · Pion blanc sur case blanche e4 · Cavalier blanc sur case noire c3 · Fou blanc sur case blanche d3 · Pion blanc sur case blanche h3 · Pion blanc sur case blanche a2 · Pion blanc sur case noire b2 · Pion blanc sur case blanche c2 · Pion blanc sur case blanche g2 · Tour blanche sur case noire a1 · Tour blanche sur case blanche f1 · Roi blanc sur case noire g1 | Tour noire sur case blanche a8 · Dame noire sur case blanche e8 · Tour noire sur case noire f8 · Roi noir sur case noire h8 · Pion noir sur case noire a7 · Pion noir sur case blanche b7 · Pion noir sur case blanche f7 · Fou noir sur case noire g7 · Pion noir sur case blanche h7 · Pion noir sur case blanche c6 · Cavalier noir sur case noire d6 · Dame blanche sur case blanche h5 · Pion noir sur case noire d4 · Pion blanc sur case blanche e4 · Cavalier blanc sur case noire c3 · Fou blanc sur case blanche d3 · Pion blanc sur case blanche h3 · Pion blanc sur case blanche a2 · Pion blanc sur case noire b2 · Pion blanc sur case blanche c2 · Pion blanc sur case blanche g2 · Tour blanche sur case noire a1 · Tour blanche sur case blanche f1 · Roi blanc sur case noire g1 | 2 |
| 1 | Tour noire sur case blanche a8 · Dame noire sur case blanche e8 · Tour noire sur case noire f8 · Roi noir sur case noire h8 · Pion noir sur case noire a7 · Pion noir sur case blanche b7 · Pion noir sur case blanche f7 · Fou noir sur case noire g7 · Pion noir sur case blanche h7 · Pion noir sur case blanche c6 · Cavalier noir sur case noire d6 · Dame blanche sur case blanche h5 · Pion noir sur case noire d4 · Pion blanc sur case blanche e4 · Cavalier blanc sur case noire c3 · Fou blanc sur case blanche d3 · Pion blanc sur case blanche h3 · Pion blanc sur case blanche a2 · Pion blanc sur case noire b2 · Pion blanc sur case blanche c2 · Pion blanc sur case blanche g2 · Tour blanche sur case noire a1 · Tour blanche sur case blanche f1 · Roi blanc sur case noire g1 | Tour noire sur case blanche a8 · Dame noire sur case blanche e8 · Tour noire sur case noire f8 · Roi noir sur case noire h8 · Pion noir sur case noire a7 · Pion noir sur case blanche b7 · Pion noir sur case blanche f7 · Fou noir sur case noire g7 · Pion noir sur case blanche h7 · Pion noir sur case blanche c6 · Cavalier noir sur case noire d6 · Dame blanche sur case blanche h5 · Pion noir sur case noire d4 · Pion blanc sur case blanche e4 · Cavalier blanc sur case noire c3 · Fou blanc sur case blanche d3 · Pion blanc sur case blanche h3 · Pion blanc sur case blanche a2 · Pion blanc sur case noire b2 · Pion blanc sur case blanche c2 · Pion blanc sur case blanche g2 · Tour blanche sur case noire a1 · Tour blanche sur case blanche f1 · Roi blanc sur case noire g1 | Tour noire sur case blanche a8 · Dame noire sur case blanche e8 · Tour noire sur case noire f8 · Roi noir sur case noire h8 · Pion noir sur case noire a7 · Pion noir sur case blanche b7 · Pion noir sur case blanche f7 · Fou noir sur case noire g7 · Pion noir sur case blanche h7 · Pion noir sur case blanche c6 · Cavalier noir sur case noire d6 · Dame blanche sur case blanche h5 · Pion noir sur case noire d4 · Pion blanc sur case blanche e4 · Cavalier blanc sur case noire c3 · Fou blanc sur case blanche d3 · Pion blanc sur case blanche h3 · Pion blanc sur case blanche a2 · Pion blanc sur case noire b2 · Pion blanc sur case blanche c2 · Pion blanc sur case blanche g2 · Tour blanche sur case noire a1 · Tour blanche sur case blanche f1 · Roi blanc sur case noire g1 | Tour noire sur case blanche a8 · Dame noire sur case blanche e8 · Tour noire sur case noire f8 · Roi noir sur case noire h8 · Pion noir sur case noire a7 · Pion noir sur case blanche b7 · Pion noir sur case blanche f7 · Fou noir sur case noire g7 · Pion noir sur case blanche h7 · Pion noir sur case blanche c6 · Cavalier noir sur case noire d6 · Dame blanche sur case blanche h5 · Pion noir sur case noire d4 · Pion blanc sur case blanche e4 · Cavalier blanc sur case noire c3 · Fou blanc sur case blanche d3 · Pion blanc sur case blanche h3 · Pion blanc sur case blanche a2 · Pion blanc sur case noire b2 · Pion blanc sur case blanche c2 · Pion blanc sur case blanche g2 · Tour blanche sur case noire a1 · Tour blanche sur case blanche f1 · Roi blanc sur case noire g1 | Tour noire sur case blanche a8 · Dame noire sur case blanche e8 · Tour noire sur case noire f8 · Roi noir sur case noire h8 · Pion noir sur case noire a7 · Pion noir sur case blanche b7 · Pion noir sur case blanche f7 · Fou noir sur case noire g7 · Pion noir sur case blanche h7 · Pion noir sur case blanche c6 · Cavalier noir sur case noire d6 · Dame blanche sur case blanche h5 · Pion noir sur case noire d4 · Pion blanc sur case blanche e4 · Cavalier blanc sur case noire c3 · Fou blanc sur case blanche d3 · Pion blanc sur case blanche h3 · Pion blanc sur case blanche a2 · Pion blanc sur case noire b2 · Pion blanc sur case blanche c2 · Pion blanc sur case blanche g2 · Tour blanche sur case noire a1 · Tour blanche sur case blanche f1 · Roi blanc sur case noire g1 | Tour noire sur case blanche a8 · Dame noire sur case blanche e8 · Tour noire sur case noire f8 · Roi noir sur case noire h8 · Pion noir sur case noire a7 · Pion noir sur case blanche b7 · Pion noir sur case blanche f7 · Fou noir sur case noire g7 · Pion noir sur case blanche h7 · Pion noir sur case blanche c6 · Cavalier noir sur case noire d6 · Dame blanche sur case blanche h5 · Pion noir sur case noire d4 · Pion blanc sur case blanche e4 · Cavalier blanc sur case noire c3 · Fou blanc sur case blanche d3 · Pion blanc sur case blanche h3 · Pion blanc sur case blanche a2 · Pion blanc sur case noire b2 · Pion blanc sur case blanche c2 · Pion blanc sur case blanche g2 · Tour blanche sur case noire a1 · Tour blanche sur case blanche f1 · Roi blanc sur case noire g1 | Tour noire sur case blanche a8 · Dame noire sur case blanche e8 · Tour noire sur case noire f8 · Roi noir sur case noire h8 · Pion noir sur case noire a7 · Pion noir sur case blanche b7 · Pion noir sur case blanche f7 · Fou noir sur case noire g7 · Pion noir sur case blanche h7 · Pion noir sur case blanche c6 · Cavalier noir sur case noire d6 · Dame blanche sur case blanche h5 · Pion noir sur case noire d4 · Pion blanc sur case blanche e4 · Cavalier blanc sur case noire c3 · Fou blanc sur case blanche d3 · Pion blanc sur case blanche h3 · Pion blanc sur case blanche a2 · Pion blanc sur case noire b2 · Pion blanc sur case blanche c2 · Pion blanc sur case blanche g2 · Tour blanche sur case noire a1 · Tour blanche sur case blanche f1 · Roi blanc sur case noire g1 | Tour noire sur case blanche a8 · Dame noire sur case blanche e8 · Tour noire sur case noire f8 · Roi noir sur case noire h8 · Pion noir sur case noire a7 · Pion noir sur case blanche b7 · Pion noir sur case blanche f7 · Fou noir sur case noire g7 · Pion noir sur case blanche h7 · Pion noir sur case blanche c6 · Cavalier noir sur case noire d6 · Dame blanche sur case blanche h5 · Pion noir sur case noire d4 · Pion blanc sur case blanche e4 · Cavalier blanc sur case noire c3 · Fou blanc sur case blanche d3 · Pion blanc sur case blanche h3 · Pion blanc sur case blanche a2 · Pion blanc sur case noire b2 · Pion blanc sur case blanche c2 · Pion blanc sur case blanche g2 · Tour blanche sur case noire a1 · Tour blanche sur case blanche f1 · Roi blanc sur case noire g1 | 1 |
|   | a | b | c | d | e | f | g | h |   |

Le diagramme de gauche montre un exemple des « coups de tonnerre dans un ciel serein » dont Fischer était coutumier : dans cette partie contre Pal Benko du Championnat des États-Unis de 1963, à New York, il joua :
19. Tf6!! (pour bloquer le pion f7 des Noirs ; si 19...Fxf6, le mat est inévitable après 20. e5). La partie se poursuivit par : 19...Rg8 20. e5 h6 21. Ce2 1-0.
|   | a | b | c | d | e | f | g | h |   |
| 8 | Roi blanc sur case noire f6 · Roi noir sur case blanche d5 · Cavalier noir sur case noire e5 · Fou blanc sur case blanche g4 · Pion blanc sur case blanche h3 | Roi blanc sur case noire f6 · Roi noir sur case blanche d5 · Cavalier noir sur case noire e5 · Fou blanc sur case blanche g4 · Pion blanc sur case blanche h3 | Roi blanc sur case noire f6 · Roi noir sur case blanche d5 · Cavalier noir sur case noire e5 · Fou blanc sur case blanche g4 · Pion blanc sur case blanche h3 | Roi blanc sur case noire f6 · Roi noir sur case blanche d5 · Cavalier noir sur case noire e5 · Fou blanc sur case blanche g4 · Pion blanc sur case blanche h3 | Roi blanc sur case noire f6 · Roi noir sur case blanche d5 · Cavalier noir sur case noire e5 · Fou blanc sur case blanche g4 · Pion blanc sur case blanche h3 | Roi blanc sur case noire f6 · Roi noir sur case blanche d5 · Cavalier noir sur case noire e5 · Fou blanc sur case blanche g4 · Pion blanc sur case blanche h3 | Roi blanc sur case noire f6 · Roi noir sur case blanche d5 · Cavalier noir sur case noire e5 · Fou blanc sur case blanche g4 · Pion blanc sur case blanche h3 | Roi blanc sur case noire f6 · Roi noir sur case blanche d5 · Cavalier noir sur case noire e5 · Fou blanc sur case blanche g4 · Pion blanc sur case blanche h3 | 8 |
| 7 | Roi blanc sur case noire f6 · Roi noir sur case blanche d5 · Cavalier noir sur case noire e5 · Fou blanc sur case blanche g4 · Pion blanc sur case blanche h3 | Roi blanc sur case noire f6 · Roi noir sur case blanche d5 · Cavalier noir sur case noire e5 · Fou blanc sur case blanche g4 · Pion blanc sur case blanche h3 | Roi blanc sur case noire f6 · Roi noir sur case blanche d5 · Cavalier noir sur case noire e5 · Fou blanc sur case blanche g4 · Pion blanc sur case blanche h3 | Roi blanc sur case noire f6 · Roi noir sur case blanche d5 · Cavalier noir sur case noire e5 · Fou blanc sur case blanche g4 · Pion blanc sur case blanche h3 | Roi blanc sur case noire f6 · Roi noir sur case blanche d5 · Cavalier noir sur case noire e5 · Fou blanc sur case blanche g4 · Pion blanc sur case blanche h3 | Roi blanc sur case noire f6 · Roi noir sur case blanche d5 · Cavalier noir sur case noire e5 · Fou blanc sur case blanche g4 · Pion blanc sur case blanche h3 | Roi blanc sur case noire f6 · Roi noir sur case blanche d5 · Cavalier noir sur case noire e5 · Fou blanc sur case blanche g4 · Pion blanc sur case blanche h3 | Roi blanc sur case noire f6 · Roi noir sur case blanche d5 · Cavalier noir sur case noire e5 · Fou blanc sur case blanche g4 · Pion blanc sur case blanche h3 | 7 |
| 6 | Roi blanc sur case noire f6 · Roi noir sur case blanche d5 · Cavalier noir sur case noire e5 · Fou blanc sur case blanche g4 · Pion blanc sur case blanche h3 | Roi blanc sur case noire f6 · Roi noir sur case blanche d5 · Cavalier noir sur case noire e5 · Fou blanc sur case blanche g4 · Pion blanc sur case blanche h3 | Roi blanc sur case noire f6 · Roi noir sur case blanche d5 · Cavalier noir sur case noire e5 · Fou blanc sur case blanche g4 · Pion blanc sur case blanche h3 | Roi blanc sur case noire f6 · Roi noir sur case blanche d5 · Cavalier noir sur case noire e5 · Fou blanc sur case blanche g4 · Pion blanc sur case blanche h3 | Roi blanc sur case noire f6 · Roi noir sur case blanche d5 · Cavalier noir sur case noire e5 · Fou blanc sur case blanche g4 · Pion blanc sur case blanche h3 | Roi blanc sur case noire f6 · Roi noir sur case blanche d5 · Cavalier noir sur case noire e5 · Fou blanc sur case blanche g4 · Pion blanc sur case blanche h3 | Roi blanc sur case noire f6 · Roi noir sur case blanche d5 · Cavalier noir sur case noire e5 · Fou blanc sur case blanche g4 · Pion blanc sur case blanche h3 | Roi blanc sur case noire f6 · Roi noir sur case blanche d5 · Cavalier noir sur case noire e5 · Fou blanc sur case blanche g4 · Pion blanc sur case blanche h3 | 6 |
| 5 | Roi blanc sur case noire f6 · Roi noir sur case blanche d5 · Cavalier noir sur case noire e5 · Fou blanc sur case blanche g4 · Pion blanc sur case blanche h3 | Roi blanc sur case noire f6 · Roi noir sur case blanche d5 · Cavalier noir sur case noire e5 · Fou blanc sur case blanche g4 · Pion blanc sur case blanche h3 | Roi blanc sur case noire f6 · Roi noir sur case blanche d5 · Cavalier noir sur case noire e5 · Fou blanc sur case blanche g4 · Pion blanc sur case blanche h3 | Roi blanc sur case noire f6 · Roi noir sur case blanche d5 · Cavalier noir sur case noire e5 · Fou blanc sur case blanche g4 · Pion blanc sur case blanche h3 | Roi blanc sur case noire f6 · Roi noir sur case blanche d5 · Cavalier noir sur case noire e5 · Fou blanc sur case blanche g4 · Pion blanc sur case blanche h3 | Roi blanc sur case noire f6 · Roi noir sur case blanche d5 · Cavalier noir sur case noire e5 · Fou blanc sur case blanche g4 · Pion blanc sur case blanche h3 | Roi blanc sur case noire f6 · Roi noir sur case blanche d5 · Cavalier noir sur case noire e5 · Fou blanc sur case blanche g4 · Pion blanc sur case blanche h3 | Roi blanc sur case noire f6 · Roi noir sur case blanche d5 · Cavalier noir sur case noire e5 · Fou blanc sur case blanche g4 · Pion blanc sur case blanche h3 | 5 |
| 4 | Roi blanc sur case noire f6 · Roi noir sur case blanche d5 · Cavalier noir sur case noire e5 · Fou blanc sur case blanche g4 · Pion blanc sur case blanche h3 | Roi blanc sur case noire f6 · Roi noir sur case blanche d5 · Cavalier noir sur case noire e5 · Fou blanc sur case blanche g4 · Pion blanc sur case blanche h3 | Roi blanc sur case noire f6 · Roi noir sur case blanche d5 · Cavalier noir sur case noire e5 · Fou blanc sur case blanche g4 · Pion blanc sur case blanche h3 | Roi blanc sur case noire f6 · Roi noir sur case blanche d5 · Cavalier noir sur case noire e5 · Fou blanc sur case blanche g4 · Pion blanc sur case blanche h3 | Roi blanc sur case noire f6 · Roi noir sur case blanche d5 · Cavalier noir sur case noire e5 · Fou blanc sur case blanche g4 · Pion blanc sur case blanche h3 | Roi blanc sur case noire f6 · Roi noir sur case blanche d5 · Cavalier noir sur case noire e5 · Fou blanc sur case blanche g4 · Pion blanc sur case blanche h3 | Roi blanc sur case noire f6 · Roi noir sur case blanche d5 · Cavalier noir sur case noire e5 · Fou blanc sur case blanche g4 · Pion blanc sur case blanche h3 | Roi blanc sur case noire f6 · Roi noir sur case blanche d5 · Cavalier noir sur case noire e5 · Fou blanc sur case blanche g4 · Pion blanc sur case blanche h3 | 4 |
| 3 | Roi blanc sur case noire f6 · Roi noir sur case blanche d5 · Cavalier noir sur case noire e5 · Fou blanc sur case blanche g4 · Pion blanc sur case blanche h3 | Roi blanc sur case noire f6 · Roi noir sur case blanche d5 · Cavalier noir sur case noire e5 · Fou blanc sur case blanche g4 · Pion blanc sur case blanche h3 | Roi blanc sur case noire f6 · Roi noir sur case blanche d5 · Cavalier noir sur case noire e5 · Fou blanc sur case blanche g4 · Pion blanc sur case blanche h3 | Roi blanc sur case noire f6 · Roi noir sur case blanche d5 · Cavalier noir sur case noire e5 · Fou blanc sur case blanche g4 · Pion blanc sur case blanche h3 | Roi blanc sur case noire f6 · Roi noir sur case blanche d5 · Cavalier noir sur case noire e5 · Fou blanc sur case blanche g4 · Pion blanc sur case blanche h3 | Roi blanc sur case noire f6 · Roi noir sur case blanche d5 · Cavalier noir sur case noire e5 · Fou blanc sur case blanche g4 · Pion blanc sur case blanche h3 | Roi blanc sur case noire f6 · Roi noir sur case blanche d5 · Cavalier noir sur case noire e5 · Fou blanc sur case blanche g4 · Pion blanc sur case blanche h3 | Roi blanc sur case noire f6 · Roi noir sur case blanche d5 · Cavalier noir sur case noire e5 · Fou blanc sur case blanche g4 · Pion blanc sur case blanche h3 | 3 |
| 2 | Roi blanc sur case noire f6 · Roi noir sur case blanche d5 · Cavalier noir sur case noire e5 · Fou blanc sur case blanche g4 · Pion blanc sur case blanche h3 | Roi blanc sur case noire f6 · Roi noir sur case blanche d5 · Cavalier noir sur case noire e5 · Fou blanc sur case blanche g4 · Pion blanc sur case blanche h3 | Roi blanc sur case noire f6 · Roi noir sur case blanche d5 · Cavalier noir sur case noire e5 · Fou blanc sur case blanche g4 · Pion blanc sur case blanche h3 | Roi blanc sur case noire f6 · Roi noir sur case blanche d5 · Cavalier noir sur case noire e5 · Fou blanc sur case blanche g4 · Pion blanc sur case blanche h3 | Roi blanc sur case noire f6 · Roi noir sur case blanche d5 · Cavalier noir sur case noire e5 · Fou blanc sur case blanche g4 · Pion blanc sur case blanche h3 | Roi blanc sur case noire f6 · Roi noir sur case blanche d5 · Cavalier noir sur case noire e5 · Fou blanc sur case blanche g4 · Pion blanc sur case blanche h3 | Roi blanc sur case noire f6 · Roi noir sur case blanche d5 · Cavalier noir sur case noire e5 · Fou blanc sur case blanche g4 · Pion blanc sur case blanche h3 | Roi blanc sur case noire f6 · Roi noir sur case blanche d5 · Cavalier noir sur case noire e5 · Fou blanc sur case blanche g4 · Pion blanc sur case blanche h3 | 2 |
| 1 | Roi blanc sur case noire f6 · Roi noir sur case blanche d5 · Cavalier noir sur case noire e5 · Fou blanc sur case blanche g4 · Pion blanc sur case blanche h3 | Roi blanc sur case noire f6 · Roi noir sur case blanche d5 · Cavalier noir sur case noire e5 · Fou blanc sur case blanche g4 · Pion blanc sur case blanche h3 | Roi blanc sur case noire f6 · Roi noir sur case blanche d5 · Cavalier noir sur case noire e5 · Fou blanc sur case blanche g4 · Pion blanc sur case blanche h3 | Roi blanc sur case noire f6 · Roi noir sur case blanche d5 · Cavalier noir sur case noire e5 · Fou blanc sur case blanche g4 · Pion blanc sur case blanche h3 | Roi blanc sur case noire f6 · Roi noir sur case blanche d5 · Cavalier noir sur case noire e5 · Fou blanc sur case blanche g4 · Pion blanc sur case blanche h3 | Roi blanc sur case noire f6 · Roi noir sur case blanche d5 · Cavalier noir sur case noire e5 · Fou blanc sur case blanche g4 · Pion blanc sur case blanche h3 | Roi blanc sur case noire f6 · Roi noir sur case blanche d5 · Cavalier noir sur case noire e5 · Fou blanc sur case blanche g4 · Pion blanc sur case blanche h3 | Roi blanc sur case noire f6 · Roi noir sur case blanche d5 · Cavalier noir sur case noire e5 · Fou blanc sur case blanche g4 · Pion blanc sur case blanche h3 | 1 |
|   | a | b | c | d | e | f | g | h |   |

Dans la partie Fischer - Mark Taïmanov (diagramme de droite) lors du match des Candidats au Championnat du Monde à Vancouver en 1971, durant la 2e partie :
Dans cette position très simplifiée, Fischer continua à jouer pour le gain, et l'obtint. Taïmanov, qui semblait croire la partie nulle déjà acquise, joua 81...Re4?, à quoi Ficher répliqua par 82. Fc8! (si 82...Cf3, alors 83. Fb7+ et si 82...Cd3, alors 83...Ff5+, et les Noirs ne peuvent plus empêcher que le pion blanc parvienne en h5).
Il suivit : 82...Rf4 83. h4 Cf3 84. h5 Cg5 85. Ff5 Cf3 86. h6 Cg5 87. Rg6 Cf3 88. h7 Ce5+ 89. Rf6 1-0. Fischer était toujours prêt à jouer des heures et des heures de plus pour arriver au gain plutôt qu'à la partie nulle.

## Quelques parties remarquables
Cet article utilise la notation algébrique pour décrire des coups du jeu d'échecs.

### Donald Byrne - Fischer, New York 1956
Lors de cette partie disputée à New York en octobre 1956 lors du trophée Rosenwald, le plus fort tournoi disputé aux États-Unis cette année-là, Fischer, âgé de seulement treize ans (et déjà champion des États-Unis junior), bat avec les Noirs l'américain Donald Byrne, à l'époque non titré mais classé quatrième plus fort joueur des États-Unis au début du tournoi. La partie, conduite dans un style d'attaque spectaculaire reçut l'un des deux prix de beauté décernés à l'issue du tournoi.

### Un lutteur acharné avec les Noirs
Les parties suivantes montrent la prédilection de Fischer, avec les Noirs, pour la défense est-indienne et la défense Grünfeld, soit deux ouvertures tendues où les Noirs jouent pour la contre-attaque.
Ces deux lignes de jeu impliquent un important travail préparatoire, ce en quoi Fischer excellait : il jouait peu d'ouvertures, mais il les connaissait à fond. Il en va de même pour sa défense de prédilection face à 1. e4 : la « variante du pion empoisonné » de la sicilienne Najdorf. Cette ligne de jeu entraîne une lutte à couteaux tirés, où la moindre inexactitude peut être synonyme de défaite.

#### René Letelier - Fischer, Leipzig 1960
Dans la partie suivante, Fischer, après avoir donné la qualité, sacrifie sa dame pour obtenir une attaque de mat forcée.
René Letelier - Bobby Fischer
Olympiade d'échecs de 1960, Leipzig Défense est-indienne :

1. d4 Cf6 2. c4 g6 3. Cc3 Fg7 4. e4 0-0!? 5. e5?! Ce8 6. f4 d6 7. Fe3 c5! 8. dxc5 Cc6 9. cxd6? exd6 10. Ce4?! Ff5! 11. Cg3?! Fe6 12. Cf3 Dc7 13. Db1 dxe5 14. f5 e4! 15. fxe6 exf3 16. gxf3 f5! 17. f4 Cf6 18. Fe2 Tfe8 19. Rf2 Txe6 20. Te1 Tae8 21. Ff3? Txe3! 22. Txe3 Txe3 23. Rxe3 Df4+! 24. abandon 0-1 (24. Rxf4 est impossible car le roi blanc est mat après Fh6, et Fischer avait analysé la suite : 24. Rf2 Cg4+ 25. Rg2 Ce3+ 26. Rf2 Cd4 27. Dh1 Cg4+ 28. Rf1 Cf3 qui gagne).
Cette partie est révélatrice de la personnalité de Fischer : il jouait toujours « pour gagner », quitte à venir « chercher l'adversaire sur son propre terrain » ; il avait d'ailleurs en horreur les nulles de salon.

#### Georgi Tringov - Fischer, La Havane 1965
Dans la partie suivante, Fischer, avec les Noirs, après avoir subi une violente attaque de la part de Tringov contre sa variante fétiche du pion empoisonné de la Sicilienne Najdorf, trouve à l'ultime moment sur l'échiquier la défense adéquate (18... Cc6!!) et renverse la partie, menaçant de mater son adversaire.
Georgi Tringov - Bobby Fischer
Mémorial Capablanca, La Havane, 1965, Sicilienne Najdorf, variante du pion empoisonné :

1. e4 c5 2. Cf3 d6 3. d4 cxd4 4. Cxd4 Cf6 5. Cc3 a6 6. Fg5 e6 7. f4 Db6 8. Dd2 Dxb2 9. Tb1 Da3 10. e5 dxe5 11. fxe5 Cfd7 12. Fc4 Fb4 13. Tb3 Da5 14. 0-0 0-0 15. Cxe6 fxe6 16. Fxe6+ Rh8 17. Txf8+ Fxf8 18. Df4 Cc6!! 19. Df7 Dc5+ 20. Rh1 Cf6!! 21. Fxc8 Cxe5! 22. De6 Ceg4! 0-1.

#### Viktor Kortchnoï - Fischer, Herceg Novi 1970
Dans cette partie, Kortchnoï, un spécialiste de la défense est-indienne avec les Blancs, perd la partie contre Fischer dans le tournoi de Herceg Novi, joué immédiatement après le match URSS - Reste du monde.
Viktor Kortchnoï - Bobby Fischer
Tournoi blitz de Herceg Novi, 1970, Défense est-indienne :

1. d4 Cf6 2. c4 g6 3. Cc3 Fg7 4. e4 d6 5. Fe2 0-0 6. Cf3 e5 7. O-O Cc6 8. d5 Ce7 9. Cd2 c5 10. a3 Ce8 11. b4 b6 12. Tb1 f5 (les Noirs sont prêts pour lancer l'attaque côté roi.) 13. f3 f4 14. a4 g5 15. a5 Tf6! 16. bxc5? bxc5 17. Cb3 Tg6 18. Fd2 Cf6 (ou ...h5!) 19. Rh1 g4 (ou 19...h5) 20. fxg4 (forcé à cause de la menace 20...g3 et si 21. h3 Fxh3, etc.) ...Cxg4 21. Tf3? (21. Ff3!) Th6 22. h3 Cg6 23. Rg1 Cf6 24. Fe1 Ch8!! 25. Td3 Cf7 26. Ff3 Cg5 27. De2 Tg6 28. Rf1 (si 28. Rh2 ; 28. ...Dd7 qui menace 29. ...Cxh3, etc.) Cxh3 29. gxh3 Fxh3+ 30. Rf2 Cg4+ 31. Fxg4 Fxg4 32. abandon. 0-1
Il n'y a rien à faire contre la menace double 31...Fxe2 et 32...Dh4+.

## Contributions principales aux échecs

### Théorie des ouvertures
Fischer était réputé pour la profondeur de ses analyses des débuts de partie, et il a contribué de manière significative à l'avancement de la théorie des ouvertures.

#### Ouvertures côté Blancs
Avec les Blancs, Fischer ouvrait presque toujours par 1. e4 : « Je n'ai jamais ouvert mon jeu par le pion « d » — par principe. » Dans les commentaires d'une de ses parties, il jugeait : « 1.e4. Le meilleur par expérience,. » Cependant, pour surprendre ses adversaires, il expérimenta 1. c4 contre Lev Polougaïevski en 1970 et lors du championnat du monde d'échecs de 1972 contre Boris Spassky. Il joua également 1. b3 en 1970 lors du tournoi de Buenos Aires (contre Toukmakov) et lors du tournoi interzonal de Palma de Majorque (contre Filip et contre Mecking).
Fischer était un expert reconnu de la partie espagnole, aussi bien sous sa forme classique, qu'avec l'échange du fou b5 contre le cavalier c6. Lors de l'olympiade d'échecs de 1966 à La Havane, il remporta trois parties contre Portisch, Gligoric (en 25 coups) et contre Jiménez avec la variante d'échange de la partie espagnole.
Face à la défense sicilienne (avec les Blancs), Fischer développa la théorie sur la ligne de jeu débutant par 1. e4 c5 2. Cf3 d6 3. d4 cxd4 4. Cxd4 Cf6 5. Cc3 a6 (ou 5...e6) 6. Fc4,. Dans sa prédilection pour le développement de son fou f1 en c4, il n'a pas véritablement eu d'héritier au plus haut niveau, comme l'attestent les bases de données de parties. Il a été encore moins suivi dans son usage (occasionnel) de l'attaque est-indienne.
Cependant, Fischer, lorsque les Noirs s'étaient engagés sur ...e6, jouait plutôt par principe 3. Cc3 contre la défense française, allant jusqu'à affirmer qu'il doutait de la correction de la Winawer (3...Fb4).
En 1961, sous l'effet d'une défaite (avec les Noirs) contre Spassky l'année précédente, Fischer affirma dans l'article « A Bust to the King's Gambit » de la revue American Chess Quarterly, que ses analyses réfutaient le gambit du roi. Fischer recommandait face au gambit du cavalier la ligne 1. e4 e5 2. f4 exf4 3. Cf3 d6, qui est maintenant dénommée défense Fischer du gambit du roi,,. Cependant, Fischer joua plus tard le gambit du roi dans trois parties officielles qu'il gagna toutes (en préférant à 3. Cf3, le gambit du fou : 3. Fc4).

#### Ouvertures côté Noirs
Bobby Fischer était un maître, côté Noirs, de la variante Najdorf et de la Défense est-indienne. Il fit usage avec succès de la Défense Grünfeld lors de la partie du siècle et contre le champion du monde de l'époque, Mikhaïl Botvinnik, en 1962, lors de leur unique confrontation (score : 1/2 - 1/2). Lors de cette dernière, il réfuta sur l'échiquier, en introduisant une nouveauté théorique, le travail d'analyse préparatoire du champion soviétique,.
Fischer prouva la correction de la variante du pion empoisonné de la sicilienne Najdorf (1. e4 c5 2. Cf3 d6 3. d4 cxd4 4. Cxd4 Cf6 5. Cc3 a6 6. Fg5 e6 7. f4 Db6). Sur dix parties officielles avec les Noirs où il eut recours à la variante du pion empoisonné, Fischer en remporta cinq, annula quatre et perdit une, la onzième de son match de 1972 contre Spassky. À la suite de l'usage qu'il en fit, la variante acquit une aura de respectabilité et fut employée par de nombreux joueurs de l'élite mondiale.

### Fins de partie
Bobby Fischer avait une précision d'horlogerie dans le domaine des fins de partie. Jeremy Silman le classa parmi les cinq meilleurs joueurs de tous les temps dans ce domaine, avec Emanuel Lasker, Akiba Rubinstein, José Raúl Capablanca et Vasily Smyslov. Silman a utilisé l'expression « maître des finales de fous ».
La finale tour, fou et pions contre tour, cavalier et pions a parfois été baptisée du nom de « finale de Fischer » ((en) Fischer Endgame) du fait de trois victoires instructives de Fischer (avec le fou) sur Mark Taïmanov en 1970 et 1971,. L'une des parties eut lieu lors de l'Interzonal de 1970 et les deux autres se déroulèrent lors du quart de finale de match des candidats.

### La cadence Fischer
En 1989, Bobby Fischer avait déposé un brevet pour une pendule d'échecs qui ajoute un certain temps supplémentaire pour chaque coup joué afin d'éviter le zeitnot (manque de temps en fin de partie). La « cadence Fischer » a été depuis adoptée par la Fédération internationale des échecs et est très souvent pratiquée en tournoi.

### Les échecs aléatoires Fischer
En 1992, Bobby Fischer vint en à Belgrade pour préparer son second match contre Boris Spassky. Il demanda  à Svetozar Gligoric de lui fournir toutes les parties disputées depuis 1972 dans les variantes d'ouverture qu'il pratiquait. Le joueur yougoslave les lui présenta sur son ordinateur et Fischer fut surpris de la quantité de parties qu'il devait étudier. Le champion américain réalisa alors l'effort qu'il devait fournir pour mettre à jour ses connaissances dans la théorie des ouvertures d'échecs.
En 1996, il créa une variante du jeu d'échecs : les échecs aléatoires Fischer où la position initiale des pièces est tirée au sort (en respectant certaines règles). Ce qui annulait l'apprentissage des variantes d'ouvertures dans les règles classiques. Il a refusé depuis de jouer une partie qui ne se déroulerait pas selon ses règles.

## Place dans l'histoire

### Dans le panthéon échiquéen

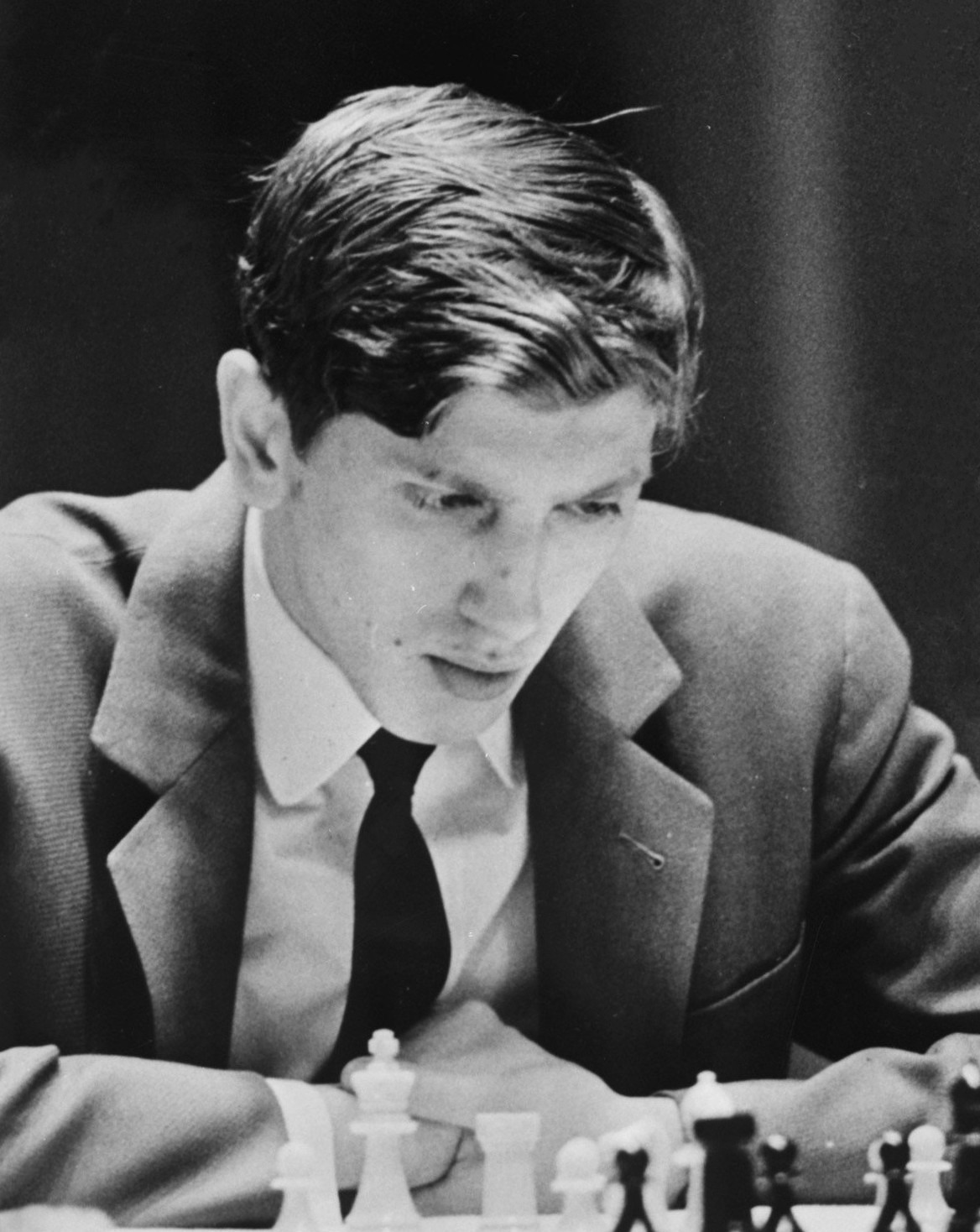
Bobby Fischer en juillet 1971.

Garry Kasparov a un jour qualifié Bobby Fischer comme suit : « perhaps the most mythologically shrouded figure in chess », ce que l'on peut traduire par « probablement la personnalité du monde des échecs la plus mythifiée ».
Il y a débat sur le fait de savoir si, comme Kasparov l'a déclaré, « Fischer peut tout simplement être considéré comme (…) le plus grand joueur d'échecs de tous les temps ». Le grand rival de Fischer, Mikhaïl Tal, l'encensa comme « le plus grand génie descendu des cieux des échecs ».
Kasparov écrivit que Fischer « devint le catalyseur d'une avalanche de nouvelles idées, un révolutionnaire dont la révolution est toujours en marche ». Cependant, Leonard Barden est d'avis que « La plupart des experts le placent en seconde ou troisième position, après Garry Kasparov mais probablement avant Anatoli Karpov ».
Sur le plan des ouvertures, Kasparov — qui jouait aussi la défense est-indienne et la défense Grünfeld — est à l'origine de beaucoup plus d'innovations que Fischer, et Kasparov laisse aussi un héritage plus important pour le monde des échecs, d'autant plus que Fischer s'est retiré très tôt.
Selon Anthony Saidy, le monde des échecs attendait monts et merveilles de Fischer, et a été frustré par sa retraite prématurée.

## Dans les arts et la culture populaire

### Filmographie

#### Cinéma
- 1993 : À la recherche de Bobby Fischer (Searching for Bobby Fischer) de Steven Zaillian. Ce film emploie le nom de Fischer dans son titre, alors qu'il a en fait pour sujet la vie de Joshua Waitzkin[276]. Le titre fait référence à la recherche d'un successeur pour Bobby Fischer, après le retrait de la compétition de ce dernier. Dans le livre dont est inspiré le film, le narrateur est à la recherche de Fischer pendant un court moment, et imagine ce qu'il lui dirait s'il le rencontrait. Dans un manuscrit resté inédit de 1997, Fischer s'est plaint de cette exploitation de son nom[277].
- 2015 : Le Prodige (Pawn Sacrifice) d'Edward Zwick, avec Tobey Maguire dans le rôle de Bobby Fisher.
- 2021 : Tchempion mira d'Alexeï Sidorov, joué par Pekka Strang.

#### Télévision

##### Séries télévisées
- Dans la série New York, section criminelle, l'épisode « Échec et mat » (Gone) est basé sur Bobby Fischer.
- Dans la série Endgame, le héros principal rejoue seul la Partie du siècle entre Fischer et Donald Byrne. Lorsqu'il modifie un coup de Byrne, il en arrive à la conclusion que même si celui-ci avait changé de tactique il aurait perdu, d'où son admiration pour Fischer.
- Dans la série Mike Tyson Mysteries (saison 1, épisode 2, « Le Jugement Dernier Ultime »), le corps de Bobby Fischer est gardé dans du formol par la société IBM, et son cerveau a été implanté dans le superordinateur Deep Blue. Cela fait référence à la prétendue « intervention humaine » au cours du match revanche Deep Blue / Kasparov.

### Littérature
- Le nom de Bobby Fischer est mentionné dans le roman de Milan Kundera Le Livre du rire et de l'oubli.
- La partie d'échecs finale de L'Échiquier du mal de Dan Simmons est la première partie du Championnat du monde d'échecs 1972.
- Le Coup du fou, de l’Italien Alessandro Barbaglia traite de la vie de Bobby Fischer et de sa confrontation avec Boris Spassky à travers une longue méditation convoquant les figures de l’Iliade et de son père disparu.
- Dans Le Duel, roman policier d'Arnaldur Indridason, Marion Briem (mentor du célèbre commissaire Erlendur) enquête sur la mort d'un jeune homme dans un cinéma de Reykjavik. En pleine Guerre Froide, on assiste aux préparatifs du Match du Siècle opposant Fischer à Spassky, en particulier aux caprices et tergiversations de Fischer .

### Musique
- La comédie musicale Chess relate l'histoire de deux champions d'échecs, désignés seulement comme « L'Américain » et « Le Russe ». Elle est librement inspirée du Championnat du monde de 1972 entre Fischer et Spassky[278]. Dans des versions ultérieures du spectacle, « L'Américain » est dénommé « Freddie Trumper » et « Le Russe » est « Anatoly Sergieveski »[279].
- Lors du match de championnat du monde de 1972 entre Fischer et Spassky, le compositeur soviétique Vladimir Vysotsky écrivit un cycle ironique En l'Honneur de la couronne des échecs composé de deux chansons. La première est au sujet de la préparation pour le match contre Fischer d'un travailleur soviétique de base ; la seconde chanson est au sujet du jeu. De nombreuses expressions issues de ces chansons sont devenues des phrases fétiches dans la culture russe[280].
- La chanson Cue Fanfare de Prefab Sprout, de l'album Swoon, comporte les paroles : « When Bobby Fischer's plane touches the ground/He'll take those Russian boys and play them out of town/Playing for blood as grandmasters should. »
- Le groupe de metal progressif OSI a enregistré la chanson OSIdea 9, laquelle met en avant des extraits de l'interview aux propos décousus de Bobby Fischer par une station de radio après son arrestation au Japon. Dans cette interview, Fischer affirme que le gouvernement des États-Unis le torturera et le tuera dès qu'il sera extradé là-bas.
- La chanson A Rook House For Bobby du groupe Post-rock I Like Trains est au sujet de la fuite de Fischer par rapport au système judiciaire des États-Unis.
- Le groupe de rock expérimental Zëro lui a consacré une chanson, Bobby Fischer, sur son second album, Diesel Dead Machine.

### Jeu vidéo
- On peut entendre son nom dans le jeu vidéo The Last of Us quand on interagit avec un échiquier dans la ville de Bill.

## Publications
Livres de Fischer traduits en français
- (en) My 60 Memorable Games, Simon & Schuster, New York, 1969 ; Faber and Faber, Londres, 1969 (notation descriptive) ; 
  - réédition, Batsford, 2008 (notation algébrique).
- Mes 60 meilleures parties, (trad. Parviz Abolgassemi) Stock, 1972 ; Garnier, 1982  (ISBN 978-2-7370-0121-5) ; édition corrigée, Éditéchecs, 1995  (ISBN 2-9508587-0-8)Parties jouées entre 1957 et 1967. Préface de Chantal Chaudé de Silans.
- (en) Bobby Fischer Teaches Chess avec Donn Mosenfelder et Stuart Margulies, Bantam Books, mai 1966,  (ISBN 0-553-26315-3).
- Bobby Fischer vous apprend les échecs, Fernand Nathan, 1972.

Livres en anglais
- (en) Bobby Fischer's Games of Chess, Simon & Schuster, New York, 1959.  (ISBN 0-923891-46-3). Une collection de 34 parties légèrement annotées : la partie Donald Byrne-Fischer de 1956, les 13 parties du championnat des États-Unis 1957-1958 et les 20 parties du tournoi interzonal de 1958.
- (en) I Was Tortured in the Pasadena Jailhouse!, 1982, pamphlet.

Articles parus en anglais
- (en) « A Bust to the King's Gambit », American Chess Quarterly, vol. 1, no 1,‎ été 1961, p. 3–9.
- (en) « The Russians Have Fixed World Chess », Sports Illustrated,‎ août 1962.
- (en) « The Ten Greatest Masters in History », Chessworld, vol. 1, no 1,‎ janvier–février 1964, p. 56–61.
- (en) Checkmate, rubrique parue de 1966 à 1969 dans Boys' Life.